# Guerra civil libia (2014-2020)
La guerra civil libia (2014-2020), conocida también como  Segunda Guerra Civil Libia, fue una guerra civil multilateral que se libró en Libia entre varios grupos armados, pero principalmente por la Cámara de Representantes (HoR) y el Gobierno de Acuerdo Nacional (GNA), durante seis años, de 2014 a 2020.
Las hostilidades comenzaron cuando el general Jalifa Haftar ordenó la disolución del Congreso General de Trípoli, dominado por los Hermanos Musulmanes, tras haber prolongado unilateralmente su mandato. Al mismo tiempo lanzaba con el apoyo de gran parte del Ejército Nacional Libio (LNA) la llamada Operación Dignidad contra grupos islamistas y yihadistas en Bengasi, algunos de los cuales también eran leales al Congreso. Este intento de deponer al gobierno se explicó como una acción patriótica del orden castrense, pero bien podría atender a razones tribales y clientelistas: la mayor parte de los oficiales provenían del Este de Libia —región reticente al control de la capital sobre sus asuntos internos, entre ellos la exportación de petróleo—. Paralelamente, grupos armados de la ciudad occidental de Zintan expresaron su apoyo a Haftar y amenazaron al Congreso con forzar su disolución. 
Como respuesta se formó la coalición Amanecer Libio, con el objetivo de expulsar a las fuerzas zintaníes de sus posiciones en Trípoli. Dicha alianza se componía de milicias islamistas opuestas ideológicamente a la Operación Dignidad, de brigadas de Misurata (enfrentadas regionalmente con Zintan) y de otros grupos que meramente trataban de expandir su control efectivo sobre la capital. En medio de los combates se celebraron unas elecciones para el nuevo parlamento libio (junio de 2014), la Cámara de Representantes de Libia, cuyos miembros electos se posicionaron a favor de la Operación Dignidad y las brigadas de Zintan, instalándose así bajo la protección del LNA en la ciudad oriental de Tobruk. Sin embargo, los diputados del Congreso General (elegido en 2012), se negaron a ceder sus cargos y se autoproclamaron como los legisladores legítimos, al tiempo que se aliaron con las milicias de Trípoli y, en menor medida, de Bengasi. Misurata y otras ciudades también decidieron apoyar al Congreso como garantía de la primacía del Oeste de Libia frente a la Cámara en Tobruk.
El conflicto alcanzó dimensiones internacionales dentro del mundo árabe cuando Egipto y los Emiratos Árabes Unidos bombardearon las posiciones del Amanecer Libio en Trípoli y de los milicianos en Bengasi, mientras que Catar y Turquía eligieron financiar a dichos grupos y entregarles suministros militares. Por otro lado, beneficiándose del vacío de poder, cientos de yihadistas del Estado Islámico se trasladaron a la nación africana desde Siria e Irak y se hicieron temporalmente con el control de varias ciudades del país, entre ellas Derna y Sirte, si bien fueron derrotados con el apoyo de la comunidad internacional. 
Ante la gravedad que había alcanzado la situación, Naciones Unidas diseñó un plan de paz (Misión de Apoyo de las Naciones Unidas en Libia; UNSMIL por sus siglas en inglés) en virtud del cual se elegiría consensuadamente por delegados de ambos bandos un Ejecutivo de transición (GNA). La Cámara de Representantes permanecería como la Cámara Baja del país, al tiempo que el Congreso General se convertiría en una Cámara Alta, el Consejo de Estado Superior. El proyecto fue satisfactoriamente aprobado por todos los delegados del plan de paz a título personal y por la Cámara de Representantes, si bien fue rechazado por el Congreso General. Sin embargo, la lista concreta de ministros presentada por los delegados, con Fayez al-Sarraj como jefe del Ejecutivo de transición, no fue tampoco aprobada por la Cámara. A pesar de ello, la nueva administración pasó a ser considerada por Naciones Unidas como el representante legítimo de Libia.
Tras un breve periodo de exilio en Túnez, el gabinete de al-Sarraj desembarcó en Trípoli en marzo de 2016 con el respaldo del Ejército Libio (desvinculado del LNA) y todos aquellos grupos del Amanecer Libio que no eran islamistas, incluyendo varias de las brigadas de Misurata. El Congreso General quedó así disuelto, si bien numerosas milicias contrarias al plan de paz seguirían actuando en el Oeste de Libia bajo la dirección, meramente formal, del político islamista Jalifa al-Ghawil. Aprovechándose de la debilidad del nuevo Gobierno de Trípoli, y en el contexto del nuevo panorama político internacional que se dibujó desde 2017 con el aislacionismo de la Administración Trump y la crisis diplomática de Catar, los militares leales a Haftar tomaron los puertos petrolíferos de Ras Lanuf y Sidra y la mayor parte de la región sureña de Fezán, así como la totalidad de Derna y Bengasi. Para ello contaron con el apoyo militar y diplomático de los Emiratos Árabes Unidos y Egipto, así como de Rusia y del gobierno francés de Emmanuel Macron.
A pesar de varias cumbres internacionales en 2018, en 2019 se hizo evidente la intención de Haftar de abandonar las negociaciones de paz, lanzando una ofensiva sobre Trípoli para hacerse con el control de todo el país. En 2020, el gobierno turco de Erdoğan intervino activamente con drones para contrarrestar el apoyo militar emiratí y salvar al GNA, que logró mantener el control sobre la capital y buena parte del Oeste del país. Ante la posibilidad de que fuera ahora el LNA el bando derrotado, Rusia desplegó, en mayo de ese año, varias aeronaves en el país. En este nuevo escenario, en el cual cualquier avance implicaría confrontar directamente potencias mundiales, ambos bandos acordaron retomar las negociaciones. Egipto y Rusia maniobraron para dejar en un segundo plano a Haftar, potenciando en su lugar al político Aguilah Issa.

## Escenario

### Violencia miliciana y legalización de grupos armados
En Libia, el Gobierno de Alí Zeidan fue incapaz de hacer frente al problema de las milicias que habían luchado contra Gadafi en la guerra de Libia de 2011. Cada una de ellas tenía su propia ideología y utilizaba su poder para conseguir imponer sus demandas. Estaban al control de la seguridad de las ciudades, el control de las fronteras, la gestión de los centros de detención y la protección de las instalaciones estratégicas del país.
En algunas ocasiones el Gobierno tuvo incluso que pagar a las milicias para que desbloquearan ciudades y enclaves petroleros, e incluso se rumoreó la creación de una fuerza de élite para proteger al primer ministro.
Para resolver la crisis, inicialmente se trató de integrar a todos los milicianos en una estructura única de ámbito nacional, el Comité de Seguridad Supremo. Sin embargo el proceso fracasó, ya que las propias brigadas se unían de forma íntegra y no cada uno de sus miembros a título personal. Así, en vez de disolverse, estos grupos quedaban reforzados al integrarse oficialmente en una estructura de Estado. Este proceso de hibridación fue especialmente notable en Trípoli.
Por otro lado, el presidente del Congreso, Nuri Abu Sahmain (que era próximo a la ideología de los Hermanos Musulmanes) utilizó su capacidad para emitir decretos y el cargo de comandante en jefe del Ejército que ostentaba para favorecer la potenciación y la legalización de numerosas brigadas autónomas, muchas de ellas de carácter islamista. En julio de 2013 ordenó la creación de la Sala de Operaciones de los Revolucionarios Libios y en agosto de 2013 ordenó a la Brigada Escudo de Libia que se hiciera con el control de la seguridad de Trípoli.
En definitiva, poco a poco se hizo evidente que todos los mecanismos de control sobre los grupos armados habían fracasado. Tanto es así que el 10 de octubre de 2013, la ya citada Sala de Operaciones de los Revolucionarios Libios intentó hacerse con el país y secuestró brevemente a Zeidan.

### Bloqueo institucional y crisis política
El órgano legislativo libio, el Congreso General, estaba dominado en su mayoría por miembros islamistas próximos a los Hermanos Musulmanes. Estos se oponían frontalmente al mandato del primer ministro Ali Zeidan, de ideología liberal, y bloquearon cualquier propuesta legislativa. Sólo la Alianza de Fuerzas Nacionales —técnicamente el partido mayoritario en la asamblea, puesto que los congresistas islamistas eran formalmente independientes— apoyaba a al-Zeidan. El país se encontraba en una parálisis política, incapaz de impulsar un proceso de transición.
La tensión ideológica fue en aumento y a principios de 2014 los miembros de la Hermandad en el Gobierno dimitieron de todos sus cargos dentro del Ejecutivo. En este nuevo escenario, los congresistas islamistas organizaron repetidas mociones de censura para intentar destituirle. Finalmente, una de ellas prosperó y el 11 de marzo Zeidan fue sucedido de manera interina por Abdullah al-Thani, una figura entonces entendida de consenso.
El primer ministro al-Thani también fracasó en promover la estabilidad en la nación africana y tuvo que dimitir por amenazas que milicias armadas realizaron a su familia. En esta ocasión la mayoría islamista logró imponer a su candidato para primer ministro, Ahmad Mitig. Sin embargo, el Ministerio de Justicia denunció que su elección había sido ilegal —parte de los votos se emitieron cuando la sesión de votación ya había cerrado— y al-Thani se negó a traspasarle sus poderes. El Congreso se encontraba al borde de la fragmentación entre los partidarios de Mitig y los de al-Thani. Finalmente, la Corte Suprema de Libia emitió un fallo en el que confirmaba la inconstitucionalidad de la elección de Mitig y devolvía la Jefatura del Gobierno a al-Thani. Su autoridad, no obstante, estaba lejos de ser aceptada por gran parte de la asamblea legislativa.

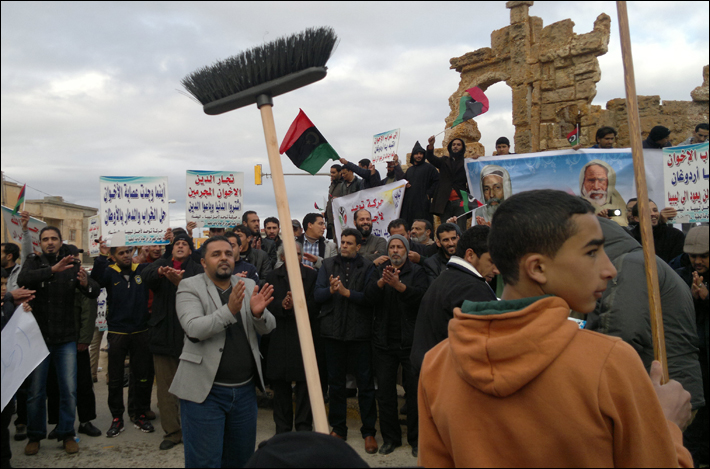
Manifestantes protestando contra la extensión del mandato del Congreso

El problema del fracaso político, así como la violencia armada ejercida por las milicias, provocó el rechazo de gran parte de la sociedad al Congreso. No obstante, sus miembros quisieron prolongar mediante reforma constitucional su mandato hasta diciembre de 2014, a pesar de que su plazo había expirado el 7 de febrero.
Esto desembocó en una nueva ola de manifestaciones que querían resultados inmediatos y el fin del Congreso, para dar lugar a una nueva autoridad que fuera capaz de poner fin a los problemas del país.
El 25 de mayo, el Congreso General accedió a renovar sus miembros mediante unas elecciones, las cuales convocó para junio de ese mismo año. Asimismo, la nueva asamblea legislativa sería denominada Cámara de Representantes, superando el carácter transitorio con el que el Congreso había sido creado.

### Faccionalización del Ejército y tensiones regionales
Al final de la guerra de 2011, la mayor parte de los oficiales del Ejército que habían luchado contra Gadafi vieron como estaban siendo marginados ante la creciente importancia de las fuerzas rebeldes. En este contexto, muchos de ellos van a llevar a cabo maniobras políticas para mantener su importancia a través de lazos locales y regionales.
En noviembre de ese mismo año, alrededor de 200 oficiales del Este del país se reunieron en Al-Baida y constituyeron el Consejo Militar de Cirenaica, al tiempo que presentaron al general Jalifa Haftar como su candidato a Jefe del Estado Mayor del Ejército. Haftar contaba con el apoyo de las tribus Awaqir, Ubaydat, Barassa y Hassa. Curiosiamente, Haftar, a diferencia de otras importantes figuras políticas como Aguilah Issa (de la tribu Ubaydat) no pertenecía a ninguna de estas importantes dinastías, sino de un clan del Oeste del país, lo que precisamente le convertía en un candidato de consenso.
En cualquier caso, en Trípoli y el extremo occidental del país, más urbanizado, las preferencias de los clanes tradicionales tenía escasa relevancia. Cuando el Congreso General decidió finalmente designar a Yousef Mangoush en enero de 2012 para el cargo, la condena del Cirenaica fue enérgica. Los oficiales de Zintan también trataron de alienar a Mangoush y entablar en cambio relaciones con el ministro de Defensa, Usama al-Juwaili, que provenía de dicha ciudad. Pronto Cirenaica y Zintan empezarían a coordinar sus acciones en las llamadas "Conferencias Extraordinarias del Ejército Libio".
En ausencia de una jerarquía establecida, cada uno de los oficiales trataron de expandir el número de hombres bajo su control. Este proceso de reclutamiento se entiende como remedio ante el excesivo grado de burocratización del Ejército libio, que durante de la época de Gadafi estaba copado de altos cargos y un número ínfimo de soldados rasos. Pero también sirve a los oficiales del Ejército como oportunidad para desarrollar redes clientelares, en ocasiones incluso eligiendo a sus miembros de forma nepótica.
Ello es especialmente cierto en el caso de Zintan, que, con el objetivo de expandir su influencia política, potenció sus batallones de rebeldes hasta convertirlos en ramas del orden castrense. Por ejemplo, la brigada Muhammad al-Madani se convirtió en la Brigada 24, y la brigada Sawa'iq en las Fuerzas Especiales del Ejército. En este proceso de expansión reclutaron de forma masiva a militares del antiguo régimen de Gadafi, lo cual fue visto con desmayo por muchos otros actores, especialmente por el Congreso General. Como contrapartida, este trató de establecer una alianza con la ciudad de Misurata —históricamente opuesta al gadafismo—, dando lugar a una pugna entre las dos ciudades por el control sobre la esfera política nacional.
Fue en este contexto en el que, el 14 de febrero de 2014, Haftar anunció —como se mencionara más adelante— la suspensión del Congreso y la formación de un cuerpo presidencial temporal. El intento definitivo de golpe de Estado no tendría lugar hasta el 21 de mayo de ese mismo año, con un nuevo comunicado en el que Haftar traspasaba el poder a un "gobierno de emergencia", sin explicar quien lo integraría. Días más tarde, el líder de la brigada Sawa'iq de Zintan, que previamente había aparecido en televisión con ropa de civil y una bandana, declaraba esta vez con indumentaria militar amenazas al Congreso General, en nombre de la "Sala de Operaciones del Ejército Libio".
La alianza Zintan-Cirenaica, que más tarde se bautizaría como Operación Dignidad, fue presentada como una lucha entre las fuerzas secular-nacionalistas del orden castrense frente al islamismo y las fuerzas "terroristas" en las que se apoyaba el Congreso. Por todo lo dicho, y sin ahondar en la veracidad de cada uno de los actores, podemos concluir que existen otros motivos. Así, en la nebulosa de operadores se mezclan oficiales como Haftar, que habían sido enajenados de los puestos superiores del Ejército, y otros que habían apostado por el federalismo cirenaico. Juntos lograron movilizar al grueso de los soldados de Bengasi y el Este de Libia, enfurecidos por los ataques continuos a los que estaban siendo sometidos. Respecto a Zintan, un factor clave es la pugna por el poder sobre Trípoli.

## Acontecimientos

### 2014

#### Operación Dignidad.
El 14 de febrero de 2014 el general Jalifa Haftar difundió un comunicado en el que ordenaba la suspensión del Congreso General y proponía la formación de una comisión presidencial hasta que se celebraran nuevas elecciones.
Tras varias semanas de ultimátum, el 21 de mayo, Haftar anunció una operación militar, llamada oficialmente Operación Dignidad, para deponer al Congreso y derrotar a las milicias en las que este se apoyaba. Dentro del Congreso, el parlamento libio, la mayoría islamista de los Hermanos Musulmanes, incluido el presidente del Congreso, Nuri Abu Sahmain, condenó la operación como un "intento de Golpe de Estado". Por otro lado, los parlamentarios de la secular Alianza de Fuerzas Nacionales apoyaron la operación para poner fin a la violencia miliciana y evitar "ahogarse en un pantano de terrorismo, oscuridad, muerte y destrucción".

##### Primeros enfrentamientos en Bengasi.
Desde su liberación en 2011, la seguridad de Bengasi dependía en su mayor parte de milicias. Algunas de ellas, como la Brigada Escudo de Libia, estaban vinculadas al Congreso General, mientras que otras eran grupos autónomos de ideología yihadista, como Ansar al-Sharia, responsable del antentado terrorista en el consulado estadounidense de 2012.
Mientras que la llamada al levantamiento de Haftar del 14 de febrero tuvo poca repercusión nacional, el anuncio de la Operación Dignidad para la pacificación de la ciudad encontró numerosos apoyos. Varios sectores del Ejército Libio en el Este del país se movilizaron contra la oleada de asesinatos que sacudía la localidad, mientras que algunos empresarios financiaron la ofensiva para expulsar a los batallones islamistas. Entre los grupos que participaron destacan la Brigada Al-Saiqa, miembros de las Fuerzas Aéreas de la Base Aérea Gamal Abdul Nasser en Tobruk y del Aeropuerto de Benina en Bengasi, las Fuerzas de Defensa de Cirenaica y miembros de la tribu Baraghita.
Las hostilidades comenzaron en la mañana del 16 de mayo de 2014, cuando las fuerzas del general Haftar intentaron asaltar la ciudad desde el Este. Helicópteros, aviones y soldados participaron en el asalto, matando en su primeros días a al menos a 70 milicianos e hiriendo al menos a 250.
Los enfrentamientos se limitaron a los distritos de Hawari y Sidi Ferej, en el Suroeste de la ciudad. En concreto, los mayores choques se registraron en el área entre el acceso a la ciudad y una fábrica de cemento, controlada por Ansar al-Sharia. También se produjeron combates en el puerto entre miembros de la Marina y la Brigada Escudo de Libia.
A pesar de la superioridad aérea del LNA, las fuerzas islamistas tenían una presencia más robusta en la ciudad, y no lograron avanzar más allá del Aeropuerto de Benina. Las brigadas islamistas Mártires de Zawiya tomaron provecho de la situación y se desplegaron en el barrio Tabalino, rodeando la base del Batallón Mártires de Zawiya, leal a Haftar, y bombardeándola con artillería. El LNA logró romper el cerco mediante ataques aéreos y con refuerzos de la Brigada Al-Saiqa, pero la inferioridad numérica les impidió reclamar más territorio.

##### Ataque al Congreso General Nacional por fuerzas de Zintan.

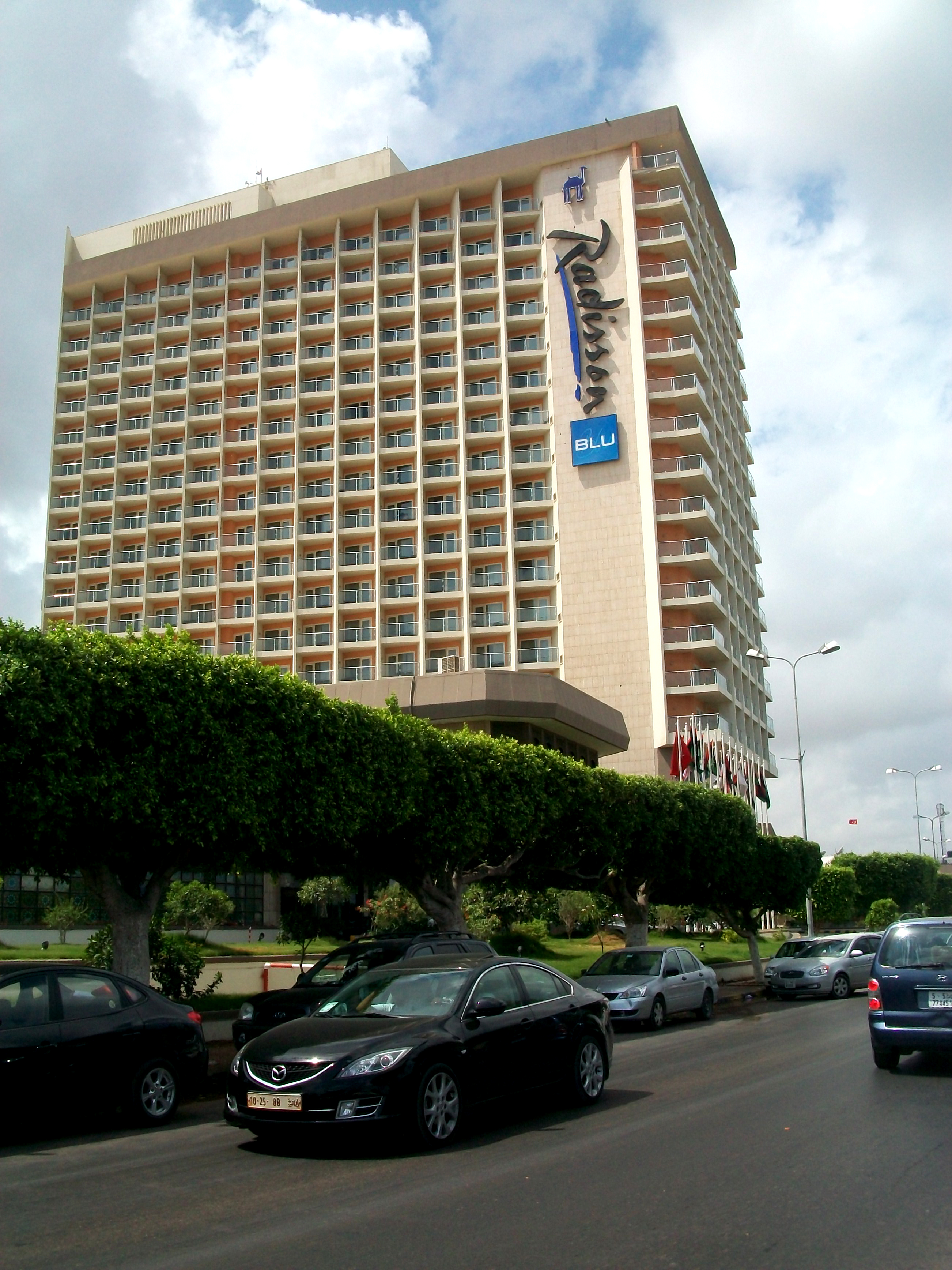
El Radison Blue Hotel, donde los parlamentarios se reunieron tras el ataque al Congreso

La llamada a derrocar el Congreso de Haftar fue también oída en el Este de Libia, donde las fuerzas de la localidad de Zintan trataron de avanzar sobre la capital. Ello se debe a que las brigadas Zintan era contrarias a los políticos islamistas del Congreso —sin que pueda inferirse de ello que eran grupos de ideología liberal— y a sus duras políticas contra las antiguas figuras del régimen de Gadafi, del cual muchos zintaníes formaron parte. Igualmente influye el hecho de que las instalaciones de la asamblea legislativa estuvieran custodiadas por milicias de Misurata, con quien Zintan competía por una mayor influencia regional.
El 18 de mayo, las brigadas de Zintan al-Qa'qa y Sawa'iq atacaron el edificio del Congreso General en Trípoli con armas antiaéreas y cohetes, obligando a los miembros del parlamento a huir del edificio. Acto seguido, el general Mokhtar Farnana, hablando en nombre del "liderazgo general del Ejército libio", dijo que el Congreso quedaba oficialmente "suspendido". El propio líder de la brigada Sawa'iq aparecería más tarde en televisión ataviado como un militar para amenazar al Congreso con forzar su disolución en nombre de la "Sala de Operaciones del Ejército Libio".
No obstante, sus miembros siguieron reuniéndose en el Radisson Blu Al Mahary Hotel Trípoli y el presidente del Congreso, Abu Sahmain, llamó a las brigadas de Misurata para recuperar el antiguo edificio. Los choques entre las facciones de Misurata y Zintan fueron en un primer momento limitados, pero la tensión en la capital iba en aumento.

#### Batallas de Trípoli, Bengasi y Derna.

##### Toma de Bengasi por parte del Consejo de la Shura de los Revolucionarios.
Tras el fallido intento del general Haftar de hacerse con el control de Bengasi en mayo de 2014, el conjunto de brigadas y milicias islamistas de la ciudad se agruparon en el llamado Consejo de la Shura de los Revolucionarios de Bengasi. Entre julio y agosto de ese año, con su capacidad y coordinación reforzadas por la alianza, los combatientes de la Shura lanzaron una contraofensiva que comenzó con un asalto terrestre contra la base de la Brigada Al-Saiqa en el distrito de Bu-Atni. Tras dos ataques suicidas, las fuerzas de la Shura lograron entrar en el complejo y el 29 de julio Al-Saiqa tuvo que abandonar por completo la instalación. Sin ninguna presencia en el terreno, el general Haftar puso fin temporalmente a su empeño en tomar la ciudad, quedando su control reducido al Aeropuerto de Benina.

##### Operación Amanecer Libio: Toma del Aeropuerto de Trípoli.

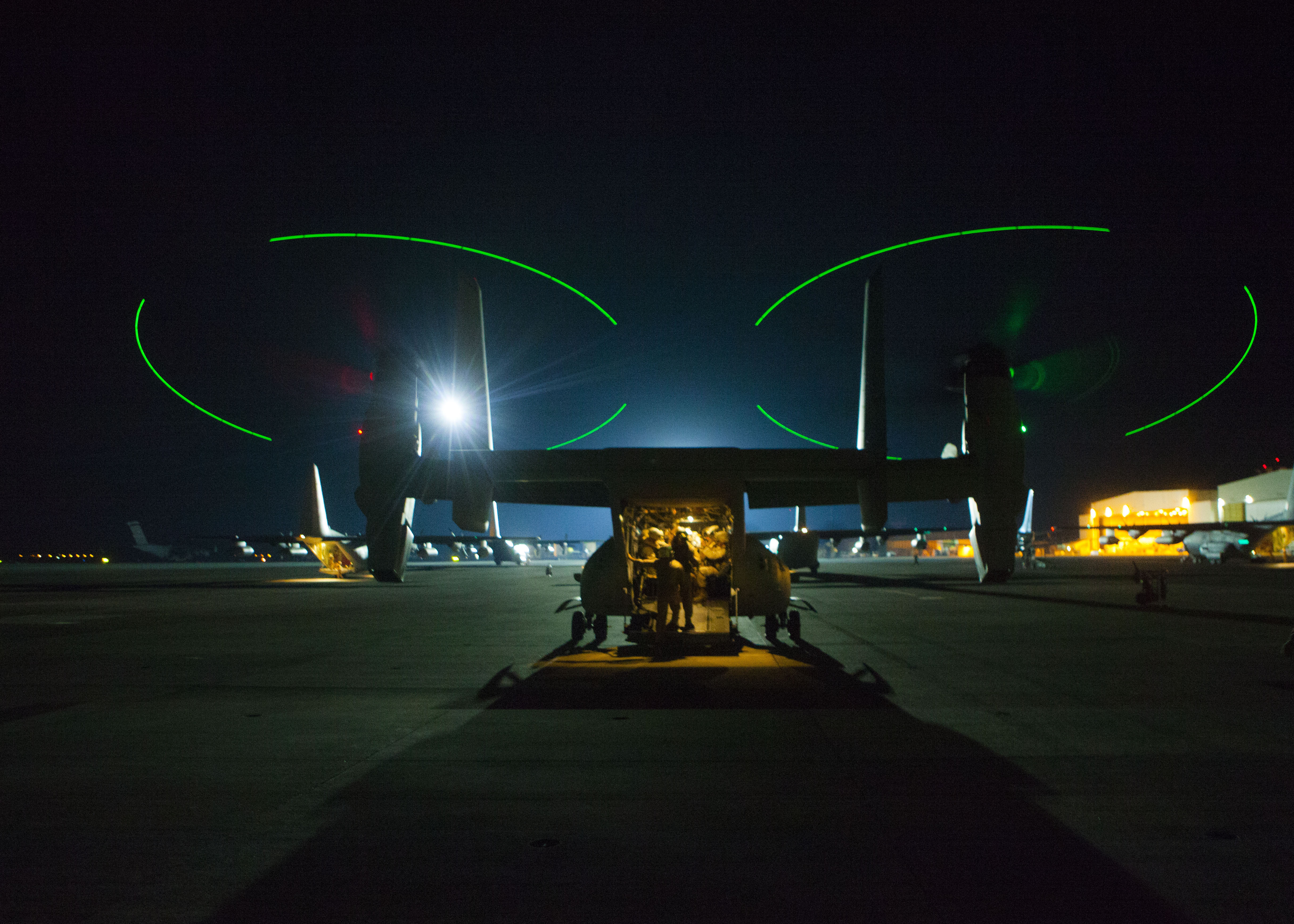
Marines evacuando al personal de la Embajada de EE. UU. tras la toma de control del Amanecer Libio

Entre julio y agosto de 2014, las principales milicias islamistas bajo el control del Congreso —la Sala de Operaciones de los Revolucionarios Libios— y las milicias de Misurata se coordinaron para arrebatar el control del Aeropuerto de Trípoli de las milicias de Zintan, que se habían asentado allí durante la revolución contra Gadafi. Así, todas las fuerzas de la ciudad se agruparon bajo la llamada Operación Amanecer Libio para expulsar a las brigadas Qa'qa y al Sawa'iq.
La coalición Amanecer Libio (Fajr Libiya en árabe) fue habitualmente descrita por los medios de información como una alianza islamista. Si bien es cierto que las fuerzas directamente dependientes del Congreso General estaban dominadas por los Hermanos Musulmanes y que muchos de los batallones de Misurata tenían componentes religiosos (lo cual puede igualmente decirse de los grupos de Zintan), es necesario recordar otros componentes. Zintan y Misurata se encuentran históricamente enfrentadas por motivos políticos (Zintan ha sido tradicionalmente considerada como una aliada del gadafismo, mientras que Misurata fue siempre un bastión de la oposición) y compiten por la influencia regional. El Congreso General también se presentaba como una garantía de la primacía del Oeste del país frente al LNA, radicado en la ciudad oriental de Tobruk.
Para el Amanecer Libio el control del aeropuerto era un componente crítico para la victoria, pues impediría a las milicias de Zintan utilizar su carretera para desplegar sus tropas desde las montañas de Nafusa directamente en el corazón de la ciudad, así como recibir suministros aéreos del LNA en el Este.
Tras agrupar a un contingente de 1.500 soldados, las fuerzas del Amanecer Libio comenzaron en julio un bombardeo masivo del aeropuerto, que causó graves daños estructurales. En agosto lograron entrar dentro del recinto, cortando las vías de suministro de las milicias zintaníes con la base de Naqliya, su otra posición en la capital, que caería a las pocas semanas. El 23 de agosto, el aeropuerto fue totalmente tomado por los hombres del Amanecer, estando así la mayor parte de Trípoli bajo su control. En este nuevo escenario de violencia, varias embajadas occidentales abandonaron la capital de Libia, entre ellas de la de Estados Unidos.

##### Ocupación de Derna por parte de Estado Islámico.
En abril de 2014, hasta 300 yihadistas libios se trasladaron a Derna desde Siria e Irak, elevando el número de terroristas presentes allí a 1100. En su mayoría eran de la Brigada Al Battar del ISIS, un grupo desplegado en un primer momento en Deir ez Zor en Siria, y luego Mosul. Conforme el ISIS se extendía los militantes locales, agrupados en el Consejo de la Shura de Derna, una coalición afiliada a Al Qaeda, fueron perdiendo influencia. Así, durante los siguientes meses, muchas facciones se unieron bajo el liderazgo del califato y declararon la guerra a todo aquel que se les opusiera, matando a jueces, líderes cívicos y otros opositores.
La cúpula del ISIS en Bagdad envió dos hombres a Derna para representar al grupo terrorista: Abu Nabil Al Anbari, asesor de alto rango de Al Baghdadi y veterano del conflicto de Irak, y Mohammed Abdullah, también conocido por su nombre de guerra, Abu al-Bara el-Azdi, terrorista yemení o saudí, y predicador en Siria, que se convirtió en el juez religioso en Derna. El 5 de octubre de 2014, las facciones vinculadas al EI reunieron y juraron lealtad al califato. Después de la ceremonia, más de 60 camionetas llenas de combatientes circularon por la ciudad en un desfile de la victoria. Una segunda reunión más formal tuvo lugar el 30 de octubre, en la que los terroristas se reunieron para jurar lealtad a Abu Bakr al-Baghdadi en la plaza de la ciudad.

##### Internacionalización del conflicto en el mundo árabe. Intervención militar de Egipto y Emiratos Árabes Unidos.
Tras el Golpe de Estado en Egipto de 2013, en el cual el general Abdelfatah al-Sisi derrocó al presidente electo de los Hermanos Musulmanes, Mohamed Mursi, la comunidad internacional árabe se polarizó entre aquellos regímenes favorables a la cofradía islamista y aquellos que apoyaban gobiernos de corte nacionalista. Los paralelismos entre los generales al-Sisi y Haftar, así como entre el Gobierno de Mursi y el Congreso General de Trípoli, hicieron que el conflicto de Libia se convirtiera rápidamente en una arena para la intervención internacional, dando lugar a una guerra de proxies. Junto con el nuevo líder de Egipto, el principal aliado de la Operación Dignidad fue el príncipe heredero Mohamed bin Zayed de Emiratos Árabes Unidos. Aunque este país había sido anteriormente considerado como una "muleta" de Arabia Saudita, desde la Primavera Árabe Emiratos Árabes se había transformado en un agresivo actor internacional en la lucha contra el denominado Islam político. En el plano internacional, el gobierno de Dubái había tratado de impedir el derrocamiento de Hosni Mubarak en Egipto en 2011 y había apoyado a los enemigos políticos de Fatah en Palestina. A nivel interno, había llevado a cabo una campaña de represión contra los opositores del grupo Al-Islah, deteniendo al menos a 69 de ellos por presuntas conspiraciones.
En agosto de 2014, la nueva coalición entre Egipto y Emiratos pasó a la acción cuando, la semana del 18 de agosto, empezó a bombardear a los combatientes de la coalición Amanecer Libio que avanzaban sobre el Aeropuerto Internacional de Trípoli. Ambos países negaron su participación, pero fuentes del gobierno de Estados Unidos confirmaron a través de la prensa que los ataques habían sido llevado a cabo por aeronáves extranjeras. La Administración Obama expresó su malestar por este giro de los acontecimientos del cual América no había sido previamente informada. Según fuentes de la Casa Blanca, los aviones serían propiedad de los Emiratos Árabes, y estarían usando bases militares en suelo egipcio para llevar a cabo las incursiones. También los pilotos serían de nacionalidad emiratí. Las mismas fuentes confirmaron la presencia de "fuerzas especiales" emiratíes acuarteladas en el país vecino y operando sobre la ciudad libia de Derna. En octubre del mismo año, serían esta vez avione egiptos los que volverían a atacar territorio libio, golpeando a las brigadas y milicianos que habían derrotado a Haftar en Bengasi. En esta ocasión no se negó la autoría de los ataques. Fuentes de El Cairo, aseguraron, no obstante, que la maquinaria era egipcia pero que los pilotos eran libios.
En lo que respecta a los enemigos de Haftar, ellos también habrían recibido apoyo internacional de Catar y Turquía, los cuales estarían enviando, a través de Jartum (Sudán), armas a los combatientes de la coalición Amanecer Libio en Trípoli.

#### Hacia el Estado fallido: Formación de dos bloques políticos.
El 4 de agosto de 2014 se constituyó en la ciudad de Tobruk, fruto de unas elecciones celebradas en junio, el nuevo parlamento libio, la Cámara de Representantes de Libia. Sin embargo, el presidente del antiguo Congreso General, Nuri Abu Sahmain, se negó a traspasar oficialmente los poderes al nuevo órgano, ya que exigía que este se reuniera en Trípoli, bajo el control del Amanecer Libio. La Cámara, no obstante, empezó a legislar, aunque fue boicoteada por algunos de los diputados de ideología islamista.
En un principio, la Cámara se mantuvo neutral en el conflicto y ordenó la disolución, el 13 de agosto, de todas las milicias que se formaron en Libia tras la guerra de 2011, incluidos la Brigada Escudo de Libia y las brigadas Qaqaa y Sawaiq, de la Operación Dignidad. Al mismo tiempo solicitó a Naciones Unidas una intervención para lograr el alto al fuego entre los dos bandos.
Pero finalmente, tras la toma y destrucción del aeropuerto de Trípoli, el órgano parlamentario clasificó al Amanecer Libio y al Consejo de la Shura de Bengasi como grupos terroristas. Ese acto marcó a un punto de inflexión y, como respuesta, el portavoz del grupo Amanecer Libio ordenó al Congreso General que siguiera gobernando desde Trípoli, declarando que Abu Sahmain volvía a ocupar la presidencia la nación africana.
El Ejecutivo de Abdullah al-Thani, no obstante, se posicionó con la Cámara de Representantes y ejerció como su jefe de Gobierno desde la localidad de Al Baida, muy próxima a Tobruk. Ante esta situación, el Congreso nombró a su propio gabinete, el Gobierno de Salvación Nacional, con Omar al-Hasi, un combatiente yihadista, a la cabeza. Se consolidó así la fragmentación de Libia con dos gobiernos y dos parlamentos en el país, uno islamista radicado en Trípoli y otro de corte nacionalista en el Este del país.
El 6 de noviembre la Corte Suprema de Libia declaró a la Cámara de Representantes inconstitucional. Para los parlamentarios de Tobruk el fallo había sido tomada por los jueces bajo presión, al estar dicho órgano reunido en Trípoli, y así pues expresaron su intención de seguir ejerciendo la soberanía. La comunidad internacional aseguró que estudiaría la resolución, si bien no dejó de apoyar a la Cámara. En cualquier caso, el dictamen de la Corte Suprema no supuso ningún cambio en la dinámica del conflicto, si bien dejó a Libia sin ningún gobierno de iure.
El 9 de noviembre de 2014, la Cámara de Representantes, que seguía legislando, decidió cesar al gran muftí Sadiq al-Ghariani por su claro posicionamiento a favor de la coalición Amanecer Libio. A pesar de ello, el religioso, negándose de nuevo a reconocer la validez del parlamento de Tobruk, continuó ejerciendo el cargo. La Cámara también destituyó a Abdulsalam al-Obaidi, comandante en jefe del Ejército Libio, sustituyéndolo por Abdul Razzaq Nazuri, abierto defensor de la Operación Dignidad. No obstante, varios generales se negaron a reconocer su autoridad, alegando que el Ejército debía permanecer neutral a ambos bandos. El 3 de febrero de 2015, la Ley de Aislamiento Político, que impedía a figuras del antiguo régimen de Gadafi desempeñar cualquier cargo público, fue suspendida por la Cámara. Un mes más tarde, en virtud de esta decisión legal, Haftar era nombrado por el presidente de la Cámara, Aguilah Issa, como comandante general de las Fuerzas Armadas de Libia, rango creado especialmente para la ocasión y el de mayor importancia dentro del Ejército. Los militares que se alinearon con Haftar pasaron a ser denominados el Ejército Nacional Libio (LNA por sus siglas en inglés).
Finalmente, en julio, un juzgado bajo el control de las autoridades de Trípoli condenó in absentia a la pena capital a Saif al Islam Gadafi y otras figuras del antiguo régimen, lo cual fue respondido por la Cámara de Representantes declarando una controvertida amnistía de todos los crímenes cometidos durante la guerra de 2011.

#### Intensificación de los combates: Ofensivas en Trípoli y Bengasi.

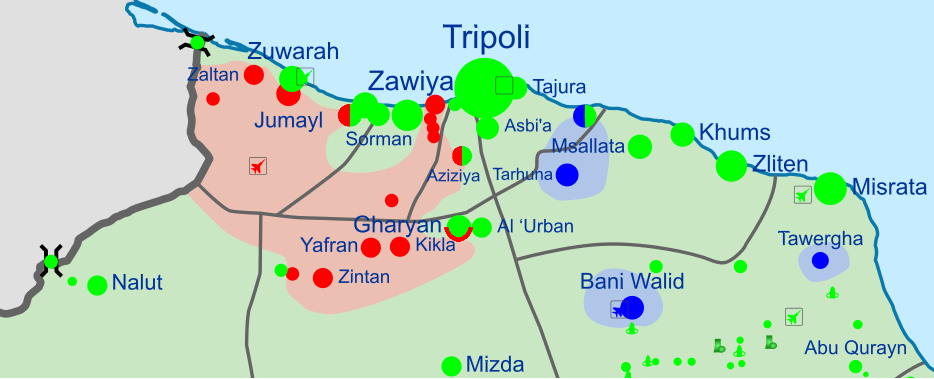
Mapa de Trípoli y sus alrededores.
Ejército Nacional de Libia
Coalición Amanecer Libio

##### Batalla por los alrededores de Trípoli.
En septiembre de 2014, las fuerzas de la coalición Amanecer Libio empezaron a bombardear las posiciones de la tribu warshefana en la periferia de Trípoli, aliada con Zintan. A pesar de que aviones del LNA (o de Emiratos Árabes Unidos y Egipto según los detractores del general Haftar) intentaron frenar el avance, el 24 de ese mes las tropas tribales abandonaron la zona.
La batalla se desplazó después a la localidad de Gharyan, cuya carretera era un importante punto de acceso a la ciudad. Las fuerzas de Zintan lograron desplegarse en la zona, pero miembros del Amanecer destruyeron un importante puente de la autovía y frenaron sus maniobras.
Tras esta victoria, los miembros del Amanecer Libio intentaron tomar el control de la ciudad de Kikla, punto de acceso a las montañas de Nafusa donde Zintan se encuentra. Allí, las fuerzas Warshefana que se habían retirado de los suburbios de la capital se unieron a los zintaníes, logrando repeler la ofensiva y hacerse con el control de la ciudad. En las proximidades de la zona se encontraba la Base Aérea al-Watiya (oficialmente Base Aérea Okba Ibn Nafa), en control de los zintaníes desde la guerra de 2011, y que les sirvió a éstos para lanzar bombardeos aéreos contra sus enemigos.
Con la situación de nuevo a favor del LNA y sus aliados, éstos lanzaron una ofensiva sobre la ciudad marítima de Surman, entre Zauiya y Trípoli, con el objetivo de cortar la carretera que bordeaba la costa. Allí establecieron un puesto de mando dirigido por el general Idris Madi, en comunicación directa con los militares del Este de Libia. Desde las afueras de Surman el LNA trató de avanzar hacia el Oeste, en la frontera con Túnez. Algunas ciudades de la zona como Jumayl o Zaltan pactaron de forma pacífica la entrada del LNA en sus instalaciones militares. Igualmente trataron de expandirse hacia el Este para llegar a Trípoli, tomando las localidades de Ajaylat y parte de Al Aziziya, a sólo 30 kilómetros de la capital. Para apoyar el avance, fueron lanzados bombardeos aéreos desde al-Watiya contra Misurata y el aeropuerto de Trípoli.
Por último, las fuerzas de la tribu warshefana, que todavía mantenían el control de localidades cercanas a los barrios del Este de Trípoli, también cortaron esporádicamente la carretera costera en el tramo que unía Zauiya y el barrio de Janzour, en la capital. Mediante sucesivas negociaciones que se extendieron hasta 2016, la autovía fue abierta y cerrada en repetidas ocasiones.

##### Segunda ofensiva del LNA en Bengasi.

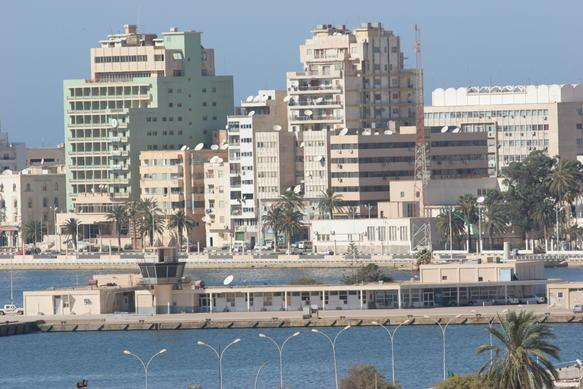
Para 2015, gran parte de Bengasi estaba bajo control del LNA.

Tras el fracaso inicial de la Operación Dignidad en julio, Haftar empezó a coordinar a mediados de octubre un nuevo ataque contra el Consejo de la Shura de Bengasi. En esta ocasión, el general actuaba con el respaldo político de la Cámara de Representantes y con apoyo aéreo y logístico del Ejército egipcio.
El 14 de octubre se retomaron los combates tras una llamada a la movilización del LNA a la ciudadanía, que protestó en masa y cortó numerosas calles de la ciudad. Muchos civiles fueron ejecutados por miembros de Ansar al-Sharia. El punto de inflexión que supuso el éxito de esta nueva ofensiva fue, no obstante, la participación del Batallón de Tanques 204, un regimiento del Ejército que hasta el momento no se había unido a Haftar y en virtud de lo cual aún mantenía una base en el corazón de la ciudad. Avanzando desde el Sur, la brigada logró arrebatar la principal base del grupo islamista Brigada de los Mártires del 17 de Febrero, estableciendo una presencia estable en el interior de la ciudad.
Con la combinación de fuerzas en el terreno y la ventaja aérea, el LNA logró avanzar rápidamente por numerosos distritos de la ciudad. En noviembre, Haftar aseguró que sus fuerzas tenían el control del ochenta por ciento de la ciudad. No obstante, la batalla evolucionó a una guerrilla urbana y los militares no lograron entrar en varios barrios en los que los soldados de la Shura se atrincheraron, recurriendo a francotiradores y explosivos. Ello provocó un gran desgaste para los civiles, causando para diciembre de 2014 450 muertes y el desplazamiento de 90 000 personas, según Naciones Unidas.
El 6 de febrero de 2015, el LNA logró hacerse con el control del principal puerto de la ciudad, si bien los terroristas seguirían recibiendo suministros a través del cercano puerto de Marisa.
Ofensiva de Amanecer Libio en el golfo de Sirte
Las milicias de la coalición Amanecer Libio también trataron sin éxito de expandir su dominio más allá de Trípoli, avanzando hacia las refinerías petroleras en el golfo de Sidra. El 13 de diciembre, el LNA empezó a bombardear las posiciones enemigas en la zona, con el objetivo de impedir su entrada en la ciudad costera de Ras Lanuf, de vital importancia para el comercio del petróleo.
El 25 de diciembre un cohete lanzado por las fuerzas del Amanecer alcanzó uno de los depósitos del puerto de Sidra, que resultó incendiado. Las llamas se extendieron a otros depósitos, causando la pérdida de 1,7 millones de barrilles.

### 2015

#### Expansión del Estado Islámico.

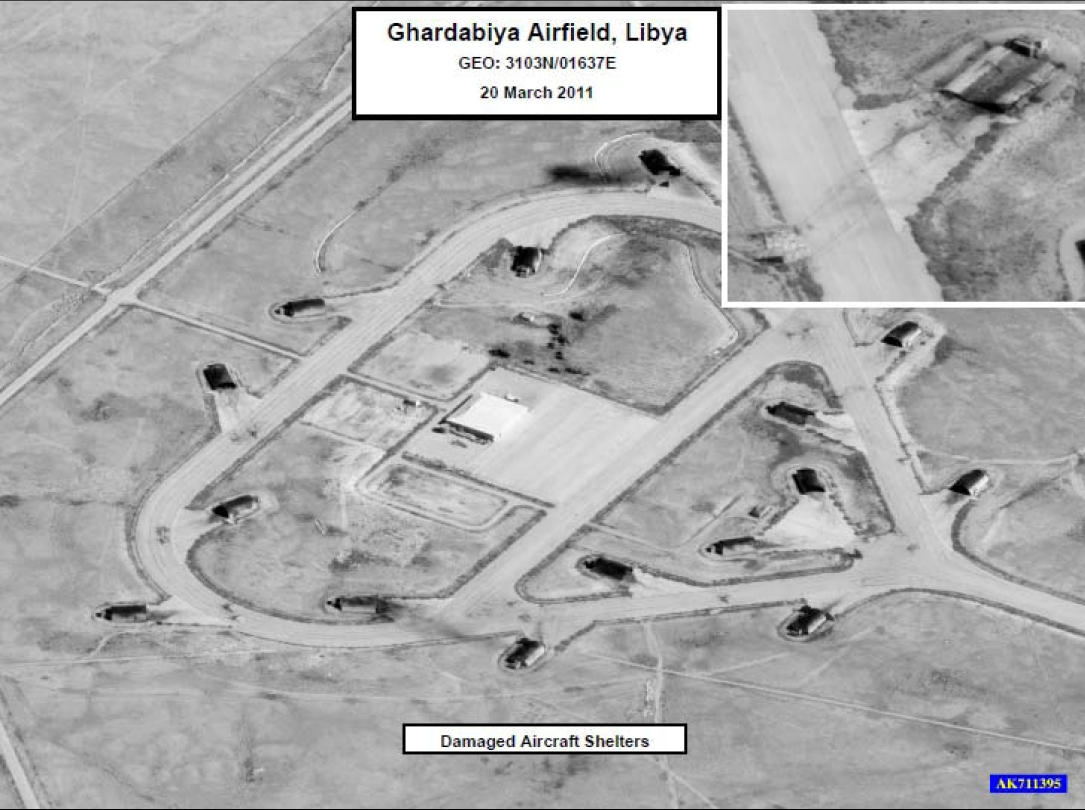
En mayo de 2015, el grupo Estado Islámico capturó el aeropuerto de Sirte.

Aprovechándose del vacío de poder, el Estado Islámico ―cuya influencia estaba originalmente limitada a la ciudad de Derna― lanzó ofensivas contra todos los bandos del conflicto en Libia para ampliar su califato. En su expansión se enfrentó tanto a fuerzas liberales, islamistas y yihadistas.
En marzo de ese año, tras haberse acuartelado en Naufaliya, el grupo lanzó un ataque a las milicias de Misurata, bajo el mando del Congreso General de Trípoli, y les arrebató la importante ciudad de Sirte, en el centro del país. Los yihadistas tomaron el control de los edificios de gobierno, la universidad y la estación de radio.
Semanas más tarde se hicieron con el aeropuerto de Sirte, el primer edificio de esta categoría que el grupo conquistaría en el país.
En los meses siguientes continuaron sometiendo la región y, entre otras localidades, ocuparon la ciudad de Haraua.
El califato también se extendió en torno a Bengasi, donde varios milicianos de Ansar al-Sharia abandonaron la organización tras la muerte de su líder Mohamed al-Zahawi y juraron fidelidad a al-Baghdadi.
No obstante, pese a su rápido avance en el resto del país, el grupo sufrió una derrota en su primer feudo, Derna, cuando una ofensiva lanzada por el Consejo de la Shura de Derna en julio de 2015 logró matar a decenas de sus combatientes y expulsarles del centro de la ciudad. Las hostilidades comenzaron a raíz del asesinato de dos líderes de la Shura, Salim Derbi y Nasir Atiyah al-Akar, en un doble atentado del ISIS.
El LNA también aprovechó la coyuntura y lanzó una ofensiva con la que se hizo con el control de las carreteras de la zona, así como de parte de la periferia de la localidad.
Con el pretexto de combatir al Estado Islámico, Haftar empezó a entablar en 2015 contactos con Rusia para solicitar apoyo económico, diplomático y militar. Con el paso de los meses, el gobierno de Moscú se acabaría convirtiendo en uno de los principales aliados del general renegado, que a cambio ofrecía trato de favor en la exportación de petróleo y posibles puertos en el Mediterráneo.

#### Plan de Paz de Naciones Unidas para Libia.

##### Inicio de las negociaciones y atentados de Estado Islámico.
Conforme aumentaba la crudeza de los combates, Naciones Unidas y la Unión Europea se vieron obligadas a amenazar a los dos parlamentos rivales de Libia con un embargo petrolero y con sanciones económicas si no se sentaban en la mesa de negociaciones, convencidas de que no había solución militar al conflicto y de la necesidad de formar un gobierno de unidad transitorio.
Lograron así un primer acercamiento entre ambos bandos, que fue coordinado por la Misión de Apoyo de las Naciones Unidas en Libia (también conocida por las siglas UNSMIL, del inglés United Nations Support Mission in Libya), y coordinada por su representante especial, el político español Bernardino León.
La primera ronda de las conversaciones tuvo lugar en Ginebra entre miembros de la Cámara de Representantes de Libia y representantes tribales de las principales ciudades del país, si bien los delegados del Congreso General en Trípoli se negaron a acudir, sosteniendo que el diálogo tendría que tener lugar sólo en Libia.
Por otro lado, las milicias del Amanecer Libio se comprometieron a cesar las hostilidades en lo que duraban las negociaciones, a lo que el LNA respondió con una declaración similar, aunque seguiría luchando contra el Consejo de la Shura en Bengasi.
Sin embargo, en febrero de 2015 comenzaron de nuevo los enfrentamientos entre el Amanecer y el LNA en torno a los puertos petroleros del Golfo de Sirte.
A pesar del fracaso de la primera ronda, Naciones Unidas intentó organizar una segunda tanda de negociaciones dentro del país, para lograr así la asistencia de los parlamentarios de Trípoli. La elección de la ciudad donde éstas tendría lugar ya fue motivo de disputa, siendo las ciudades candidatas Ghat, Gadamés, y Kufra.
Finalmente acordaron reunirse en Marruecos, una decisión que pareció satisfacer a los parlamentarios de Trípoli. Cuando todo apuntaba a que por fin tendrían lugar las reuniones, el grupo terrorista Estado Islámico decidió, el 12 de febrero, ejecutar a 21 rehenes coptos de origen egipcio en la ciudad de Sirte, lo que motivó al gobierno de El Cairo bombardeara las posiciones del grupo en Derna. Ello fue considerado por los i parlamentarios e Trípoli como una violación a su soberanía, mientras que desde Tobruk aplaudieron y la medida y, además, pidieron al LNA aquelse sumara a a ofensiva aérea.
Tras los bombardeos, que no fueron autorizados por Naciones Unidas, el gobierno de al-Sisi inició una campaña diplomática para levantar el embargo armamentístico impuesto por la ONU, que fue respaldado por la propia Cámara de Representantes y pronto dio sus primeros frutos. El 26 de febrero, el gobierno italiano de Matteo Renzi expresó que la comunidad internacional debía aumentar su cooperación con el LNA, mientras que el Secretario General de la OTAN, Jens Stoltenberg, prometió ayudar al Ejército Nacional en su lucha contra el ISIS. El Pentágono de Estados Unidos parecía inclinarse por aumentar el apoyo a Haftar, mientras que el Departamento de Estado de John Kerry era reacio a colaborar con Haftar, considerando que debía buscarse una estabilidad duradera y no armar a hombres fuertes contra el terrorismo, estrategia que ya se había probado como desacertada en otras ocasiones.
Un segundo ataque del ISIS el 20 de febrero en la ciudad de Al Quba, con cuarenta víctimas, llevó a la Cámara a rechazar la idea de una solución pacífica y a abandonar las negociaciones.
Los representantes de Tobruk alegaron que el ISIS y el Amanecer Libio actuaban en connivencia, habiendo declardo un alto fuego tácito entre los dos grupos, y que determinadas facciones de Misurata habían incluso enviado refuerzos al grupo terrorista, así como al Consejo de la Shura de Bengasi. Para los analistas Jason Pack y Mattia Toaldo (Foreign Policy) Egipto y Emiratos Árabes Unidos estaban buscando un pretexto para seguir con su guerra contra los enemigos de Haftar. En esta línea, el 23 de febrero la Cámara decidió poner fin a todos los contratos con empresas turcas en suelo libio, el principal enemigo de Dubái y El Cairo, como presunta condena por el apoyo logístico de Ankara al Amanecer Libio.

##### Firma del borrador del plan de paz entre la Cámara de Representantes y autoridades civiles.
A pesar del fracaso de la primera ronda de negociaciones, una visita relámpago de Bernardino León a los miembros de la Cámara en Tobruk les convenció para que votaran a favor de acudir de nuevo a las conversaciones de paz.
Así, el viernes 6 de marzo comenzaron de nuevo las reuniones para la solución pacífica del conflicto, esta vez en Sjirat (Marruecos), donde previamente se había acordado.
A lo largo de sucesivas reuniones en Marruecos, Libia y en Ginebra entre los miembros de la Cámara de Representantes y el Congreso General, así como de autoridades civiles, se redactaron un total de tres borradores, pero todos fueron rechazados por diferentes motivos. Sin embargo, un cuarto borrador fue bien recibido por la mayor parte de los negociadores. El documento recogía importantes reformas en el sistema de gobierno de la nación africana:
- En primer lugar, los delegados tendrían que elegir, con el beneplácito de la Cámara y del Congreso, un nuevo Gobierno de Acuerdo Nacional, con un presidente y un primer ministro a su cabeza.[94]
- La Cámara de Representantes seguiría siendo el órgano legislativo, pero se formaría un Consejo de Estado Superior que actuaría a modo de Cámara alta, participando en la elaboración y aprobación de las leyes.[94] De los ciento veinte miembros que compondrían esta nueva institución, noventa provendrían del Congreso General original, es decir, de los miembros que se eligieron en las elecciones de 2012.[95]
- El conjunto formado por los negociadores de ambos bandos y del resto de representantes libios se transformaría en el Comité de Diálogo Político. Estaría en contacto directo con Naciones Unidas para supervisar el cumplimiento del pacto firmado, pero su autoridad real sobre el país quedaría sin determinar. Se formarían además otro consejos y comités como el de Apoyo y Promoción de la Mujer.[94]

No obstante, el borrador distaba de ser perfecto para ambos bandos del conflicto. Los miembros del Congreso querían el control total del Consejo de Estado y mayores funciones legislativas. Así, el propio presidente del Congreso, Nuri Abu Sahmain, encabezó una protesta contra el plan de Naciones Unidas en Trípoli.
Paralelamente, dentro de la coalición Amanecer Libio, se formó una nueva facción, Jabhat al-Sumood ("Frente de la Firmeza"), liderada por Salah Badi e integrada por ciertas milicias de Misurata, que se oponían frontalmente a cualquier plan de paz.
Dentro de la Cámara de Representantes también hubo detractores del cuarto borrador. Algunos parlamentarios veían el Consejo de Estado como un "Caballo de Troya" de sus enemigos del Congreso y consideraban antidemocrático que el grupo de negociadores, el Comité de Diálogo Político, fuera una especie de órgano supremo que supervisara al resto.
Por otro lado, los cuatro miembros de la minoría islamista dentro de la propia Cámara, representados por Mustafa Abu Shagur, querían que el borrador eliminara el cargo de comandante de las Fuerzas Armadas que ostentaba Jalifa Haftar y que se retirara además a la Cámara el poder de vetar al Gobierno de Acuerdo Nacional, por miedo a que no tuvieran en cuenta las demandas de la oposición.
A pesar de ello, el borrador fue aprobado con 66 votos a favor y 10 en contra el 24 de junio.
Finalmente, el 12 de julio, el cuarto borrador fue ratificado en Sjirat por los negociadores de la Cámara de los Representantes y varios representantes civiles, pero el Congreso General se negó a acudir al encuentro. Entre los firmantes estaban todos los delegados de la Cámara y los alcaldes de numerosas ciudades como Misurata, Trípoli, Sebha y Zliten. Además, firmaron como testigos un miembro de la Alianza de Fuerzas Nacionales y el líder de los Hermanos Musulmanes en Libia, Mohamed Sowan. En una rueda de prensa conjunta, los embajadores para Libia de Canadá, Francia, Alemania, Italia, Marruecos, Portugal, Rusia, España, Turquía, Reino Unido, Estados Unidos y la Unión Europea bendijeron el acuerdo. El jefe de la misión de Naciones Unidas, Bernardino León, agradeció a todos los participantes su compromiso por la paz y expresó su deseo de que el Congreso General volviera a la mesa de negociaciones, al tiempo que advertía sobre posibles acciones legales contra quienes trataran de impedir el proyecto.

##### Formación del Consejo Presidencial y del Gobierno de Acuerdo Nacional.
Aunque el Plan de Paz firmado el 12 de julio se había clasificado como "definitivo", León decidió incluir algunas de las reformas propuestas por el Congreso General con las que logró que volvieran a la mesa de negociaciones. Entre algunos cambios, la Sharia (la ley islámica) pasó a ser considerada como fuente de derecho y la composición del Consejo de Estado se reformaba a 145 miembros, 134 de los cuales deberían pertenecer a los electos en 2012. Pero la más importante fue que a este órgano se le concedió un poder directo y no consultivo, ya que su aprobación pasó a ser necesaria para la elección de numerosos cargos dentro de la Administración (jefe de la Corte Suprema, jefe del Banco Central, etc.). No obstante, estas medidas resultaron infructuosas, pues el Congreso General se negó a enviar su lista de candidatos al nuevo Gobierno de Acuerdo Nacional hasta que no se incluyeran más de sus modificaciones, y la Cámara de Representantes amenazaba con retirarse después de estos últimos cambios, que consideraron añadidos a traición.
En un movimiento a la desesperada, el jueves 8 de octubre Bernardino León acordó con los representantes de ambos bandos reunidos en Sjirat pero sin el beneplácito de sus respectivos parlamentos la elección de los miembros de un Consejo Presidencial, del que después dependería el resto de ministros del Gobierno de Acuerdo Nacional. Fayez al-Sarraj, un miembro de la Cámara de Representantes, fue elegido como candidato a primer ministro. Para el cargo de vice primer ministro se designaron a tres personas distintas, uno para cada región histórica de Libia (Tripolitania, Cirenaica y Fezzan): Ahmad Mitig, Fathi al-Majbari y Musa al-Koni. Ali Qatrani de Tobruk, Omar al-Aswad de Zintan, Mohamed al-Ammari, representante del Congreso, y otros dos miembros (Abdessalam Kajman y Ahmed Hamza) completaban dicho órgano. Para la presidencia del Consejo de Estado se propuso al islamista Abdulrahman Sewehli, a pesar de que lo acordado en el propio Plan de Paz era que este se eligiera en la primera reunión del mismo órgano.
La primera reacción al Consejo Presidencial fue un estrepitoso fracaso. Ambos parlamentos rápidamente se negaron a reconocerlo y Sewehli, la pieza clave para el apoyo del Congreso al Consejo de Estado, dijo que no estaba dispuesto a ocuparse de la presidencia del órgano. Por si fuera poco, un escándalo salpicó la figura del enviado Bernardino León, y es que se reveló que había firmado un contrato laboral con Emiratos Árabes Unidos para trabajar en una nueva escuela diplomática en el país, que era uno de los principales aliados internacionales del LNA. El Congreso exigió explicaciones a este hecho "que ponía en duda su credibilidad" y le acusaba de "faltar al respeto a las vidas y sacrificios del pueblo libio". El enviado respondió acusando al parlamento de Trípoli, pero también a la Cámara, de estar intentando retrasar el proceso de paz en función de sus propios intereses. Ante el clima alcanzado, León, cuyo mandato había expirado hace dos meses pero había sido prolongado por la situación de necesidad, fue sustituido por el diplomático alemán Martin Kobler.
Tras un paro en las negociaciones en noviembre con motivo de la llegada del enviado Kobler, en diciembre se organizó una cumbre internacional de Roma, presidida por el secretario de Estado estadounidense, John Kerry, en la cual se hizo un llamamiento a la formación del gobierno de unidad nacional. El 17 de diciembre en Sjirat se firmó por los diputados libios de ambos organismos —de nuevo a título individual— el acuerdo para formar el gobierno de unidad.
En lo que se cree una apuesta personal por conservar el poder, los presidentes del Congreso General, Nuri Abu Sahmain, y de la Cámara de Representantes, Aguilah Issa, dejaron de lado sus diferencias y se reunieron en Malta, donde respaldaron un nuevo proceso de diálogo "Libia-Libia" (sin presencia de países extranjeros) en los que ambos órganos volverían a ser actores clave, en detrimento del Gobierno de Acuerdo Nacional, al cual consideraron un gobierno impuesto desde el exterior. De acuerdo con algunas filtraciones, ambos habían planeado escoger entre ellos los miembros de un nuevo Gobierno y estaban bloqueando que se votara el plan de Naciones Unidas en sus respectivos parlamentos.
Sin embargo, con el paso del tiempo el Consejo Presidencial empezó a recibir nuevos apoyos. Los alcaldes de varias importantes ciudades de todo país —entre ellas Zintan, Misurata, Al Baida o Sabrata — se reunieron para manifestar su apoyo al plan de paz. Igualmente, los representantes tribales del Este de Libia aceptaron respaldar el nuevo gobierno, si bien de forma condicionada a que figuras como Khalifa Haftar mantuvieran un rol preeminente, en especial en la lucha contra los grupos yihadistas de Bengasi. A nivel internacional, el Consejo de Seguridad de Naciones Unidas expresó su respaldo al Consejo Presidencial.
El 25 de enero se votó en la Cámara de Representantes de forma simultánea el plan de paz de la UNSMIL y la primera lista de ministros propuesta por el Consejo. En lo que respecta al programa de transición ratificado en Sjirat, los diputados votaron a favor del proyecto en su conjunto, pero, en una ronda aparte, votaron en contra del artículo 8, que concedía al Consejo el poder de nombrar cargos dentro del Ejército. Esto supuso un primer problema, y es que el propio documento recogía que tenía que ser aprobado o denegado en su conjunto. Kobler dijo tomar nota de las preocupaciones de la Cámara, si bien no se hizo ninguna modificación inmediata del tratado. En lo que respecta a la lista propuesta de ministros, esta fue rechazada por ser demasiado larga, compuesta de 32 ministerios y 2 viceministros para cada cargo.
El 14 de febrero el Consejo Presidencial logró proponer una lista reducida de 18 ministerios, aunque dos de sus miembros —Qatrani y al-Aswad— se negaron a firmarla por discrepancias en torno a la persona que debía ocupar el Ministerio de Defensa. Ante esta nueva lista, que no presentaba verdaderos motivos para ser rechazada, los opositores del Gobierno de Acuerdo Nacional decidieron dejar de acudir a las sesiones de la Cámara de Representantes, de forma que éstas se posponían hasta alcanzar el cuórum necesario, haciendo así que el Gobierno no pudiera ser ratificado. En este escenario, 100 de sus 176 miembros firmaron a título personal un documento respaldando el proyecto de paz y denunciando presiones internas para no votar.
Con esta nueva legitimación interna, el propuesto Gobierno de Acuerdo Nacional se declaró a sí mismo ya enteramente como el Gobierno en funciones y por tanto como el nuevo representante del pueblo libio, papel que fue aceptado por las Naciones Unidas y la comunidad internacional. Este acto fue, en cambio, no reconocido ni por el Congreso General ni por la Cámara de Representantes. El gabinete de Sarraj se convirtió pues en un tercer gobierno en el exilio y con sede en Túnez, con reconocimiento a nivel exterior pero sin ningún poder factual dentro del territorio libio. La Unión Europea expresó su apoyo al nuevo ejecutivo imponiendo sanciones a los líderes del Congreso —Abu Sahmain— y la Cámara —Aguilah Issa— por haber boicoteado el proceso.

### 2016

#### Llegada del Consejo Presidencial a Trípoli y disolución del Congreso General Nacional.

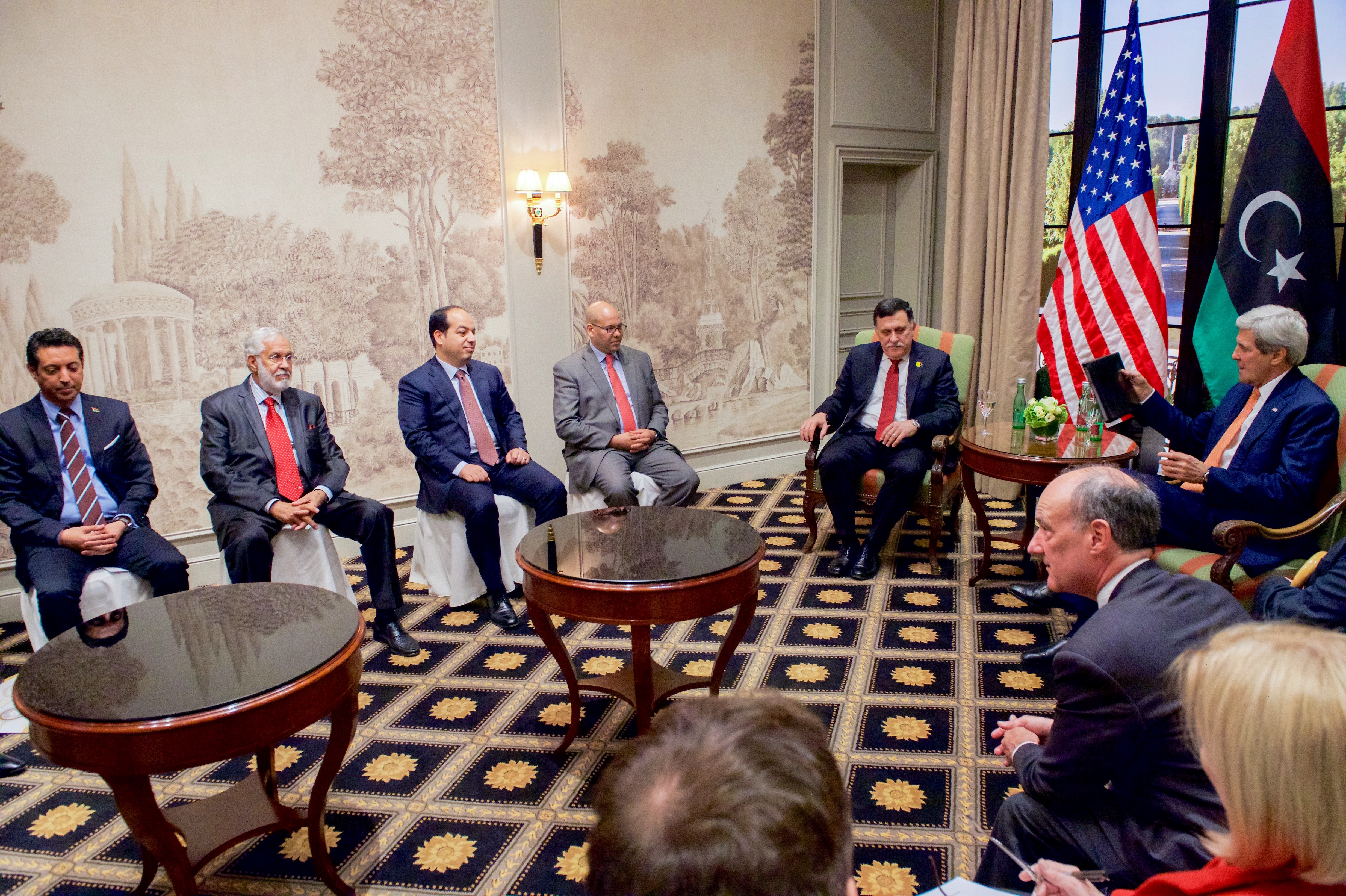
Miembros del Gobierno de Acuerdo Nacional en una reunión en Viena con la delegación de EE. UU.

En marzo de 2016, Fayez al-Sarraj y otros cinco miembros del Consejo Presidencial intentaron trasladarse a Trípoli desde Túnez para hacerse cargo de la dirección política del país. Las milicias islamistas que apoyaban al Congreso General y al Gobierno de Salvación (entonces presidido por Jalifa al-Ghawil, que había sustituido a Omar al-Hasi) trataron de impedir su llegada. Sin embargo, algunos componentes de la antigua coalición Amanecer Libio rápidamente declararon su apoyo al Consejo Presidencial. Esto incluyó a numerosas brigadas de Misurata y a otras brigadas de la propia ciudad, como Qubat al-Radaa o la Brigada Nawasi.
En un primer momento, Sarraj y el resto de representantes intentaron aterrizar en el aeropuerto de Mitiga, pero tuvieron que desviar su destino tras ser recibidos con disparos de baterías antiaéreas. Unos días más tarde, el 30 de marzo, los delegados partieron en barco de la ciudad tunecina de Sfax y consiguieron desembarcar en la base naval de Abu Sitta, donde contaron con la protección de una parte del Ejército Libio (desvinculado del LNA) y determinadas milicias de Misurata radicadas en la ciudad. A pesar de que por primera vez desde el principio de la guerra dos Gobiernos contrapuestos se encontraban en una misma ciudad, no hubo ningún enfrentamiento entre las fuerzas de ambos bandos, sino que cada una de ellas se limitó a acuartelarse en torno a sus edificios de gobierno. Cabe destacar, no obstante, dos altercados, y es que la sede del canal islamista Al Nabaa TV y la oficina de Ghawil en la carretera Sikka fueron tomadas por hombres leales al nuevo Gobierno de Acuerdo. En los días siguientes, Sarraj visitó importantes lugares de la capital como la Plaza de los Mártires o la Mezquita de Mizran, al tiempo que se citó con otras personalidades del Banco de Libia o la Compañía Nacional de Petróleo, que le expresaron su apoyo. El propio enviado de la ONU, Martin Kobler, se desplazó brevemente a la ciudad.
Las respuestas a la llegada del nuevo Gobierno fueron variadas. Diez localidades del Este de Trípoli expresaron su apoyo al Ejecutivo de Sarraj, así como la Guardia de Instalaciones Petrolíferas de Ibrahim Jadhran, una importante milicia cirenaica que controlaba ciertas refinerías de crudo de la región. La Cámara de Representantes condenó que se sometieran a la protección de las milicias de Trípoli y no a la del LNA, al tiempo que hacía énfasis en la necesidad de que el órgano votara la aprobación de su lista de ministros antes de que empezaran a gobernar, considerando el gabinete de Abdullah al-Thani el único ejecutivo válido. Los defensores del Gobierno de Salvación y el Congreso General lo consideraron un acto ilegal, pero, sin embargo, una sección del Gobierno de Salvación dimitió “para evitar el derramamiento de sangre”.
La reacción más relevante fue, no obstante, la de un grupo de diputados del Congreso, los cuales, encabezados por su vicepresidente, Saleh Al-Makhzoum, aprobaron una reforma en la Constitución incluyendo las medidas del Acuerdo Político de Naciones Unidas, declararon la disolución del órgano y, al instante, dieron por inaugurada la primera sesión del Consejo de Estado Superior, la Cámara Alta diseñada por los representantes en la ONU como la encargada de supervisar la legislación de la Cámara de Representantes. La medida fue, por supuesto, controvertida. El otro bloque del Congreso General, encabezado por Nuri Abu Sahmain, denunció la ilegalidad de la escisión. La Cámara de Representantes, por su lado, declaró que, como el legítimo parlamento de Libia, era el único órgano con legitimidad para aprobar una reforma constitucional y que, hasta que ello no fuera llevado a cabo, el Consejo de Estado no podía ser formado. Por último, ni la creación de este autoproclamado Consejo de Estado ni la elección de sus miembros se hizo de acuerdo a lo recogido en los artículos del plan de paz. Aún con su legitimidad discutida, el nuevo organismo empezó a ejercer sus funciones y esta vez sí Abdulrahman Sewehli aceptó ejercer su presidencia. El 22 de abril, fuerzas leales a Sewehli tomaron el control de las instalaciones del Congreso, acuartelado en el Hotel Rixos de Trípoli. Además, según varias fuentes, Nuri Abu Sahmain abandonó la ciudad de forma clandestina. El Congreso emitió un comunicado asegurando seguir teniendo la soberanía sobre Libia, si bien en la práctica quedaba disuelto.
Con su posición en Trípoli afianzada, el Gobierno de Sarraj y el Ejecutivo leal a la Cámara de Representantes empezaron una pugna por el poder político en el país que abarcó varios ámbitos. En primer lugar, cada una de las dos administraciones empezó a utilizar su propia versión de la moneda, el dinar libio, sin el reconocimiento de la divisa del contrario.
La versión del dinar en el Este de Libia estaba siendo impresa por Rusia sin autorización del Banco Central de la nación africana.
En la misma línea, el Gobierno de Tobruk empezó a exportar crudo sin el beneplácito de la Corporación Nacional de Petróleo, aunque en este caso Naciones Unidas pudo intervenir vetando la compra del combustible procedente de Tobruk, en favor del Ejecutivo de Trípoli. 
 
A nivel internacional, Estados Unidos y varios países europeos y árabes se reunieron en Viena para expresar su voluntad de apoyar militarmente al gabinete de Sarraj contra el Estado Islámico, si bien el embargo armamentístico impuesto por la ONU no fue levantado.

#### Guerra contra el Estado Islámico e intervención internacional.
Mientras que en el plano político se redoblaron los esfuerzos para encontrar una salida pacífica al conflicto entre las diferentes autoridades del país, en el plano militar se lanzaron importantes ofensivas por parte de todos los bandos para derrotar al grupo terrorista del Estado Islámico y sus aliados en Libia. En concreto, el LNA de Haftar coordinó una gran operación militar en Bengasi que dejó reducida la presencia del grupo a dos barrios de la ciudad, mientras que las fuerzas armadas bajo el control del Gobierno de Acuerdo Nacional en Trípoli se hicieron con la totalidad del bastión del grupo en Sirte y sus alrededores. Paralelamente, la coalición islamista del Consejo de la Shura de Derna expulsó por completo al grupo de dicha ciudad.
En esta campaña, tanto el LNA de Bengasi como el de Ejército Libio de Trípoli contaron con la ayuda de la comunidad internacional, que intervino activamente en la nación africana. En lo que respecta a la batalla de Sirte, Estados Unidos lanzó el 1 de agosto la llamada Operación Odyssey Lightning a petición del Gobierno de Acuerdo Nacional, una campaña de bombardeos aéreos contras las posiciones del grupo. Italia estableció un hospital de campo en las proximidades del aeropuerto de Misurata para asistir médicamente a los soldados heridos en la ofensiva, el cual contaba con cien sanitarios y doscientos soldados para su defensa. Un portavoz militar del Ejército del Gobierno de Acuerdo Nacional confirmó además estar recibiendo apoyo logístico de Reino Unido en su lucha contra el ISIS. Otros medios de comunicación como Sputnik informaron de la presunta existencia de fuerzas especiales británicas y norteamericanas en el terreno tanto en Sirte como en Bengasi. La presencia de tropas extranjeras en Sirte ha sido negada por fuentes militares del Gobierno de Acuerdo Nacional.
En lo que respecta a las fuerzas leales a Haftar, el 18 de julio tres soldados de las fuerzas especiales francesas fallecieron tras el derribo de un helicóptero por un misil SA-7 portátil lanzado por insurgentes islamistas en la ciudad de Bengasi. Inicialmente, el presidente francés Francois Hollande señaló que se trataba de un accidente, pero después el Ministerio de Defensa confirmó que la aeronave había sido derribada, poniendo de manifiesto la presencia de fuerzas galas en el país.
Finalmente, el general Haftar en persona viajó en junio a Moscú para ser recibido por los Ministros de Defensa y Asuntos Exteriores rusos, una reunión que fue interpretada como un intento de cerrar un acuerdo de transferencia de armas con el Kremlin, a pesar del embargo armamentístico impuesto por la ONU.

##### Batallas de Bengasi, Derna y Sirte

###### Ofensiva del LNA en Bengasi: Operación Sangre de los Mártires. Creación de las Brigadas de Defensa de Bengasi (BDB).

Ejército Nacional de Libia
Estado Islámico - Consejo de la Shura

En febrero de 2016, el LNA de Haftar lanzó una gran ofensiva militar para hacerse con el completo control del Este del país. La primera victoria fue la toma de la localidad de Ajdabiya, en manos de milicias islamistas. Días después comenzaba la Operación Sangre de los Mártires, para la liberación final de Bengasi.
En sus primeros días el LNA logró un importante éxito tras hacerse con el control del puerto de Marisa, a través del cual los terroristas del Estado Islámico y la Shura recibían suministros militares. Más tarde el LNA tomó los céntricos distritos de Hawari, Bo Atni y Leithi, así como parte de la zona turística de Ganfouda, en la periferia este. En junio del mismo año las fuerzas armadas capturaron el importante barrio de Garyounis.
La influencia de los yihadistas quedó así reducida a cuatro únicos barrios (Ganfouda, Gwarsha, As-Sabri y Souq al-Hout), donde los francotiradores del grupo se habían atrincherado, logrando frenar el avance de los militares. Amnistía Internacional denunció la situación de los civiles atrapados por los combates en esas áreas, sin apenas suministros y sometidos a bombardeos aéreos continuos. El LNA respondió asegurando estar en contacto con las familias de la zona y haberles ofrecido rutas seguras al exterior.
Por otro lado, en julio de 2016 surgió un nuevo grupo armado, las Brigadas de Defensa de Bengasi (militares de ideología islamista y opuestos a Haftar) que empezó a avanzar sobre la ciudad tras capturar numerosas localidades y aldeas al Oeste. El 23 de julio el LNA logró frenar su avance y lanzó una contraofensiva para recapturar todas las zonas bajo su control.
En noviembre, el LNA logró romper meses de impás al hacerse con el control del distrito de Gwarsha. El 25 de enero de 2017 el LNA tomó la mayor parte del barrio de Ganfouda, la última posición islamista al sur de Bengasi, si bien un grupo de la Shura se atrincheró con sus familias durante meses en los llamados Aparmentos 12. El líder de la Brigada Escudo de Libia, Wisam Ben Hamid, a su vez uno de los hombres más influentes dentro del Consejo de la Shura, murió en un ataque aéreo durante la ofensiva.

###### Huida del ISIS de Derna.
El 20 de abril, el Estado Islámico abandonó sus últimas posiciones en Derna (el llamado Barrio 400 y la localidad vecina de al-Fatayeh) tras los continuos bombardeos del LNA de Haftar y el hostigamiento de las milicias de la coalición islamista del Consejo de la Shura de Derna, que se hizo con el control completo de la ciudad. Los soldados del ISIS partieron en convoy hacia el desierto con dirección a Sirte, si bien parte de la comitiva logró ser interceptada por las brigadas de la Shura.
Tras su liberación, los residentes de la ciudad tomaron las calles para celebrar la derrota del ISIS y emplazaron numerosas banderas libias, hecho significativo teniendo en cuenta que la Shura solía prohibirlas en favor de banderas negras de la yihad. A pesar de ello, la Fuerza Aérea del general Haftar siguió bombardeando la ciudad, con el objetivo de debilitar a las milicias para una eventual ofensiva terrestre.

##### Batalla por el golfo de Sirte: Operación al-Barq al-Khatif y Operación al-Bunyan al-Marsous.
Teniendo Sarraj el control total de Trípoli y el LNA de Haftar la mayor parte del Este de Libia, ambos bandos declararon su intención de tomar el último y principal bastión del Estado Islámico en Libia. El difunto Gobierno de Salvación Nacional de al-Ghawil declaró igualmente su intención de organizar una campaña militar para la liberación de la ciudad, sin repercusión real alguna.
En un primer momento, las fuerzas del general Haftar se coordinaron en la Operación Gardabia II, que en mayo logró hacerse con el control de la ciudad Zallah, en manos de milicias islamistas ligadas a la anterior coalición del Amanecer Libio. Sin embargo, más tarde se acabaría desvelando que la lucha contra el terrorismo era en realidad una cortina de humo del general, quien desplegaría a sus tropas en los enclaves petroleros controlados por las fuerzas cirenaicas. Así, en septiembre lanzó la Operación al-Barq al-Khatif ("Rayo Repentino") contra la Guardia de Instalaciones Petrolíferas (PFG por sus siglas en inglés), arrebatándolas el control de Ras Lanuf, Sidra y Zuetina. No obstante, no se produjo ningún derramamiento de sangre, puesto que Salah al-Atewish, el líder de la tribu Magharba (a la que la mayor parte de los miembros del PFG pertenecían) les persuadió para que abandonaran pacíficamente sus posiciones. Al-Atewish sobreviviría meses más tarde a un intento de atentado fallido, el cual algunas fuentes relacionaron con Jadhran.
A diferencia de las fuerzas del general Haftar, las brigadas leales al Gobierno de Acuerdo Nacional sí lograron avances reales contra el Estado Islámico. El primer ministro Sarraj, en calidad de comandante en jefe de la nación africana, creó tres salas de operaciones: una para la ciudad de Sabratha, otra para el Este del país –formada por soldados de las PFG– y otra para el Oeste –formada principalmente por milicias de Misurata–. Fueron estas dos plataformas, coordinadas bajo la Operación Al-Bunyan al-Marsous, las que consiguieron los mayores avances.
Realizando un movimiento de pinza, la Guardia de Instalaciones Petrolíferas y las brigadas de Misurata avanzaron desde Este y Oeste, respectivamente, hasta encontrarse en Sirte. Así, en mayo las PFG tomaron el control de Naufaliya y Ben Yauad, en la periferia oriental, mientras que en junio las fuerzas de Misurata tomaban la localidad e Abu Qurayn y la Base Aérea de Ghardabiya. El ocho de ese mismo mes las fuerzas de Misurata entraron por primera vez en la ciudad y empezó una larga batalla de combate urbano. El 9 de junio las Guardias Petroleras tomaron la localidad cercana de Harawa, finalmente logrando el cerco absoluto del Estado Islámico en Sirte.
Para septiembre de 2016, la Operación al-Bunyan al-Marsous ya había liberado la mayor parte de Sirte, incluidas la universidad y el Centro de Conferencias Ouagadogou, considerado el "cuartel" del ISIS en la ciudad. Solamente en los Distritos 3 y 600, ambos residenciales, el grupo logró mantenerse presente, recurriendo a coches bomba, francotiradores y trampas explosivas.
El 16 de diciembre de 2016, tras meses de resistencia por parte del Estado Islámico, las fuerzas de al-Bunyan al-Marsous tomaron las últimas viviendas en manos del grupo terrorista, localizadas en la urbanización al-Ghiza Bahriya. La campaña se saldó con 712 muertos de la coalición y 3.120 heridos. El ISIS se quedó así oficialmente sin ninguna ciudad bajo su control en Libia, si bien seguiría presente en las incontrolabes regiones del desierto y a través de células durmientes.

#### Crisis del Gobierno de Acuerdo Nacional.
A medida que transcurría el tiempo, se empezó a hacer evidente el fracaso del Gobierno de Acuerdo Nacional en monopolizar la dirección política del país. En primer lugar, una de las sesiones de la Cámara de Representantes finalmente alcanzó el cuórum necesario para votar sobre la aprobación de los miembros del gabinete —esta llevaba posponiéndose continuamente desde febrero de 2016—, pero el resultado fue negativo. Al-Sarraj anunció que el Consejo Presidencial no presentaría una tercera lista de ministros hasta que la Cámara se comprometiera plenamente con el proyecto de paz y aceptara o reformara su texto. Es necesario recordar que la Cámara llegó a votar a favor del plan de paz ratificado en Sjirat, pero rechazó el Artículo 8 (que entregaba al Gobierno de Acuerdo Nacional el control del Ejército).
Igualmente al-Sarraj acusó al director del Banco Central de Libia, Sadiq el-Kaber, —que originalmente se posicionó a favor del Ejecutivo de transición— de tratar de realentizar el proceso de inyección de capital para evitar una devaluación de la moneda, agravando la situación del país. Sin suficientes fondos, el Gobierno no pudo llevar a cabo ninguna medida para mejorar la situación nacional, como, por ejemplo, financiar la reforma de las Fuerzas Armadas. Otro problema a nivel económico fue que el presidente de la Compañía Nacional de Petróleo, Mustafa Sanalla, empezó a exportar crudo desde los puertos de Sirte recién capturados por Haftar (a pesar de que se había negado a hacerlo cuando estaban bajo el control del Gobierno, alegando el temor a una huelga de trabajadores).
También desde el propio bando de partidarios del Gobierno de Acuerdo Nacional surgieron complicaciones, y es que el presidente del Consejo de Estado Superior, Abdulrahman Sewehli, declaró unilateralmente que el órgano pasaba a ser la única asamblea legislativa —en vez de ser una Cámara alta— y que la Cámara de Representantes había quedado deslegitimada. La medida no tuvo ninguna repercusión, pues no existía ninguna clase de vinculación parlamentaria entre ambos cuerpos, pero deterioró aún más las relaciones.
Por último, Musa al-Kuni dimitió de su puesto dentro del Consejo Presidencial como señal de protesta, después de que Fathi al-Majbari, otro de sus miembros, aprovechara una ausencia temporal de Sarraj por motivos familiares para intentar nombrar por su propia cuenta a varios nuevos ministros.

##### Surgimiento de la Dar al Islam: una nueva militancia islamista.
Mientras que algunos integrantes del Congreso General como Nuri Abu Sahmain habían escapado de la capital y otros como Abdulrahman Sewehli se habían unido al nuevo gobierno, el clérigo Sadiq al-Ghariani permaneció como la cabeza visible de la oposición islamista a las autoridades libias, emitiendo una fetua declarando "10 años de yihad" contra el Ejecutivo de transición.
Así, en Derna, el Consejo de la Shura de los Muyahidines declaró que la Dar al-Ifta ("Casa de la Fetua") de Ghariani era la legítima fuente de legitimidad de Libia y la única autoridad competente para elegir jueces y arbitrar las leyes.
Por otro lado, en Bengasi, aunque buena parte de la militancia islamista se había unido al Estado Islámico y a su aspiración de un califato pan-islámico, las Brigadas de Defensa de Bengasi juraron bay'a (lealtad) al proyecto de al-Ghariani. Conforme el LNA avanzaba en Bengasi, la mayor parte de los brigadistas se asentaron en Trípoli y en otras localidades al Oeste del país, donde el ámbito de influencia del clérigo era mayor. La cúpula del Consejo de la Shura de los Muyahidines de Bengasi también se desplazó a Trípoli, donde crearon una rama local.
Ghariani se convirtió así en el centro de un movimiento islamo-nacionalista en Libia contrario al Gobierno de Acuerdo Nacional, pero también al Estado Islámico, a pesar de compartir gran parte de su ideología con este último. Fue descrito como la versión libia del Ayatolá Jomeini, el guía supremo de la revolución iraní de 1979, o como la cabeza de la Dar al-Islam ("Casa del Islam") libia, es decir, aquel territorio de soberanía musulmana donde la sharía prevalece.

##### Intento de Golpe de Estado del Hotel Rixos.
El 14 de octubre, Jalifa al-Ghawil y otros miembros del Gobierno de Salvación Nacional y del Congreso General, que inicialmente habían abandonado Trípoli, reaparecieron en la capital con vehículos armados y tomaron el control del Hotel Rixos al-Nasr, donde se reunía el Consejo de Estado Superior. Puesto que los guardas de la instalación llevaban meses sin cobrar, decidieron rendir el edificio sin oponer resistencia.
Inicialmente al-Sarraj y los demás miembros del Gobierno de Acuerdo Nacional trataron de actuar con normalidad para mantener el orden público, buscando así de deslegitimar el poder de los golpistas, cuyo control se limitaba al hotel y sus aledaños. Sin embargo, la situación se agravó cuando la milicia semioficial de la Sala de Operaciones de los Revolucionarios de Libia (SORL) declaró su apoyo al resurgido Gobierno de Salvación. Días más tarde, milicianos leales a al-Ghariani (vinculados a las Brigadas de Defensa de Bengasi) y miembros de las brigadas de Misurata de Salah al-Badi organizaron un convoy militar que desfiló por la plaza de los Mártires y en el que se leyó un manifiesto que criticaba al Consejo Presidencial. Parte de la antigua coalición Amanecer Libio amenazaba así con tomar forma de nuevo.
El 2 de noviembre, la tensión se disparó cuando dos miembros de la Brigada Qubat al-Rada, contraria a la renaciente alianza islamista y alineada con el Gobierno de Acuerdo Nacional, fueron ejecutados en la calle. En cambio, el 21 de noviembre el clérigo Nadir al-Omrani, mano derecha de al-Ghariani, era encontrado asesinado.

#### Resurgimiento de los combates internos: escaramuzas en Trípoli y en el Golfo de Sirte.

##### Escaramuzas en Trípoli.
Tras el resurgir del Gobierno de Salvación Nacional las milicias de Trípoli dibujaron un nuevo mapa de alianzas, que responde tanto a motivos de interés como políticos. Por un lado, la Sala de Operaciones de los Revolucionarios Libios, las Brigadas de Defensa de Bengasi y determinadas milicias de Misurata, así como las Fuerzas Móviles Nacionales y ciertos remanentes del LIFG, crearon un polo islamista vagamente alineado con Jalifa al-Ghawil. Por otro lado se encontraban Qubat al-Rada, las Brigadas Revolucionarias de Trípoli, el Consejo Militar de Abu Salim y, en menor medida, Fursan al-Janzour.
El 1 de diciembre comenzaron las hostilidades cuando las fuerzas de Abu Salim intentaron tomar el Campamento 77, una posición en manos de brigadas islamistas cercana a Bab al-Azizia. Éstos respondieron intentando avanzar sobre el Zoo de Trípoli, el cual estaba siendo utilizado por el Consejo Militar como garaje para sus vehículos armados. A la mañana siguiente, la Brigada de Revolucionarios de Trípoli y los milicianos de Abu Salim tomaron por completo el Campamento 77.
Paralelamente, los hombres de Qubat al-Rada tomaron, en el centro de la capital, el hotel Radisson Blue al-Mahary, el Ministerio de Asuntos Exteriores y el cuartel de la 6.ª División, una milicia aliada con el Gobierno de Salvación. También atacaron una base de las Brigadas de Defensa de Bengasi en el barrio de Souq al-Juma.
Desde el Este de Libia, el general Haftar respondió a los enfrentamientos llamando a todos los oficiales del LNA a estar preparados para una "marcha sobre Trípoli". En un evento excepcional, tanto el Consejo Militar de Zintan como el de Misurata, tradicionalmente enfrentados, aseguraron que no tomarían parte en ninguna ofensiva sobre la ciudad. Misurata fue más allá y aseguró que tampoco permitiría que ningún otro bando avanzara sobre la ciudad, al tiempo que expresaba la urgente necesidad de que el Consejo Presidencial nombrara un comandante en jefe del Ejército al margen de Haftar.
En 2017 se retomaron los combates y el 12 de enero fuerzas leales al Gobierno de Salvación atacaron los Ministerios de Defensa, Empleo y de los Mártires, no estando claro si lograron hacerse con su control de forma permanente.
El 13 de enero los milicianos de Qubat al-Rada arrestaron a uno de los jefes de las Fuerzas Móviles, acusándole de estar involucrado en actividades criminales. El grupo respondió desplegando barricadas y controles militares en los barrios del Oeste de la capital (Seraj, Janzour, Ghut al-Shaal y Hay al-Andalous).

##### Escaramuza en el Golfo de Sirte.
Con el Estado Islámico derrotado, algunos de los grupos armados del Este de Libia centraron su atención en recuperar los puertos petroleros que en septiembre habían caído en manos del LNA de Haftar. Así, en diciembre de 2016 se lanzó una ofensiva supuestamente coordinada por el ministro de Defensa del Gobierno de Acuerdo Nacional Mahdi al-Barghati (de la que se luego se desmarcó una vez había fracasado y de la que el Consejo Presidencial de al-Sarraj afirmó no haber sido informado), los hombres leales al líder cirenaico Ibrahim Jadhran y las Brigadas de Defensa de Bengasi del muftí al-Ghariani.
Originalmente consiguieron hacerse con el control de las localidades de Ben Yauad y Naufaliya, pero rápidamente fueron expulsados por la nueva rama "oficialista" de la Guardia de Instalaciones Petrolíferas, creada por Haftar en septiembre y con el Coronel Muftah Al-Magariaf a la cabeza. Como respuesta a los ataques, el LNA empezó a bombardear la Base Aérea de Al Jufrah, donde los hombres de las Brigadas de Defensa estaban acuartelados.

### 2017

#### Formación de la Guardia Nacional Libia en Trípoli.
El 9 de febrero de 2017 se anunció en Trípoli la creación de un nuevo grupo armado, la Guardia Nacional Libia (LNG por sus siglas en inglés). Días antes varios de sus efectivos se desplazaron desde Misurata, de donde la mayor parte de los combatientes provenían, y se establecieron en el distrito de Salahadin. Su líder, el coronel Mahmud al-Zigal, declaró que el objetivo del grupo era "combatir a los grupos terroristas como el ISIS". Pronto se desveló en realidad como una fuerza aliada con el Gobierno de Salvación de Jalifa al-Ghawil (aunque declaró estar desligada de cualquier asunto político). Tanto es así que sus funciones se solapaban frontalmente con las de la Guardia Presidencial del GNA, razón por la cual este la declaró ilegal.
Se componía en su mayor parte de miembros de la Brigada al-Marsa de Misurata, la cual, si bien era parte al-Bunyan al-Marsous, se había opuesto al Gobierno de Acuerdo Nacional. Uno de sus líderes era Salah Badi, figura importante del Amanecer Libio y actor clave en la batalla que resultó en la destrucción del aeropuerto de Trípoli en 2014. Igualmente la integraban brigadas de otras ciudades de origen bereber como Khoms, Zliten, Msallata, Sabratha, Surman, Ubari, Jumayl, Zauiya y Gharyan, siendo estas dos últimas ciudades controladas por el grupo. Fuerzas de la brigada de Salah al-Burki (vinculada al LIFG) también lucieron el estandarte de la Guardia Nacional.
La llegada de la Guardia Nacional provocó el aumento de la tensión en Trípoli, y ese mismo día ocurrieron combates entre el Consejo Militar de Abu Salim y la brigada de Salah al-Burki en el barrio de Abu Salim. El 11 de febrero los enfrentamientos se desplazaron a los barrios del Sur de Trípoli, incluido el distrito de Salahadin, donde la Guardia tenía su base. En esta ocasión los choques fueron entre el Batallón de los Revolucionarios de Trípoli y la milicia de Misurata Sherikhan, vinculada a la LNG.
El 16 de febrero, en una demostración de poder, Jalifa al-Ghawil y efectivos de la LNG organizaron una ceremonia de reapertura del Aeropuerto Internacional de Trípoli, destruido en 2014. En el evento estuvieron también presentes el comandante de la Guardia, al-Zigal, y conocidas figuras de la esfera islamista vinculadas al difunto Congreso General y a los Hermanos Musulmanes. Khaled al-Sharif (miembro del LIFG) y Salah Badi, los principales responsables del estado ruinoso del aeropuerto, también fueron invitados.
El 20 de febrero, Fayez al-Sarraj y Abdulrahman Sewehli sobrevivieron a un intento de asesinato cuando dos hombres armados en un Toyota abrieron fuego contra el automóvil en el que ambos políticos viajaban. Sewehli acusó al Gobierno de Salvación de estar detrás de los hechos.
El 24 de febrero los enfrentamientos resurgieron en Abu Salim entre el Consejo y la brigada de Salah al-Burki. En esta ocasión el Batallón de los Revolucionarios desplegó 5 tanques en el barrio para apoyar al Consejo. Ante la escalada de la violencia, el Consejo Presidencial trató de negociar un alto al fuego. La propia LNG intervino contra su aliado y ordenó el cese de las hostilidades, asegurando que de lo contrario tomaría el distrito.

#### Despliegue militar de Emiratos Árabes Unidos en favor del LNA. Negociaciones con Rusia.
En algún punto entre finales de 2016 e inicios de 2017 el LNA cedió el control del Aeropuerto Militar de al-Khadim, vecino a la localidad oriental de al-Marj, a la Fuerza Aérea de los Emiratos Árabes Unidos. Entre marzo y noviembre de ese mes comenzaron a llevarse a cabo obras para el desarrollo y la ampliación de la base con nuevos hangares, según demostró un equipo de expertos de Naciones Unidas a través del análisis de imágenes satelitales. Por el tamaño de los hangares, éstos podían contener aviones F-16 o Mirage 2000, los mismos que Emiratos había usado en sus operaciones en Eritrea.
Además, se avistaron en la base al menos seis aviones militares de propiedad emiratí, en violación del embargo militar impuesto sobre Libia por la ONU. Según unos analistas consultados por la revista Time, se trataban de aeronaves modelo Archangel, fabricadas por la empresa estadounidense Iomax. Se trata de aeronaves de cosecha equipadas con armas y equipos de vigilancia, una técnica militar que data de la guerra de Vietnam. El propio CEO de la empresa confirmó que los aviones en las imágenes pertenecían a su compañía, pero aseguró que los habían vendido legalmente a Emiratos Árabes y no al LNA.
Anteriormente, en diciembre de 2016, la misma revista había avistado aviones de cargo rusos (Ilyushin Il-76 e Ilyushin Il-18), los cuales supuestamente habían transportado los materiales para la expansión de la base. Por otro lado, la revista JDW demostró la presencia de al menos dos drones Wing Loong de fabricación china. Además, el panel de expertos de Naciones Unidas también confirmó la entrega de 93 transportes blindados y 549 vehículos armados y no armados, incluyendo modelos como el Panther T6 de fabricación emiratí. Según los expertos, la entrega de los vehículos se realizó por mar con el flete organizado y costeado por Arabia Saudí.
Por otro lado, la agencia Reuters descubrió, en marzo de 2017, la presencia de fuerzas especiales rusas y drones en el Aeropuerto de Sidi Barrani, en Egipto, a escasos kilómetros de la frontera libia. Según los periodistas, su objetivo era el de apoyar a Haftar en sus ofensivas militares. En enero de ese mismo año, Haftar fue invitado a bordo del navío ruso Admirante Kuznetsov, que navegaba por las costas libias rumbo a Siria para apoyar militarmente al régimen de Bashar al-Ásad. La reunión fue la tercera en meses entre las autoridades rusas y Haftar, que ya en julio y noviembre de 2016 se había reunido en Moscú con Serguéi Lavrov. Algunos analistas sospecharon que el Kremlin estaba planeando la creación de una nueva base en el país para controlar el Mediterráneo.

#### Ofensiva por el Golfo de Sirte e interrupción del diálogo político.

El control por los puertos petrolíferos de Sidra y Ras Lanuf desembocó en una guerra entre el LNA y las Brigadas de Defensa de Bengasi que puso fin al proceso político de paz

Tras el intento fallido en diciembre de 2016 de arrebatar al LNA el control del Golfo de Sirte, las Brigadas de Defensa de Bengasi avanzaron de nuevo desde Al-Jufra para tratar de tomar los puertos petrolíferos. Al igual que la vez anterior, los llamados "Guardias de las Instalaciones Petrolíferas" también participaron en los combates, aunque su líder, Ibrahim Jadhran, fue arrestado por una banda de criminales en la ciudad fronteriza de Nalut cuando trataba de entrar en el país desde el extranjero.
Al contrario que en la anterior experiencia, en esta ocasión la ofensiva fue exitosa, haciéndose en un solo día (el 3 de marzo) con el control de los puertos de Ras Lanuf y Sidra. El asalto se lanzó al amanecer, con varias columnas de 2 o 3 vehículos viniendo de distintas direcciones, las cuales el LNA intentó sin éxito repeler con ataques aéreos.
Al día siguiente los soldados trataron de lanzar una contraofensiva, pero fueron derrotados. Los militares se retiraron después a la localidad de El Agheila, mientras que amasaban refuerzos más al Este en Brega. Fuentes castrenses aseguraron haber congregado a más de 5.000 soldados, mientras que Haftar viajó a El Cairo para coordinar la contraofensiva con el gobierno de al-Sisi. Emiratos Árabes Unidos también intervino para auxiliar al LNA, llevando a cabo varios bombardeos aéreos. Su intervención fue clave para cambiar las tornas de la batalla. Las ciudades de Ras Lanuf y Sidra fueron golpeadas, y, en menor medida, Ben Yauad y Naufaliya. El LNA alertó a la coalición al-Bunyan al-Marsous de abandonar la zona sino quería ser atacada. Por último, además del apoyo internacional, una brigada de milicianos de la etnia Tebu se desplazó presuntamente a la zona para reforzar al LNA. Miembros de la tribu Warshefana también respaldaron a los militares.
El portavoz de las fuerzas armadas, Ahmad al-Mismari, aseguró que varias brigadas de Misurata estaban respaldando la ofensiva. También se unieron al ataque milicianos cirenaicos leales a Jadhran en Ajdabiya, que abrieron fuego contra convoyes militares. De hecho, cabe destacar la participación del primo de Ibrahim Jadhran, el islamista Osama Jadhran. El vocero militar también afirmó que Catar y Turquía habían respaldado la ofensiva. En efecto, algunos analistas consideraron que dichos países habían respaldado el asalto como un castigo a Haftar por negarse a reunirse con Fayez al-Sarraj en repetidas ocasiones, imposibilitando una solución pacífica a la crisis. Incluso se insinuó que Egipto también había permitido la ofensiva para forzar a Haftar a sentarse en la mesa de negociaciones.
El Consejo Presidencial emitió un comunicado condenando la violencia y negando cualquier relación con la ofensiva, si bien dos de sus miembros (Abdulsalam Kajman y Mohamed al-Amari) respaldaron a título personal a las Brigadas de Bengasi. A pesar de esta declaración, de nuevo hubo indicios de la presencia de fuerzas fieles al ministro de Defensa, Mahdi al-Barghati, en la ofensiva.
El 7 de marzo, al margen de la previa condena, el Consejo Presidencial ordenó a su propia rama de la Guardia de Instalaciones Petrolíferas (desvinculada de Jadhran) entrar en Ras Lanuf y Brega para proteger las plantas de obtención de crudo y garantizar que la producción no se detenía. Esta era dirigida por Idris Abu Khamada, quien ya ocupó el cargo en 2013 durante el mandato del primer ministro Alí Zeidan. El movimiento fue visto como una maniobra del Consejo Presidencial para hacerse con el control de los dos enclaves antes de que el Gobierno de Salvación las reclamara para sí. También fue entendido como un intento de ganar el apoyo de la tribu Maghariba (a la que Abu Khamada pertenecía), que previamente había respaldado el movimiento federalista dirigido por Jadhran. El propio Jadhran era considerado como cercano a Abu Khamada.
Las Brigadas de Defensa de Bengasi aceptaron la presencia de Abu Khamada en Ras Lanuf, asegurando que su única intención era avanzar hacia el Este y derrocar a Haftar, no teniendo ninguna pretensión sobre el control del petróleo. Esta colaboración entre el Gobierno de Acuerdo Nacional y las Brigadas de Bengasi provocó la ira de la Cámara de Representantes, sirviendo además como motivo o pretexto para poner fin a su participación en las conferencias de paz y retiró su reconocimiento al Consejo Presidencial, abandonando la búsqueda de una solución negociada al conflicto. En la votación, que tuvo lugar el 7 de marzo, sólo participaron 56 diputados, 38 de los cuales votaron en contra de mantener el diálogo político con el GNA. La sesión no obstante tenía cuórum ya que cuando comenzó había 114 miembros presentes.
Las tribus del Este de Libia, convocadas por la tribu al-Awaquir, se reunieron en Bengasi para condenar el ataque de las Brigadas de Defensa de Bengasi, acusándolas además de estar ligadas a Al-Qaeda. Unas filtraciones probaron además que el coronel al-Mismari había contactado con dueños de medios de comunicación para convecerles igualmente de referirse al grupo como parte de Al-Qaeda, con el objetivo de legitimar su lucha.
En este nuevo escenario, 75 de los diputados de la Cámara de Representantes que estaba favor del proceso de diálogo político expresaron en una carta su apoyo al Gobierno de Acuerdo Nacional. Treinta de éstos se desplazaron a Trípoli, escindiéndose del grupo de Tobruk. Su primera reunión tuvo lugar en el hotel Bab al-Bahr.
La segunda semana de marzo el LNA lanzó su segunda ofensiva para recuperar los puertos petrolíferos, respaldada de fuertes bombardeos aéreos. Abu Khamadah pidió sin éxito el establecimiento de una zona de exclusión aérea para proteger las instalaciones de obtención de crudo. El 14 de marzo las fuerzas leales a Haftar recuperaron el control de Sidra y Ras Lanuf. El Golfo de Sirte volvía así al statu quo anterior, si bien el panorama político quedaría gravemente deteriorado.

#### Primera campaña del LNA en el Fezán: asedios de Tamanhent, Jufra y Brak al-Shati.
Con el golfo de Sidra bajo su control, el LNA amenazaba ahora con expandir su control a la región sureña del Fezán. En abril de 2017, el ministro de Defensa Consejo Presidencial del GNA, Al-Madi Al-Barghathi, trató de reforzar la presencia militar del Gobierno en la zona, lanzando la operación Al-Amal Al-Muad (“promesa de esperanza”) para contrarrestar la creciente presencia de fuerzas leales a Haftar, y también de combatientes del Estado Islámico. Así, se planeó auxiliar con recursos y soldados a la Brigada 13.º, compuesta principalmente por miembros de la localidad de Misurata y de la tribu Hasawna y acuartelada en el aeropuerto de Tamanhent, vecino a la localidad de Sebha. Se ordenó además a los miembros de las Brigadas de Defensa de Bengasi (BDB), presentes en el aeoropuerto Jufra, que abandonaran la zona y cedieran el control de su base. A pesar de que los miembros del BDB abandonaron la base, varios militantes vinculados al difunto Gobierno de Salvación y de carácter islamista permanecieron en la zona, e incluso se desplegaron miembros de la Guardia Nacional del Coronel Mahmud Al-Zaghel, la misma que paradójicamente en Trípoli se había enfrentado a las fuerzas leales al GNA unas semanas atrás
En respuesta a estas maniobras, la Brigada 12.º del LNA, comandada por el General Mohamed Ben Nayel, se desplegó en marzo asediando el aeropuerto de Tamanhent. A pesar de que se acordó un alto el fuego, el LNA exigió que las fuerzas de Misrata abandonaran la posición, o de lo contrario se retomarían las hostilidades. Tras el fracaso de las negociaciones, la fuerza aérea del GNA bombardeó la base de Brak al-Shati, principal posición del LNA en la zona, mientras que las fuerzas haftaritas atacaron por aire las bases de Tamamhent y Jufra.
El 18 de mayo, las fuerzas de Misrata, en coordinación con los militantes islamistas del BDB, lanzaron una ofensiva terrestre contra Brak al-Shati, que se saldó con varias decenas de soldados leales a Haftar muertos. Algunos de ellos se rindieron, pero fueron, según denuncia Human Rights Watch, sumariamente ejecutados. El ataque fue condenado internacionalmente por la Liga Árabe, siendo descrito como "bárbaro". Ante la presión internacional, el GNA decidió renunciar, a pesar de ser el gobierno legitímo según Naciones Unidas, de mantener ninguna presencia en la zona, rindiendo la base de Tamanhent el 25 de mayo. Decidió además suspender, dos días después de los eventos, al ministro de Defensa, al-Barghati, por su fallida coordinación de la ofensiva. Su cese se hizo definitivo al año siguiente, en julio de 2018.
En junio de 2017 el LNA retomó su ofensiva, arrebatando a las BDB las ciudades de Waddan y Sukna. Las fuerzas de Misrata ya habían abandonado completamente la región y no intervinieron en los combates. Al día siguiente lograron hacerse con el control de la base aérea de Jufra, quedando la mayor parte de la región bajo su control. A pesar de todo, su presencia militar en la zona seguiría siendo limitada, basándose en alianzas con los líderes tribales para mantener el control. La mayoría de la frontera con Níger y Chad estaba en manos de una fuerza autónoma de la etnia tebu, las llamadas Águilas del Desierto (Sukour Al-Sahra) con base en Qatrun. Lideradas por Barka Shedemi, éstas se hicieron cargo, desde septiembre de 2017, de controlar el flujo de armas, combustible y oro con los países vecinos. En la operación, Shedemi contó con el respaldo político del coronel Ahmed Barka, ministro de Interior en el gobierno de al-Thinni y también de etnia tebu. Más adelante, el grupo también tomó control del Aeropuerto de Sebha, la capital de la región. La ciudad en cambio permaneció en manos de milicianos de la tribu árabe Awlad Suleiman, con presencia de algunas fuerzas aún asociadas con el GNA. Una facción de dicha tribu, no obstante, liderada por Massoud Jedi al-Slimani, sí era leal al LNA.

#### Crímenes de guerra del LNA en Ganfouda y toma definitiva de Bengasi.
A pesar de que en noviembre de 2016 el LNA aseguró haberse hecho con el control completo de Ganfouda (el último barrio al sur de Bengasi en manos del Consejo de la Shura), pronto se descubrió que un grupo de alrededor de 30 milicianos se había atrincherado en el llamado Complejo de los 12 Apartamentos, el cual había sido fortificado y previsto de comida y munición. Además, las familias de los combatientes, temiendo represalias de los militares, se habían refugiado con éstos.
 Así pues, el LNA lanzó, a comienzos de 2017, una nueva ofensiva para eliminar todos los núcleos de resistencia, para la cual contó con apoyo logístico ruso.
Tras meses de resistencia, el 18 de marzo de 2017 los hombres de la Shura intentaron escapar en dos convoyes del recinto acompañados de sus familias. El primer grupo logró alcanzar el barrio de As-Sabri al norte de la ciudad, aún bajo su control. La segunda comitiva fue, en cambio, interceptada, y sus 20 combatientes fueron eliminados por el LNA.
A los pocos días empezaron a circular vídeos en la red que mostraban a militares ejecutando a 3 combatientes, los cuales fueron disparados en la cabeza frente a una pared. Por otro lado, el cuerpo de uno de los líderes de los milicianos, Jamal Makhzoum, (que había muerto con anterioridad y enterrado por sus compañeros en el complejo) fue exhumado y atado a un vehículo en el que desfiló mientras los soldados lo golpeaban y escupían. Un segundo cadáver fue crucificado. 
 Las familias de los milicianos también fueron blanco de la ira de los soldados; HRW aseguró que algunos de estos civiles, la mayoría mujeres, habían sido golpeados y asesinados. En efecto, tanto HRW como Amnistía Internacional acusaron al LNA de haber cometido crímenes de guerra en Ganfouda. El enviado de la UNSMIL, Martin Kobler, condenó los hechos como "inaceptables" y urgió al LNA a respetar el derecho internacional. El propio LNA aseguró que llevaría a cabo investigaciones para procesar a los culpables, que sin embargo pasados los meses no se materializaron.
Con Ganfouda bajo control, el LNA pudo centrar su atención en los dos últimos barrios controlados por los islamistas, Souq al-Hout y as-Sabri, lanzando el 8 de mayo la ofensiva definitiva. A finales de mes se hizo pública la decisión de Ansar al-Sharia, el principal grupo miliciano en Bengasi, de disolverse tras meses de asedio y habiendo sido todos sus líderes eliminados. El 13 de junio el LNA irrumpió en Souq al-Hout y tomó la icónica plaza Tahrir, donde en 2011 comenzaron las protestas que acabaron en el derrocamiento de Gadafi. El 19 de ese mismo mes las fuerzas de Haftar tomaron el mercado de pescado que da nombre al barrio, severamente dañado. Sin esta posición estratégica, la captura definitiva del distrito se produjo solo cuatro días después.
El 5 de julio el LNA entró finalmente en as-Sabri y se hizo con el control del Hospital de Gumhoriyah y del hotel de Hyatt Regency. Los milicianos islamistas se vieron obligados a retirarse de sus posiciones y atrincherarse en unos edificios de la zona de Sidi Akribesh, donde resistieron varios días antes de ser finalmente derrotados. Se puso así punto final a la batalla por Bengasi, tras más de tres años de enfrentamientos que se cobraron la vida de cientos de combatientes y civiles. La noticia fue recibida con celebraciones en toda la ciudad, pero era sin duda el mariscal Haftar el principal beneficiado de la victoria del Ejército, apuntalado políticamente y con el control efectivo del Este del país. Vestido de blanco y dorado, un uniforme con claras reminiscencias a Gadafi, el militar anunció su triunfo en un discurso televisado en el que felicitó al LNA y a los habitantes de la ciudad.
En agosto de ese mismo año, la fiscal general de la Corte Penal Internacional, Fatou Bensouda ordenó investigar los crímenes de guerra del LNA durante la captura de Bengasi. En concreto, se emitió una orden de arresto contra el comandante Mahmoud al-Werfalli por haber llevado a cabo siete ejecuciones en la ciudad y sus alrededores, matando un total de 33 personas de esta forma entre junio de 2016 y julio de 2017. El LNA se negó a rendir el militar a la jurisdicción internacional.

#### Segunda Batalla de Trípoli y crisis en Misurata.
Toma del Hotel Rixos al-Nasr.
El 14 de marzo resurgieron los combates entre milicias de Trípoli en el barrio de Hay al-Andalous, en el Oeste de Trípoli. Los enfrentamientos comenzaron con una insurrección ciudadana contra la presencia de milicianos amaziges de las Fuerzas Móviles en el vecindario. Rápidamente los hombres de Haithem al-Tajouri, Abdel Ghani al-Kikli y Abdel Raouf Kara (líderes de las tres principales milicias leales al GNA) se desplazaron a la zona para respaldar a los civiles.
Esa misma noche la tensión se trasladó al céntrico barrio de Bab Ben Gashir, donde las fuerzas de Tajouri (el Batallón de los Revolucionarios de Trípoli) atacaron a los hombres leales al Gobierno de al-Ghawil. Se desveló así una ofensiva de gran escala por parte del grupo para expandir su control sobre la capital. Al amanecer, el Batallón había tomado el Hotel Rixos al-Nasr, forzando al Gobierno de Salvación de nuevo al exilio.
El Consejo Presidencial reunió a las milicias que le eran leales en su cuartel en la Base Naval de Abu Sitta, proponiendo desplegar a la Guardia Presidencial en el hotel y sus alrededores y a la Brigada 301 del Ministerio de Defensa (compuesta a su vez por misuratíes de la brigada al-Halbous) en la cercana carretera del aeropuerto. La iniciativa, no obstante, fue un fracaso, ya que al-Tajouri, al-Kikli y Kara se negaron a parar la ofensiva hasta "garantizar la seguridad de los ciudadanos de Trípoli".
Crisis en Misurata.

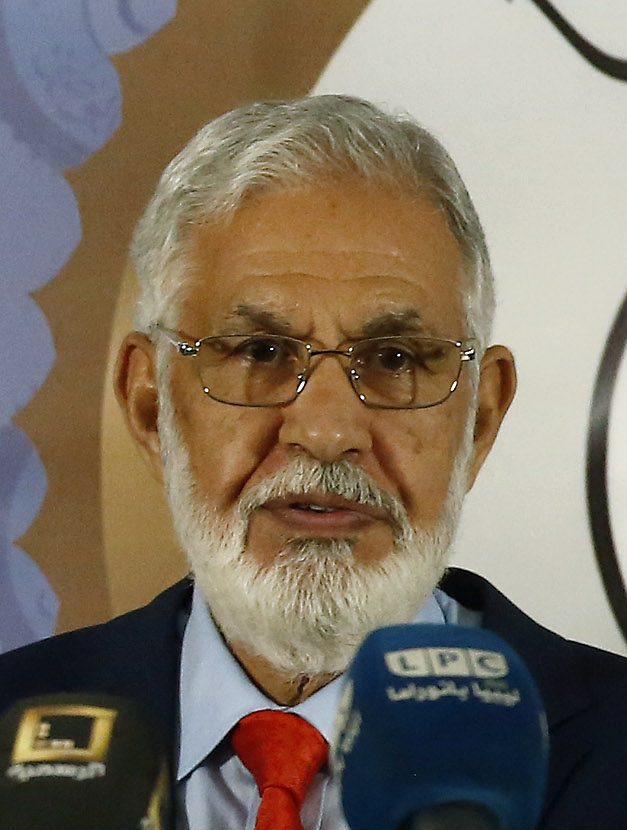
En mayo de 2017 el ministro de Asuntos Exteriores del GNA, Mohamed Siala, apoyó políticamente al mariscal Haftar, lo que provocó protestas en Misurata.

El 17 de marzo tuvo lugar una manifestación masiva en la plaza de los Mártires para exigir la expulsión de todas las milicias de la capital. Algunos de los presentes fueron más allá y pidieron la intervención del general Haftar, al tiempo que cantaban eslóganes contra Misurata y la describían como una ciudad de "judíos". Hombres armados sin determinar intervinieron entonces y abrieron fuego contra los civiles, dispersando la congregación. Horas más tarde eran varios de los líderes de las principales milicias los que se reunieron en la plaza, esta vez para condenar a Haftar y acusarle de tratar de imponer una dictadura.
Al día siguiente el Consejo Presidencial emitió un comunicado en el que condenaba los hechos, tachándolos de una violación al derecho de libertad de expresión. Ello enfureció a los diputados de Misurata en la Cámara de Representantes, que respondió alegando que la libertad de expresión no amparaba lo que consideraban incitaciones al odio contra la ciudad. Así pues, decidieron congelar las relaciones con el Gobierno de Acuerdo Nacional.
Tres días más tarde, una turba próxima al islamista Salah Badi se hizo con el control de la radio y decretó que el gobierno de la ciudad estaba bajo el control de los "Revolucionarios de Misurata", si bien este intento de derrocar al gobierno municipal fue frustrado. Días después, el Consejo Militar de Misurata, comandado por el coronel Ibrahim Ben Rajab, protagonizaba un segundo intento de golpe, tomando las instalaciones de la ciudad y forzando al Consejo Municipal a disolverse.
Otra reacción importante tendría lugar en Trípoli, donde miembros de la Brigada al-Buni del barrio del Souq al-Juma entraron por la fuerza en Abu Sitta y forzaron al primer ministro al-Sarraj a retirar sus palabras, criticando los insultos a Misurata y al LNA del general Haftar, al cual acusaría de intentar reinstaurar una dictadura y de cometer crímenes de guerra en Bengasi (estos hechos coinciden en el tiempo con la toma del barrio de Ganfouda en Bengasi, en manos del Consejo de la Shura de los Revolucionarios).
La crisis política en Misurata alcanzó su plenitud dos meses más tarde, a raíz de unas declaraciones del ministro de Asuntos Exteriores del GNA, Mohamed Tayer Siala, en los que consideró que el mariscal Haftar era el legítimo jefe de las Fuerzas Armadas al haber sido aprobado por la Cámara de Representantes, lo que fue recibido con protestas en el Oeste de Libia. Dos semanas después, el Consejo Militar de Misurata declaró en el canal de televisión Tanaseh TV (propiedad de Sadiq al-Ghariani) que el GNA era un gobierno ilegítimo, traidor y títere de los intereses extranjeros. Acto seguido, el portavoz del grupo declaró que sólo responderían ante el Congreso General Nacional y el Gobierno de Salvación de Jalifa al-Ghawil. La ciudad quedó así gravemente fragmentada entre el Consejo Municipal, aliado de al-Sarraj, y el Consejo Militar, radicalmente opuesto a él.
Fakhr Libya. Toma del Aeropuerto Internacional de Trípoli.
En mayo de 2017 resurgieron los combates en Trípoli. Algunos líderes milicianos de Misurata (Salah Badi, Sherikhan) y de ideología islamista (Salah Marghani -Tarhuna-, Said Kuwejil -tuareg-, Salah al-Burki, Khalif al-Sherif -LIFG-, Abu Obeida al-Zawi -Zawiya), así como las Fuerzas Móviles Nacionales de Janzour y la Séptima Brigada de Tarhuna, unieron fuerzas de nuevo en una coalición, denominada Fakhr Libya (Orgullo Libio), para expulsar al Gobierno de Acuerdo Nacional. Su principal base de operaciones estaba al Sur de la ciudad, en los barrios de Khala Furjan, Salahadin y el Aeropuerto Internacional de Trípoli. Los primeros enfrentamientos tuvieron lugar el 12 de mayo.
El 26 de mayo, Salah Badi de la brigada al-Marsa de Misurata intentó sin éxito tomar el Hotel Rixos al-Nasr y el cercano Campamento 77 (su antigua base en la ciudad, antes de ser expulsado por las fuerzas leales al GNA). Los combates después se desplazaron a los barrios de Abu Salim, Hadba y Hay Dimashq, donde la coalición se enfrentó al Consejo de los Mártires de Abu Salim y al Batallón de los Revolucionarios de Trípoli.
Al día siguiente, el Batallón de los Revolucionarios lanzó la contraofensiva definitiva, ocupando los barrios de Salahadin y al-Hadba. El ataque se saldó con 50 muertos y decenas de heridos. En este último distrito se encontraba una importante cárcel que albergaba a numerosos presos del depuesto régimen de Gadafi. La casa de uno de los comandantes de Fakhr Libya, Khalid al-Sharif (miembro del LIFG), que se encontraba en el distrito, fue además demolida en venganza por los hombres de Tajouri. Tras esta derrota, el 28 de mayo las fuerzas de la coalición decidieron abandonar la capital. La brigada Kani intentó negociar con la Guardia Presidencial del GNA la presencia de algunos de sus hombres en el Aeropuerto Internacional, pero esto no fue aceptado por el Batallón de los Revolucionarios, que exigió su retirada definitiva Tarhuna. Así pues, la Guardia se hizo con el control absoluto de las instalaciones. Respecto a los demás combatientes de Fakhr Libya, éstos se refugiaron en las localidades vecinas de Gharyan y Zawiya, a escasos kilómetros de la ciudad, planeando el momento de relanzar la ofensiva.
En julio de ese mismo año se retomaron los combates, cuando un convoy de milicias leales al Gobierno de Salvación Nacional salió de Misurata rumbo a la capital. Después de que el primer ministro al-Sarraj anunciara de que recibirían apoyo internacional en caso de que sus combatientes fueran atacados en Trípoli, los hombres de Fakhr Libya decidieron atrincherarse a medio camino, en la localidad de Garabulli. Salieron a su encuentro las brigadas de Trípoli (TRB, Batallón de Seguridad de Tajoura, Fuerzas de Seguridad de Abu Salim), dando lugar a enfrentamientos en la localidad. El 11 de julio, el Batallón de los Revolucionarios de Trípoli se hizo con el control de la ciudad.
En octubre del mismo año tuvieron lugar nuevos enfrentamientos, si bien no quedaron claros los actores involucrados (posiblemente la brigada al-Kaniyat, el Batallón de los Revolucionarios de Trípoli, o la brigada Salah Marghani, o enfrentamientos internos entre dos milicias del GNA). Quizá de forma relacionada, miembros armados de la tribu warshefana se enfrentaron con efectivos de RADA en las afueras de la capital. Ante la detención de uno de sus líderes (Mabrouk Ahnish), las fuerzas tribales cortaron el agua de la capital durante varias semanas.

#### Intento de reforma de los Acuerdos de Sjirat: Primera reunión Haftar-Sarraj. Crisis diplomática árabe de Catar.

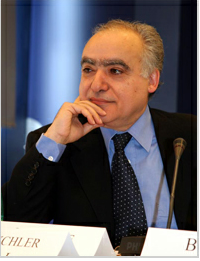
El político franco-libanés Ghassan Salamé, Enviado Especial de la UNSMIL en sustitución de Martin Kobler.

Un año después de la firma de los Acuerdos de Sjirat para la resolución política de la guerra en Libia, la situación distaba de haber mejorado. En este escenario las principales potencias regionales (Túnez, Argelia y Egipto) y mundiales impulsaron la reforma de dichos tratados para avanzar hacia el fin del conflicto.
Una de las primeras medidas fue la sustitución del Enviado Especial de la UNSMIL, Martin Kobler, que fue reemplazado por el político franco-libanés Ghassan Salamé. Esto coincide en el tiempo con el nombramiento de António Guterres como Secretario General de Naciones Unidas y la consiguiente renovación de parte del personal administrativo de la organización internacional. Originalmente se barajó para el cargo de Kobler elegir al político palestino Salam Fayyad, propuesta que la Administración de Estados Unidos rechazó atentiendo a su nacionalidad. América propuso en cambio al americano Richard Wilcox, a lo cual Rusia se opuso frontalmente. Según ciertos rumores, Salamé fue la vigemisonovena persona en ser ofrecida el cargo, todos los anteriores habiendo rechazado en virtud de su complejidad.
La renegociación del acuerdo político se dio en un nuevo escenario en el que Haftar se había consagrado como el hombre más poderoso en el país. Esta nueva realidad política sobre el terreno estaba siendo propulsada por el nuevo gobierno de Emmanuel Macron, principal aliado europeo de militar. El 30 de junio el ministro de Exteriores galo, Jean-Yves Le Drian, declaró que Libia era un Estado fallido y Haftar, parte necesaria de la solución.
Aunque su apoyo internacional menguaba, el Gobierno de al-Sarraj intentó mejorar su posición sobre el terreno, nombrando a Mohamed Haddad (líder la Brigada al-Halbous de Misurata) Comandante Militar de la Región Central y a Osama al-Juweili (Consejo Militar de Zintán) Comandante Militar de la Región Oeste. Zintan, que en 2014 estaba totalmente integrada en la Operación Dignidad, se había distanciado de Haftar conforme este integraba a más figuras del antiguo régimen de Gadafi, lo que fue considerado por los representantes de la localidad como una "traición a la revolución". El punto de inflexión lo marcó en junio la liberación de Saif al Islam Gadafi, hijo del difunto dictador y perseguido por la Corte Penal Internacional por crímenes de guerra, en virtud de una ley de amnistía decretada por la Cámara de Representantes. Esto fue condenado tanto por el Consejo Militar como por el Consejo Municipal de Zintan.
El 3 de mayo tuvo lugar una primera reunión privada entre al-Sarraj y Haftar, auspiciada por los Emiratos Árabes Unidos, la cual tuvo lugar en Abu Dabi. Según filtraciones a la prensa, ambos habían expresado su compromiso con una solución pacífica al conflicto y acordado la celebración de elecciones generales en marzo de 2018. Sin embargo, en ninguna forma el militar se comprometió a trabajar bajo el control de una autoridad civil. Una segunda negociación entre ambos líderes tuvo lugar en El Cairo durante el mes de mayo, si bien no queda claro si llegaron a estar físicamente en la misma sala.
En junio las negociaciones sufrieron un retroceso, coincidiendo con la crisis diplomática de Catar de 2017, en la que la comunidad musulmana se polarizó entre partidarios y detractores de Catar (y de grupos afines como los Hermanos Musulmanes). Aprovechando la formación de un nuevo bloque "antiislamista", Haftar intentó propulsar su figura en el panorama político internacional. Por un lado, el portavoz del LNA aseguró que estaban planeando denunciar al país asiático ante la CPI por su "rol destructivo" en el país y por haber intentado supuestamente asesinar al líder militar. Además, la Cámara de Representantes redactó una lista de 75 personas consideradas como terroristas vinculados a Catar, en la que se incluía a figuras políticas y civiles tales como Mohamed Sowan o Abdulrahman Sewehli. La lista fue condenada como una promoción del odio y de la violencia y contraria a los intentos de reconcilación en el país.
En julio de ese mismo año, Macron logró imponer su nueva agenda política y reunió por segunda vez en menos de tres meses a ambos líderes, los cuales se comprometieron a un alto al fuego que nunca se materializó, y se introdujo la idea de unas elecciones en las que Haftar presuntamente planeaba concurrir. Italia vio con rechazo este intento por parte de Macron de convertirse en mediador internacional del conflicto, en favor de militar.

#### La nueva Administración Trump. Cambios en la política exterior americana.

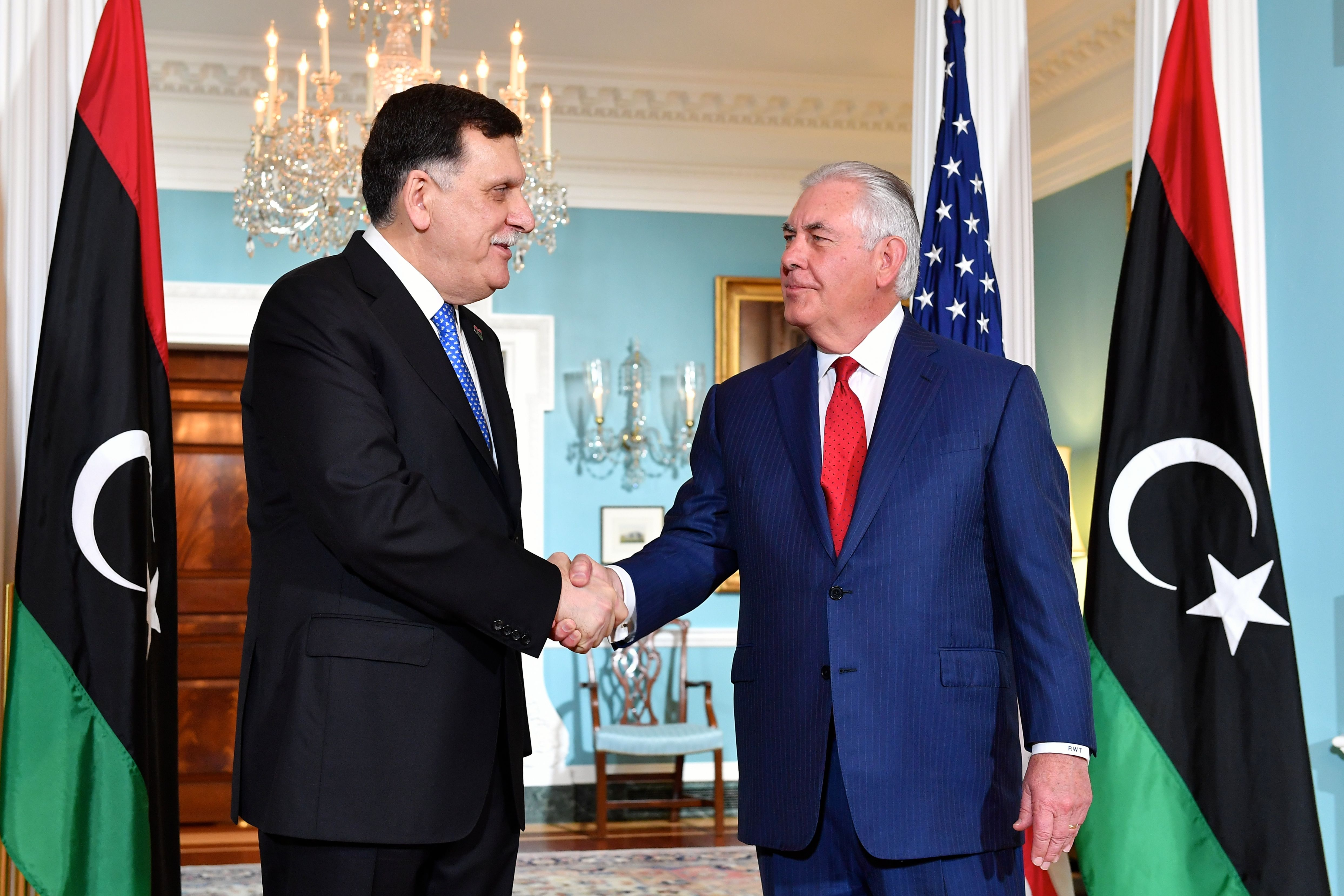
Los EAU y Arabía Saudi presionaron a Trump para que cesara a su Secretario de Estado Rex Tillerson por no apoyar el bloqueo a Catar.

El 20 de enero de 2017, Donald Trump fue inaugurado como presidente de Estados Unidos. Su política exterior pronto se mostraría distinta a la de Obama, especialmente en Oriente Medio. De hecho, él mismo se atribuyó, en una serie de tuits, ser el responsable de la ya mencionada crisis diplomática en Catar, a pesar de los consejos de El Pentágono y del Departamento de Defensa de mantenerse neutral en la contienda.
El 6 de junio, Trump tuiteó: "Durante mi reciente viaje a Oriente Medio expuse que no podía seguir fundándose la Ideología Radical. Los líderes señalaron a Catar – ¡miren!" Hora y media después, expresó que era "bueno ver que la visita al Rey (Salmán bin Abdulaziz) en Arabia Saudi con otros cincuenta países ya está dando resultados. Dijeron que tomarían una posición dura contra la financiación del terrorismo, y todos los indicios señalaban a Catar. ¡Quizás sea éste el principio del fin del horror del terrorismo!"
Plenamente en sintonía con Arabia Saudí y los Emiratos Árabes, pronto se hizo evidente que la Administración Trump no tendría ningún interés en cooperar con el GNA más allá de en la lucha contra el Estado Islámico. En septiembre de 2017, la fuerza aérea norteamericana llevó a cabo su primer bombardeo en Libia durante la presidencia de Trump, eliminado a 17 terroristas en un campamento a 150 km al sur de Sirte. En octubre, un comando de élite se infiltró en territorio libio y arrestó a Ahmed Bukhatallah (alias Mustafa al-Imam), considerado uno de los artífices detrás del asalto al consulado estadounidense en Bengasi en 2012. Además, Trump emitió, el 27 de enero, la Orden Ejecutiva 13769, titulada Protección de la Nación contra la Entrada de Terroristas Extranjeros en Estados Unidos, suspendiendo el Programa de Admisión de Refugiados (USRAP) durante 120 días, así como la entrada de personas de Libia y otros seis países de mayoría musulmana, sin importar el estatus de visado o residencia permanente.
A pesar de la presión, el Estado Islámico siguió llevando a cabo acciones terroristas en todo el mundo, y el 4 de octubre realizó uno de sus más violentos atentados en suelo libio, en el que varios hombres armados y un terrorista suicida atacaron la Corte de Justicia de la localidad de Misrata, matando a 4 (tres de ellos polícias) e hiriendo de gravedad a otras 15 personas. El objetivo del ataque era supuestamente el magistrado Assadik Badi, quien previamente había condenado los actos terroristas del grupo.

#### Crisis migratoria. Nueva política exterior italiana.

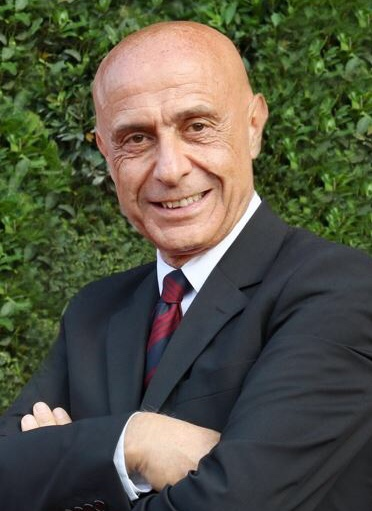
El ministro de Interior italiano Marco Minniti, considerado el estratega detrás de la política exterior italiana en Libia durante el mandato del primer ministro Paolo Gentiloni.

A finales de 2016, el gobierno de Matteo Renzi en Italia llegó a su fin tras el fracaso del referéndum constitucional de diciembre. Fue sucedido por Paolo Gentiloni, quien nombró como ministro de Interior al político calabrés Marco Miniti. Miniti tenía años de experiencia como coordinador de los servicios secretos en diferentes gobiernos de centro-izquierda en Italia, siendo en ocasiones denominado por los medios como el "maestro de los espías" italiano.
En el contexto de la crisis migratoria en el Mediterráneo, cientos de emigrantes del África subsahariana, especialmente Guinea, Senegal, Mali, Níger, Nigeria y Gambia, llegaban a Italia y a otros países europeos desde el Norte de África, especialmente en los meses de verano. En febrero de 2017, Miniti diseñó un plan para poner fin a estos desembarcos; así, se acordó que las autoridades del Oeste de Libia, y en concreto la Guardia Costera, interceptaran todas las embarcaciones que detectaran en sus aguas y devolvieran sus pasajeros a suelo libio. A cambio, éstas recibirían una cantidad de ayudas económicas y materiales que nunca se llegó a determinar con exactitud (en un primer momento, alrededor de los 236 millones de dólares). Supuestamente, algunos de estos pagos fueron a los propios traficantes de personas, a cambio de que cesaran sus actividades. Uno de los nombres mencionados por la prensa fue el de Abu Dabbashi, líder de la llamada Brigada Amu y señalado por la Unión Europea y la ONU como uno de los principales capos del contrabando en el país africano. El clan de Dabbashi llegó a estar cargo de tres "centros de detención" de emigrantes en la localidad de Sabrata. El periódico Il Fatto Quotidiano describió el clan Dabbashi como el principal aliado de Italia en la zona: "Roma ha negado siempre su conexión con la familia, pero son ya demasiadas las investigaciones periodísticas que demuestran los beneficios obtenidos por los Dabbashi después de la firma del Memorandum of Understanding entre Italia y Libia en febrero de 2017". Por otro lado, el periódico italiano Avvenire obtuvo en 2019 imágenes de una reunión entre las autoridades italianas y el traficante Abd al Rahman al Milad (alias Bija) que tuvo lugar el 11 de mayo de 2017 en Catania (Sicilia).
Desde un punto de vista estratégico el acuerdo fue enormemente exitoso, en cuanto que el número de emigrantes en la ruta Libia-Italia se redujo en torno al 80 %. Sin embargo, al obligar a los emigrantes a buscar rutas menos securas para burlar las medidas de control, se produjo un repunte en el número de muertes por naufragio en el Mediterráneo. Además, varias entidades, incluida de la propia Naciones Unidas, denunciaron las violaciones sistemáticas de Derechos Humanos que los emigrantes retenidos estaban sufriendo a manos de sus captores libios. En noviembre de 2017, el grupo periodístico americano CNN logró infiltrarse y publicar un vídeo que mostraba a algunas de estos emigrantes siendo subastados como esclavos, por precios de en torno a los 400 dólares por persona. El vídeo tuvo difusión internacional, siendo condenado tanto por la Unión Africana y varios gobiernos del continente, así como por el Consejo de Seguridad de Naciones Unidas. A nivel ciudadano, el vídeo fue recibido con manifestaciones en varias ciudades del mundo como París o Nueva York, y fue denunciado por famosos, como por ejemplo los futbolistas Paul Pogba y Cedric Bakambu.
En 2018, durante el gobierno de Giuseppe Conte, Miniti fue sucedido como ministro de Interior por el político de extrema derecha Matteo Salvini, que mantuvo y reforzó la política de cooperación con Libia para frenar el flujo de emigrantes. Para finales de 2019, el acuerdo ya había supuesto la interceptación de al menos 36 000 emigrantes en las costas libias, siendo la intención del Gobierno italiano prolongarlo también en 2020. De estos emigrantes, se estima que al menos 4.500 fueron después detenidos en centros oficiales del Gobierno libio, mientras que otros tantos de miles fueron concentrados en instalaciones no oficiales, donde sufrieron lo que la ONU describió como "horrores imaginables", tales como violaciones, torturas, trabajos forzosos y extorsión.

#### Batalla de Sabrata.
En septiembre de 2017 comenzaron combates entre dos grupos locales por el control de la localidad de Sabrata en el Oeste de Libia. A pesar de que la narrativa empleada era la de la lucha contra el terrorismo, bien parece responder a tensiones y desequilibrios políticos florecidos después de que Italia comenzara a financiar a uno de los grupos de la ciudad, la ya mencionada Brigada Amu del clan Dabbashi, vinculada con el tráfico de personas y el contrabando. A ella se enfrentaba la Sala de Operaciones contra el Estado Islámico (AIOR por sus siglas en inglés), formada en agosto de ese mismo año por el militar Omar Abdul Jalil con el respaldo del alcalde Hassen Dhawadi. En un principio no estuvo claro cuál era la afiliación del grupo en la guerra civil entre el GNA y el LNA; se aseguró que estaba buscando apoyo económico del Consejo Presidencial del GNA, y también que estaba formada por partidarios del difunto Gobierno de Salvación. También se la describió como una fuerza cercana al LNA, compuesta por soldados de Al-Jmail, Rigdaleen y Zintan. Lo cierto es que, formalmente, ambos grupos estaban afiliados al GNA, si bien el Ejército de Haftar trató de seducir el AIOR hacia sí describiéndola como una fuerza aliada "en la lucha contra los Hermanos Musulmanes".
El 6 de octubre el AIOR logró hacerse con el control efectivo de la ciudad, obligando a los miembros de la Brigada Amu Dabbashi a retirarse. Durante la ofensiva, aviones de la base de Watiya (LNA) auxiliaron a las fuerzas de Abdul Jalil. Con el bando ganador ya identificado, el primer ministro Fayez al-Sarraj se posicionó por fin de forma inequívoca en favor del AIOR, felicitándoles por su victoria en la ciudad. El 11 de septiembre Sarraj en persona se desplazó a la localidad con el Mayor general del Ejército del GNA, Abdulrahman Al-Tawil, y el jefe de la Guardia Presidencial, el Mayor general Najmi Al-Nakua, describiendo al AIOR como una fuerza formada por "los hijos de Sabrata" luchando contra "criminales y bandidos". A pesar de todo, el AIOR cada vez se fue distanciando más del GNA y con el paso del tiempo llegó a considerársela como aliada del LNA, obligando al GNA a posicionarse de nuevo a favor de las fuerzas que su propio primer ministro había descrito como bandidos.

### 2018

#### Ataques terroristas del Estado Islámico
En 2018 el Estado Islámico, que el año anterior había perdido gran parte de su control territorial en Libia, cambió sus estrategias y empezó a llevar a cabo decenas de atentados terroristas. El 9 de febrero tuvo lugar un atentado en la mezquita Saad Ben Obadah de Bengasi, si bien este no fue reivindicado por ningún grupo. La explosión causó dos muertos y 75 heridos. El 2 de mayo el Estado Islámico atacó (reivindicando el ataque) la sede de la Alta Comisión Electoral Nacional en Trípoli, matando a 16 personas e hiriendo a otras 20, además de provocar grandes daños materiales. En agosto de ese mismo año, después de la difusión de un audio del autoproclamado califa al-Baghdadi llamando a la violencia,siete miembros de las fuerzas de seguridad del país fueron asesinados en un atentado con bomba en un punto de control al este de Trípoli, provocando además 10 heridos. El 10 de septiembre el grupo atacó, también en Trípoli, la sede de la compañía nacional de petróleo, tomando a varios trabajadores como rehenes y ejecutando al menos a dos de ellos. El 25 de noviembre el ISIS atacó la localidad de Tazirbu, en el desierto libio, matando a 9 policías y secuestrando a 11. El 25 de diciembre el grupo atacó de nuevo la capital, en esta ocasión enviando hombres armados a la sede del Ministerio de Asuntos Exteriores. Al menos tres personas fallecieron y otras 10 resultaron heridas.

#### Segunda campaña del LNA en el Fezán. Enfrentamientos tribales en Sabha

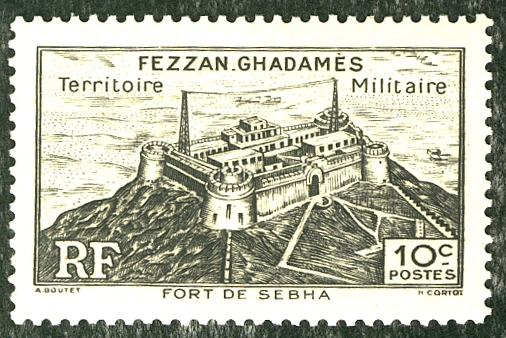
El histórico fuerte de Sebha, objeto de los combates en abril y mayo de 2018.

A pesar de que en junio de 2017 el LNA se había hecho con el control de la región del Fezán, su presencia se limitaba a posiciones estratégicas. En febrero de 2018 repuntaron los asesinatos por venganza entre ciudadanos de las etnias tebu y árabe (tribu Awlad Suleiman), a pesar de que los líderes de ambos grupos habían pactado en Roma en 2017 un acuerdo internacional de paz. En marzo de ese mismo año comenzaron los enfrentamientos armados, en los que el GNA se posicionó a favor de la tribu Awlad Suleiman y sus fuerzas (la denominada "Brigada Sexta"), acusando a los atacantes de ser mercenarios chadianos. Días más tarde, no obstante, el primer ministro al-Sarraj ofreció una mediación para un alto al fuego. Respecto al LNA, éste se posicionó también a favor de las fuerzas de los awlad suleiman, anunciando además la formación de tres unidades de refuerzo (Brigada de tanques 205.ª, Brigada de artillería 311.ª y Brigada de infantería 138.ª).
Paralelamente, la Brigada Tarik Ben Zeyad del LNA, de ideología islamista radical y comandada por Sulieman Al Wahidi Al Si’aiti, inició una operación para reforzar su presencia en el Sur del país, incluida Cirenaica, bajo el pretexto de expulsar a los combatientes  "extranjeros africanos" que estaban en Libia. En efecto, desde 2015 numerosos grupos como el Front pour l’Alternance et la Concorde au Tchad (FACT), el Movimiento Justicia e Igualdad (JEM) o el Movimiento de Liberación de Sudán habían establecido bases en el país. El 15 de marzo el LNA llegó a la ciudad de Kufra, donde la tribu tebu también estaba enfrentada con otra tribu árabe (zuwaya). El LNA se posicionó en contra de los tebu, poniendo al mando de la localidad al mando al militar zuwaya Belgasim al-Abaj, partidario de Gadafi durante la guerra de 2011. El militar al-Mabrouk al-Gazwie, que antes controlaba Kufra, fue en cambio seleccionado para hacerse con el control de Sebha. Finalmente, Ahmed Mohammed Salim al-Ataibi, que antes controlaba Sebha, fue nominado como comandante en jefe de la Brigada Sexta, a pesar de que el grupo no había expresado aún su intención de integrarse en el LNA Sin embargo, este se negó a particiar en la ofensiva, siendo una vez más reemplazado por Khalifa Abdulhafeed Khalifa Omar.
El 24 de marzo los refuerzos de LNA llegaron a los aeropuerto de Brak Al Shatti y Tamenhint, en las proximidades de Sebha, los cuales estaban en manos de los partidarios de Haftar desde mayo del año pasado. Ante la inminente llegada de los militares, fue el 10 de abril cuando la Brigada Sexta aceptó la oferta del LNA y se declaró parte del Ejército fiel a Haftar. El GNA en cambio siguió llamando a la desescalada y a la negociación del conflicto. El 14 de mayo las fuerzas tebus lograron hacerse con el control del histórico fuerte de Sebha, el cual estaba siendo usado, según sus declaraciones, como nido de francotiradores por la Brigada Sexta para atacar sus posiciones en la ciudad. Con el paso de los días, los combates fueron perdiendo intensidad.

#### Batalla de Derna y tercera escaramuza en el Golfo de Sirte.
Batalla de Derna.
Desde agosto de 2017, el LNA impuso un cerco en la ciudad de Derna, que llevaba un año bajo el control del Consejo de la Shura de los Muyahidines después de que el grupo se hicieron con la localidad al expulsar al Estado Islámico. Ya en ese momento comenzaron los bombardeos aéreos sobre la ciudad, que fueron llevados a cabo por aviones de la Fuerza Aérea Egipcia. En mayo de 2018, el LNA lanzó finalmente una ofensiva terrestre para hacerse con el control completo del municipio. A los pocos días del conflicto, el Consejo de la Shura se disolvió y fue remplazado por las Fuerzas de Protección de Derna (FPD), agrupando también a combatientes no islamistas que se oponían a Haftar.
Los enfrentamientos de mayor intensidad concluyeron el 28 de junio de 2018, cuando el LNA declaró el control completo de la ciudad, a excepción de la parte vieja. A pesar de que las FPD habían perdido a todos sus líderes, dejando de existir formalmente como grupo, los combatientes supervivientes siguieron enfrentádose al LNA durante los meses de julio y septiembre.
El fin definitivo de los combates no llegaría hasta el año siguiente cuando, el 12 de febrero, los restantes 46 combatientes de Derna se rindieron por completo al LNA.
Tercera escaramuza en el golfo de Sidra.
Aprovechando la batalla de Derna, las Brigadas de Defensa de Bengasi y la Guardia de las Instalaciones Petróliferas de Ibrahim Jadhran (que se había liberado de su arresto) intentaron por tercera vez, a pesar de los fracasos en diciembre de 2016 y en marzo de 2018, acerse con el control de los pozos petrolíferos en Ras Lanuf y al-Sidra. Dos semanas antes, las BDB habían intentado también retomar el aeropuerto de Taminhent, siendo igualmente derrotadas.
En el primer día de enfrentamientos los atacantes lograron tomar las instalaciones, muriendo 20 de éstos y 14 
miembros del LNA. El LNA comenzó los bombardeos aéreos en la zona el 16 de junio, y el 21 de junio retomaron el contro de los pozos. Tras hacerse con su control, el LNA mantuvo los pozos cerrados durante varias semanas, tratando de presionar así al Presidente del Banco Central Libio para que respaldara a Haftar. Después de que se publicara una carta firmada por el presidente estadounidense, Donald Trump, amenazando con tomar acciones diplomáticas contra los responsables de la escasez de crudo, el LNA decidió devolver el control de las instalaciones a los funcionarios de la compañía nacional de petróleo.

#### Resurgimiento de los combates en Trípoli. La brigada al-Kani de Tarhuna.
Como ya se ha mencionado, en el primer semestre de 2017 se formó una nueva coalición (Fakhr Libya) por milicias islamistas y de las localidades de Misurata y de Tarhuna para tratar de arrebatar el control de la capital al GNA. En 2018 se produjo un nuevo intento, si bien en esta ocasión la mayoría de los ataques fueron llevados a cabo por la brigada al-Kani de Tarhuna. Los habitantes de la ciudad, miembros todos de la tribu homónima, habían sido en su mayoría partidarios de Gadafi, también durante la guerra de 2011. Su relación con las nuevas autoridades era, por tanto, bastante tensa.
El brazo armado de la ciudad era la brigada al-Kani o al-Kaniyat (oficialmente Brigada Séptima), derivando su nombre de la familia al-Kani que en 2013 fundó la organización. Cinco de los hermanos Kani dirigían el grupo, siendo Abdul Khaliq Khalifa al-Kani el líder político y tribal, Mohammed Khalifa al-Kani el jefe del Consejo Militar de la ciudad, y Muhsin Khalifa al-Kani el comandante efectivo de la Brigada. Los otros hermanos estaban a cargo de los bancos y de la seguridad de la ciudad.
Ya en enero de 2018, el grupo intentó, sin éxito hacerse con el control de la localidad de Garabulli, en las proximidades de Trípoli. Sin embargo, los combates de mayor intensidad tuvieron lugar en agosto, cuando el grupo, desde sus posiciones en el sur de Trípoli (el barrio de Qasr Ben Gashir, cuyo control mantenían desde la última ofensiva el año anterior) lanzó un ataque sorpresa para avanzar a los distritos de Khallat Furjan, Ayn Zara, Wadi Rabea y Salahadin. El mayor logro fue lograr conquistar el "campamento Yarmouk", que sin embargo sólo mantuvo durante entre el 27 y el 29 de agosto. Al cabo de los días se unió a los enfrentamientos la brigada de Misurata comandada por Salah Badi, en favor de los milicianos de Tarhouna. A pesar de varios intentos de tregua, los combates continuaron, causando principalmente muertes civiles que fueron condenadas por Naciones Unidas.
Ante la continuación de los combates en septiembre, el primer ministro al-Sarraj ordenó por decreto la creación de tres nuevas brigada (Militar Occidental, Militar Central, y Contraterrorismo) para garantizar la seguridad en la capital y en sus alrededores. El 3 de septiembre, como resultado de los desórdenes por los combates, 400 prisioneros lograron escapar de la cárcel de Ayn Zara. El 20, las fuerzas de Salah Badi se hicieron con el control del campamento Hamza en el barrio de Mashora al-Hadba, arrebandato su control al Consejo Militar de Abu Salim. También el campamento Naqliya, previamente en manos de la Brigada 301.ª (al-Halbous) cayó en manos de las fuerzas de Tarhouna. El major-general Mohammed Haddad, uno de los principales líderes militares del GNA, fue brevemente secuestrado, pero apareció herido de levedad en las afueras de una granja en Misurata.
Según Naciones Unidas, un total de 2000 familias se vieron desplazadas a causa de los combates. Respecto a los daños patrimoniales, los continuos bombardeos explotaron un generador de energía, resultando en cortes de luz generalizados en toda la ciudad, y, además, se destruyó parte del Aeropuerto de Mitiga. Finalmente, el 25 de septiembre los ataques terminaron gracias a un alto al fuego media por la ONU, y los atacantes abandonaron todas las posiciones que habían controlado dentro de la ciudad.
El 7 de octubre, el primer ministro al-Sarraj nominó al político de Misurata Fathi Bashagha como su nuevo ministro de Interior, con la esperanza de que su nombramiento sirviera para rebajar las tensiones con las brigas de dicha localidad que habían estado atacando a Trípoli con la Brigada al-Kani. Además, se tomó el control directo por parte del Gobierno del puerto de Trípoli y del aeropuerto de Mitiga, los cuales estaban antes confiados a la Brigada Nawasi.
El 15 de noviembre la Brigada al-Kani intentó posicionarse de nuevo en la periferia sur de Trípoli, en el barrio de Qasr Bin Ghashir, donde se enfrentaron con la Brigada Central de Abu Salim, poniendo en peligro la continuidad del alto al fuego. Uno de los miembros de la familia al-Kani resultó herido, y fue evacuado a Marsella, Francia.

#### Conferencia de París de mayo de 2018. Acuerdo de elecciones presidenciales.

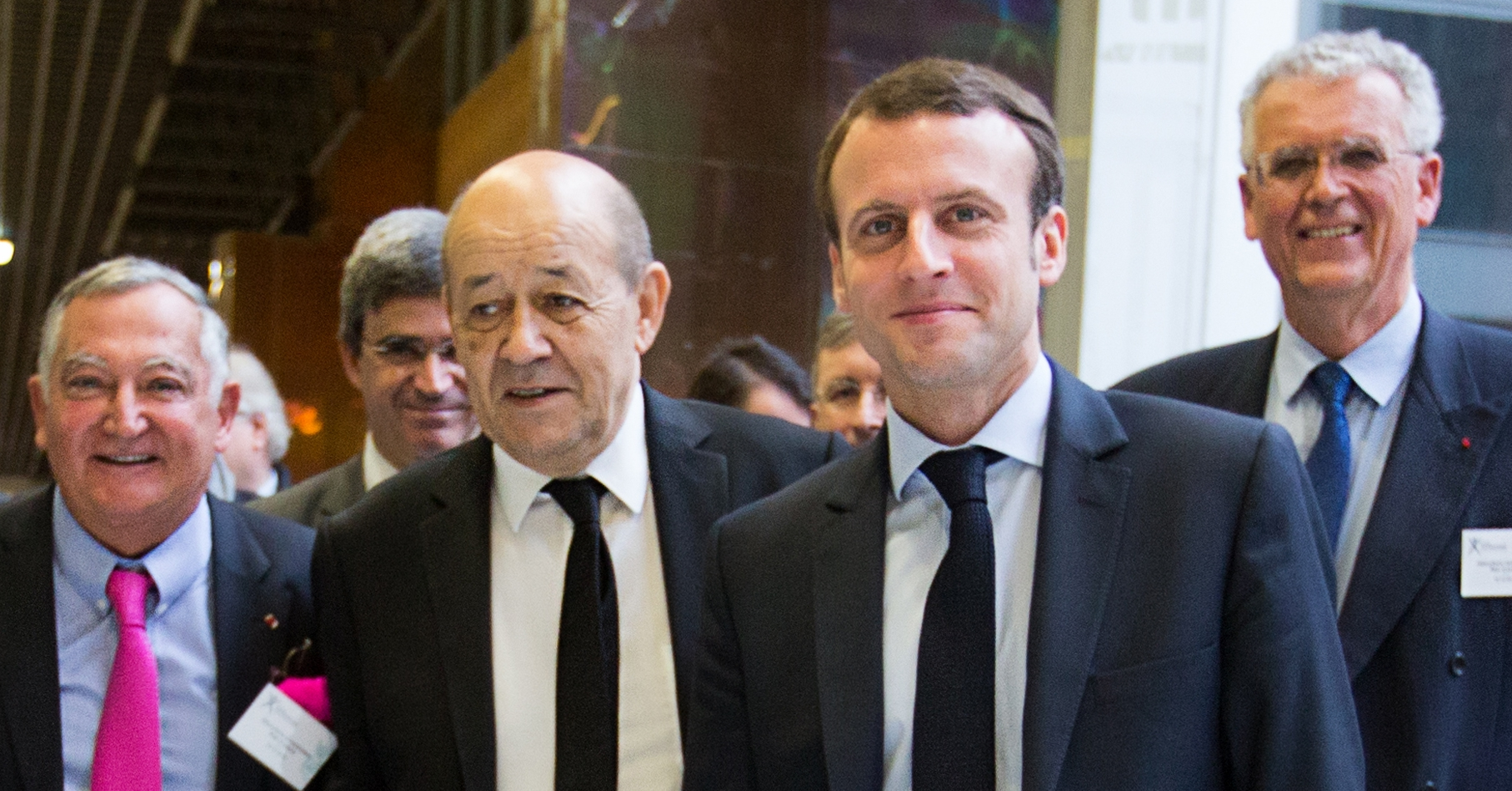
El ministro de Exteriores francés, Jean-Yves Le Drian, con el presidente Emmanuel Macron. Le Drian se convirtió en el principal valedor de Haftar en Europa

La última semana de mayo de 2018 tuvo lugar una conferencia internacional en París, auspiciada por el presidente francés Emmanuel Macron y su ministro de Asuntos Exteriores, Jean-Yves Le Drian, los cuales se habían convertido en los principales valedores del general Haftar y de su LNA en Europa. El objetivo de las reuniones era tratar de buscar una resolución al conflicto, y, paralelamente, consagrar al militar como una figura política de primera línea en el país. Así, se buscó un acuerdo cuatripartito entre el primer ministro Fayez al-Sarraj, el presidente de la Cámara de Representantes Aguilah Issa, el presidente del Consejo de Estado Superior Khalid al-Mishri y el propio Haftar, a pesar de no tener ningún rol constitucional válidamente reconocido. Esta fue la segunda vez que al-Sarraj y el militar, líderes de los bandos enfrentados, se vieron en persona. Respecto a al-Mishri, este llevaba apenas un mes en el ejercicio de su cargo, en sustitución del político Abdulrahman Sewehli. Al-Mishri se negó a dar a la mano a Haftar durante el encuentro, precisamente alegando que no tenía ningún cargo legalmente válido que justificara su presencia en la reunión.
El acuerdo alcanzado —que con el paso del tiempo nunca se materializaría— establecía una hoja de ruta para la celebración de elecciones el 10 de diciembre de ese mismo año, y se fijaba el 16 de septiembre como fecha límite para haber llevado a cabo todas las reformas constitucionales y de la ley electoral para hacer posibles los comicios. El documento fue respaldado por los cuatro actores, pero ninguno de ellos se comprometió a firmarlo. En realidad, el principal beneficiado por el acuerdo sería el militar Haftar, al cual se le allanaba una ruta constitucional para convertirse en líder del país a través de las elecciones. Las reuniones se concluyeron con una cumbre internacional el 29 de mayo en la que estuvieron presentes 24 organizaciones itnernacionales y cinco jefes de Estado africanos. El enviado especial de Naciones Unidas, Ghassan Salamé, respaldó el documento, si bien expresó los muchos retos que se presentaban para la consecución de sus objetivos. Desde Italia el acuerdo fue visto con malos ojos, como un intento por parte de Francia de dictar unilateralmente la hoja de ruta europea respecto a Libia.

#### Conferencia de Palermo de noviembre de 2018.

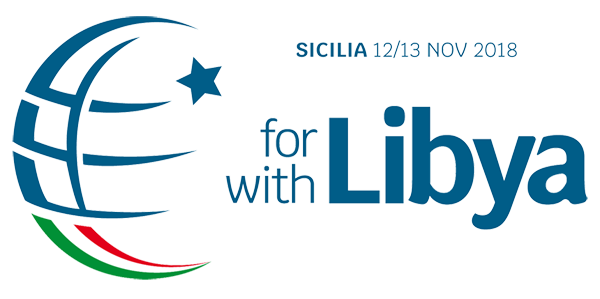
El logo de la Conferencia de Palermo celebrada en noviembre de 2018. Italia intentó sin éxito arrebatar a Francia el control de la agenda internacional en la crisis libia

Si la conferencia de París de mayo de 2018 había sido vista como un intento por parte del gobierno francés de Macron de tomar el control de la agenda internacional sobre Libia en favor del general Haftar,
en noviembre de 2018 el gobierno italiano de Giuseppe Conte intentó revertir la situación a su statu quo organizando una conferencia en la ciudad siciliana de Palermo. El gobierno de Conte había colaborado previamente con el GNA, al menos en materia migratoria y en la lucha contra el terrorismo, y además era receloso de la intervención francesa en un país que históricamente se ha considerado dentro de la esfera de influencia italiana. Además, ambos países tenían intereses enfrentados por el control del petróleo. En cualquier caso, Italia no había respaldado militarmente al GNA, como sí lo había hecho Francia con los militares leales a Haftar. El 17 de septiembre Conte se había reunido por primera vez en Italia con el primer ministro al-Sarraj, el cual se desplazó a Roma.
En un primer momento, Haftar, que sí había participado en las negociaciones controladas por Francia, no quiso someterse a la mediación italiana. Días antes del encuentro, se desplazó nuevamente a Moscú para recibir consejo de sus aliados, donde fue recibido por el ministro de Defensa, Serguéi Shoigú. Tras la recomendación del Kremlin, el militar acabó finalmente accediendo a reunirse con Conte y al-Sarraj el 12 de noviembre, un encuentro que sin embargo no conllevó cambios significativos.
El mes siguiente, sería el propio Conte el que se desplazara a Trípoli y a Bengasi para reunirse con ambos líderes. Las reuniones no trajeron consigo ningún avance, y lo único que se acordó era posponer la fecha de las elecciones que se había pactado en París, por no haberse llevado a cabo ninguno de los preparativos necesarios. Meses más tarde se desvelaría que la verdadera intención del LNA era tomar militarmente el poder haciéndose con el control de Trípoli. Desde noviembre de 2018 se iniciaron también los procedimientos para aprobar una constitución definitiva en referéndum en 2019, siendo redactado un borrador por la Alta Comisión Electoral Nacional, que sin embargo también se verían frustrados por la ofensiva.

### 2019

#### Ofensiva definitiva del LNA en Fezán.

Mapa, en inglés, detallando los avances del LNA en Fezán a principios de 2019.

A pesar de los intentos por parte de Italia de mediar un alto al fuego a finales de 2018, y el compromiso de unas elecciones, 2019 comenzó con una ofensiva del LNA en el Fezán, una región que ya estaba en buena parte controlada por fuerzas que habían declarado su lealtad al grupo, para hacerse con el control definitivo. Más tarde se pondría en evidencia que esta era la antesala a la ofensiva de Trípoli, y parte del intento del general Haftar por hacerse con el control de todo el país de forma violenta. Según fuentes consultadas por Al Jazeera, Rusia había financiado la ofensiva a cambio de que la explotación de los pozos petrolíferos de la zona fueran adjudicados a empresas rusas después de su conquista.
El LNA comenzó a tomar posiciones en torno a la ciudad de Sebha el 15 de enero. Tras un ultimátum, empezaron las hostilidades del Ejército Nacional para derrotar a las fuerzas locales tebu, las cuales contaban con el apoyo de elementos del GNA, acuertelados en el aeropuerto de la ciudad. A los pocos días, el 4 de febrero, el LNA se hizo con el control de la ciudad. Las fuerzas vinculadas al GNA denunciaron al primer ministro al-Sarraj por no haberles brindado ningún apoyo, resultando en su retirada. Según el periódico The Libya Observer, los soldados del LNA saquearon viviendas en la localidad tras hacerse con su control.
Con la capital regional bajo su control, la Fuerza Aérea Francesa empezó a bombardear militantes tebu, supuestamente chadianos, en la zona fronteriza con este país, a petición del Gobierno de Yamena (los tebu son una tribu nómada negra). Ante la inminente derrota, el GNA intentó crear una coalición entre los principales grupos tribales del Sur de Libia (los tebu y los tuaregs) para que defendieran la región de las fuerzas del Este. Se encomendó el liderazgo de esta inusual alianza al militar tuareg Ali Kanna, quien ya había pactado su colaboración militar con el gobierno de Gadafi durante la guerra de 2011.
El siguiente objetivo del LNA fueron los pozos petrolíferos de la zona, y, en primer lugar, el pozo de al-Sharara, una de las principales fuentes de ingreso del país junto con los campos de crudo en el Golfo de Sidra. El 9 de febrero Haftar declaró el Sur de Libia una zona de exclusión de aérea, asegurando que todo avión que entrara en la región sería derribado. El 11 de febrero el LNA logró hacerse con al-Sharara sin sufrir bajas, comenzando su avance hacia el segundo campo (el-Feel), en manos de brigadas tebu. Éstas también resistían el avance enemigo en la ciudad de Murzuq. El 21 de febrero el pozo cayó en manos del LNA. En marzo, el gobierno chadiano declaró el cierre de fronteras con el país, una medida simbólica sin aplicación en el vasto desierto para disuadir a los aliados de los tebu de acudir en su auxilio.
En abril, las fuerzas del LNA disminuyeron su presencia directa en la zona, dirigiéndose a Trípoli para reforzar la ofensiva sobre la capital, si bien siguieron los combates indirectamente a través del apoyo del Ejército Nacional a la tribu árabe al-Ahali, cuyos milicianos lograron hacerse con el control de Murzuq. Los tebu intentaron retomar el control de la localidad en agosto, a lo que el LNA respondió bombardeando la ciudad, en un ataque que se cobró la vida de al menos 43 civiles. A pesar de las bombas, los tebu lograron expulsar a los combatientes en agosto. En noviembre de 2019, los tebu también lograron recuperar brevemente el control del campo petrolero de El-Feel, pero fueron rápidamente expulsados por miembros de la tribu Hasawna —antiguamente aliados con el GNA— de la Brigada 177.º y de la milicia salafista tebu Khalid Bin Walid.
El principal beneficiado de la ofensiva del LNA fue el Estado Islámico, que aprovechó el caos en la zona para retomar sus actividades. De hecho, el 9 de abril realizaron una escaramuza en la localidad de Fuqaha. Para septiembre de 2019, EE. UU. ya había llevado a cabo tres ataques aéreos en la zona como consecuencia de la creciente presencia del grupo.
En septiembre de 2020, el Consejo Supremo Tebu nombró a al-Huzah Fawzi como su líder, un hombre descrito como conciliador y que gozaba de buenas relaciones con Haftar. Ese mismo, el LNA consiguió localizar y neutralizar al líder del Estado Islámico en el Norte de África, Abu Abdullah al-Iraqi.

#### Ofensiva delEjército Nacional Libiodel general Haftar sobre Trípoli.

Situación en Trípoli antes de la ofensiva. En verde el territorio libio controlado por el Gobierno de Acuerdo Nacional; en rojo el controlado por el LNA.

Antesala de la ofensiva. Apoyo militar ruso, saudí, emiratí, egipcio, sudanés y francés al LNA.
Los continuos ataques de la Brigada al-Kani sobre Trípoli en 2018, con el apoyo de fuerzas de Misurata, pusieron de manifiesto la fragilidad del GNA en la propia capital. Ante la amenaza externa, se intentó crear una estructura que integrara a las principales milicias de la ciudad (el Batallón de los Revolucionarios de Trípoli, el Consejo Militar de Abu Salim, la Brigada Nawasi y la Brigada Bab Tajoura). El nuevo grupo se llamó "Fuerza de Protección de Trípoli". Para otros comentaristas, el objetivo detrás de la gran coalición de milicias era, en cambio, mantener su poder de negociación frente a los intentos del ministro de Interior Bashagha de reforzar su control sobre éstos en caso de una nueva ofensiva enemiga. De hecho, se extendieron rumores de que el líder del Batallón de los Revolucionarios, Haitham Tajouri, había negociado con Emiratos Árabes Unidos tras una larga estancia en Dubái aliarse con el LNA si este lograba entrar en Trípoli. Tajouri trataría así de evadir los intentos de Bashagha de disolver las fuerzas milicianas, paradójicamente aliándose con Haftar, quien prometía "liberar" la ciudad de las bandas armadas.
Ya en diciembre de 2018, el LNA había empezado a hacer sus primeros avances hacia la capital, con el pretexto de combatir a las Brigadas de Defensa de Bengasi en el golfo de Sidra. El 19 de diciembre se hicieron con el control del Castillo de Saddada, en las proximidades de Misurata. Respecto a la Brigada al-Kani, ésta retomaría en enero su avance sobre Trípoli, en violación del alto al fuego acordado por Naciones Unidas. Se produjeron así los primeros enfrentamientos con la recién creada Fuerza de Protección de Trípoli. 
El centro de mando para la ofensiva sería la Base Aérea al-Watiya, la cual estaba a menos de 200 kilómetros de Trípoli. La base llevaba controlada por fuerzas de Zintan afines al LNA desde la guerra de 2011, y también sirvió como eje de las operaciones en la batalla de Trípoli de 2014 en los inicios de la Operación Dignidad. El segundo aeropuerto más cercano en manos del LNA era el de Jufra, a 500 km de la capital. Para planificar la ofensiva, el LNA utilizó lo que el analista Tarek Megrisi del ECFR denominó un "equivalente militar del esquema Ponzi", prometiendo a los grupos grandes beneficios a cambio de poca inversión. Los primeros interesados fueron los líderes tribales de Tarhuna, que convencieron a la familia al-Kani de unir sus fuerzas con Haftar en vez de intentar avanzar sobre la ciudad por su cuenta. Así, la Brigada al-Kaniyat pasó a convertirse en la Brigada Novena, a su vez dependiente de la Brigada 20 bajo el mandato del comandante Abdelwahab al-Magri. Los líderes tribales del clan Tarhouna también ejercían su influencia sobre los barrios de Ayn Zara, Wadi Rabea y Qasr Bin Ghashir en Trípoli, garantizando al militar una rápida vía de acceso al corazón de la ciudad. Igual de estrátegica sería la localidad de Bani Walid; el consejo de ancianos del municipio dijo querer mantener la neutralidad, pero sin embargo aceptó que la ciudad sirviera de nodo entre Tarhuna y el Este del país. Además, el Batallón 52 con base en la zona expresó su intención de unirse a la ofensiva. Bani Walid era el hogar de la poderosa tribu warfalla (millón y medio de habitantes) y uno de los principales bastiones de Gadafi durante la guerra de 2011. Ambas ciudades recibieron pagos millonarios y recursos, incluido petróleo, del Este de Libia a cambio de su participación en el ataque. Finalmente, el LNA pactó con las fuerzas del islamista Adel Daab, antiguo miembro de la coaliación Fajr Libya con la que el propio Ejército Nacional se había enfrentado en 2014, permitir su entrada a la localidad de Gharyan, el otro punto de acceso a la Trípoli por el sursureste de la capital junto con Tarhuna.

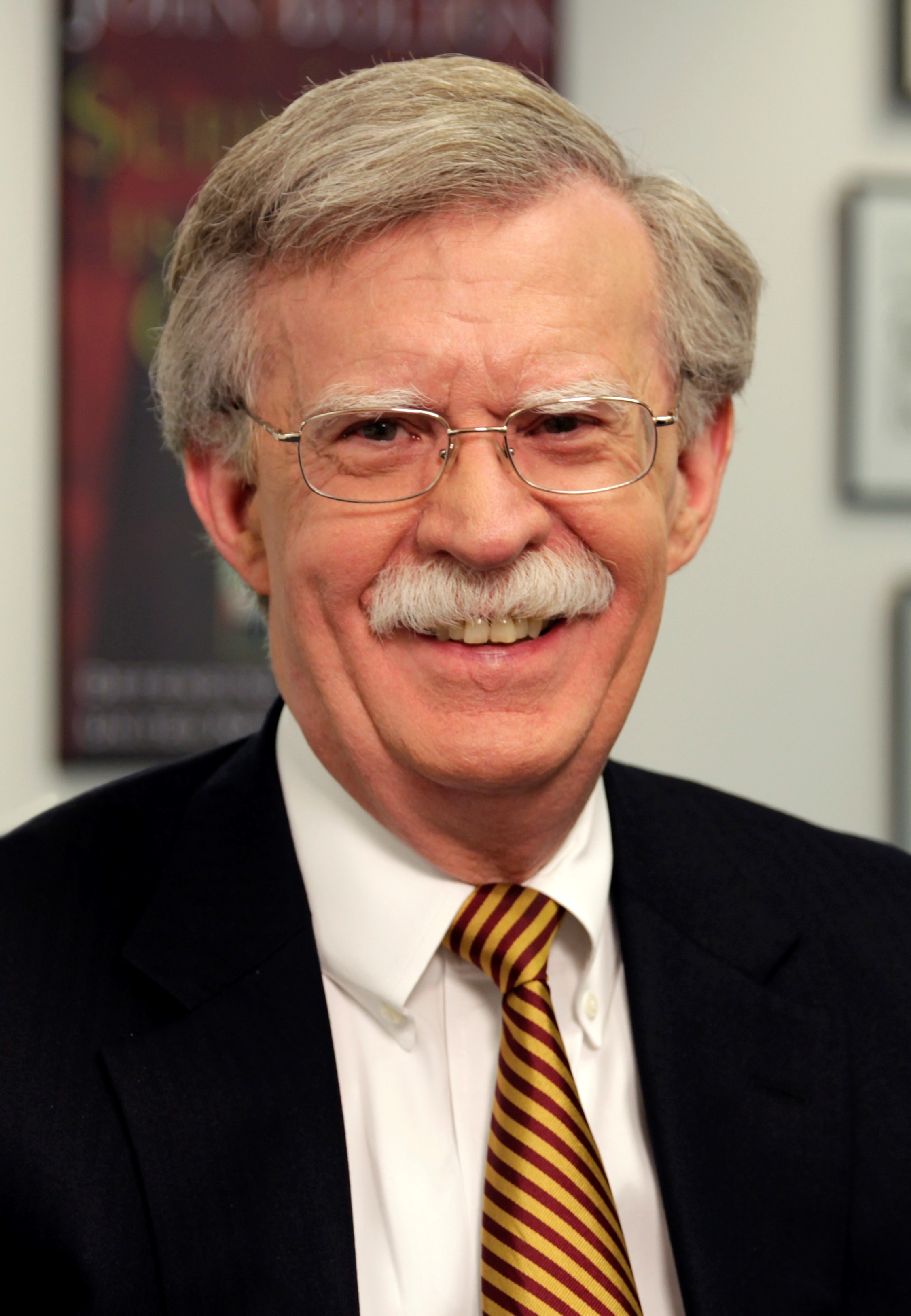
El Consejero de Seguridad estadounidense, John Bolton, bendijo la ofensiva del LNA. "Do it quickly" (hazlo rápido), le dijo en una conversación telefónica al general Haftar.

A nivel internacional, la inminente ofensiva fue bendecida por el halcón estadounidense John Bolton, el famoso diplomático iliberal americano que ascendió temporalmente al cargo de Consejero de Seguridad Nacional en Estados Unidos durante la era Trump. En una llamada telefónica con el militar libio, Bolton expresó que la única preocupación de la Casa Blanca era que la ofensiva no se prolongara en el tiempo: "If you want to attack, do it quickly" (Si vas a atacar, hazlo rápido). Además del apoyo político americano, un informe de Naciones Unidas denunció la presencia, desde finales de 2018, de al menos 2.500 mercenarios contratados por la compañía rusa Wagner, con conexiones al presidente Vladímir Putin, para reforzar a Haftar. También según Naciones Unidas, el nuevo gobierno sudanés, en el poder tras derrocar a Omar al-Bashir, envió a Libia al menos 3.000 paramilitares yanyauid, la milicia liderada por Mohamed Hamdan Dagalo y responsable de numerosas violaciones de Derechos Humanos en Darfur, en apoyo al LNA y a su aliado común, los Emiratos Árabes Unidos. Por su parte, Arabia Saudí envió al LNA "decenas de millones" de dólares para financiar la ofensiva, según una investigación del Wall Street Journal. La ONU denunció la entrega de armas al Ejército Nacional por parte de los gobiernos de Jordania y Emiratos Árabes, violando el embargo impuesto por el Consejo de Seguridad  "de forma rutinaria y flagrante". Una investigación de Al-Jazeera con imágenes satelitales demostró la acumulación de material militar en la frontera entre Egipto y el Este Libia, y la construcción de una carretera para comunicar la Base Aérea de Othman en Siwa directamente con el país vecino. Además, un Boeing C-32 estableció un puente aéreo entre dos bases militares de ambos países, supuestamente transportando material militar. Junto con la citada ya base militar emiratí establecida dentro del propio territorio libio desde 2016 (Aeropuerto Militar de al-Khadim), un informe de Naciones Unidas denunció que Dubái había enviado, sólo en enero de 2020, 37 vuelos con material militar para el LNA, logrando violar el embargo de Naciones Unidas a través de varias empresas fantasma en Kazajistán y las Islas Vírgenes Británicas. Además, los técnicos emiratíes se hicieron cargo de operar drones de fabricación china Wing Loong para atacar a las fuerzas del GNA. También según la ONU, Dubái había contratado, en junio de 2019, un reducido grupo de mercenarios de élite occidentales de la compañía americana Blackwater, de Erik Prince, para atacar al GNA En mayo de 2020, al menos seis aviones emiratíes Dassault Mirage 2000 fueron avistados en el aeropuerto de Sidi Barrani (Egipto) para reforzar la ofensiva. Por último, varios misiles Javelin comprados por Francia a Estados Unidos fueron encontrados en una posición abandonada del LNA, reconociendo el propio Gobierno de Emmanuel Macron la propiedad francesa de los proyectiles pero, a su vez, negando haberlos entregado al LNA.
A diferencia del LNA, el GNA, a pesar de ser el Gobierno oficialmente reconocido por Naciones Unidas, no recibió, ningún apoyo militar durante los primeros meses de la ofensiva. En julio de 2019 el primer ministro Fayez al-Sarraj se desplazaría a Milán para solicitar recursos al ministro de Interior italiano, Matteo Salvini, si bien la reunión no resultó exitosa para el mandatario libio. A finales de 2019, pero sobre todo desde 2020, el Gobierno de Acuerdo Nacional empezó a contar con el estrecho apoyo del gobierno turco de Recep Tayyip Erdoğan. En octubre de 2019, la presencia turca se limitaba a 20 drones y 60 oficiales turcos.
La Operación Inundación de Dignidad.

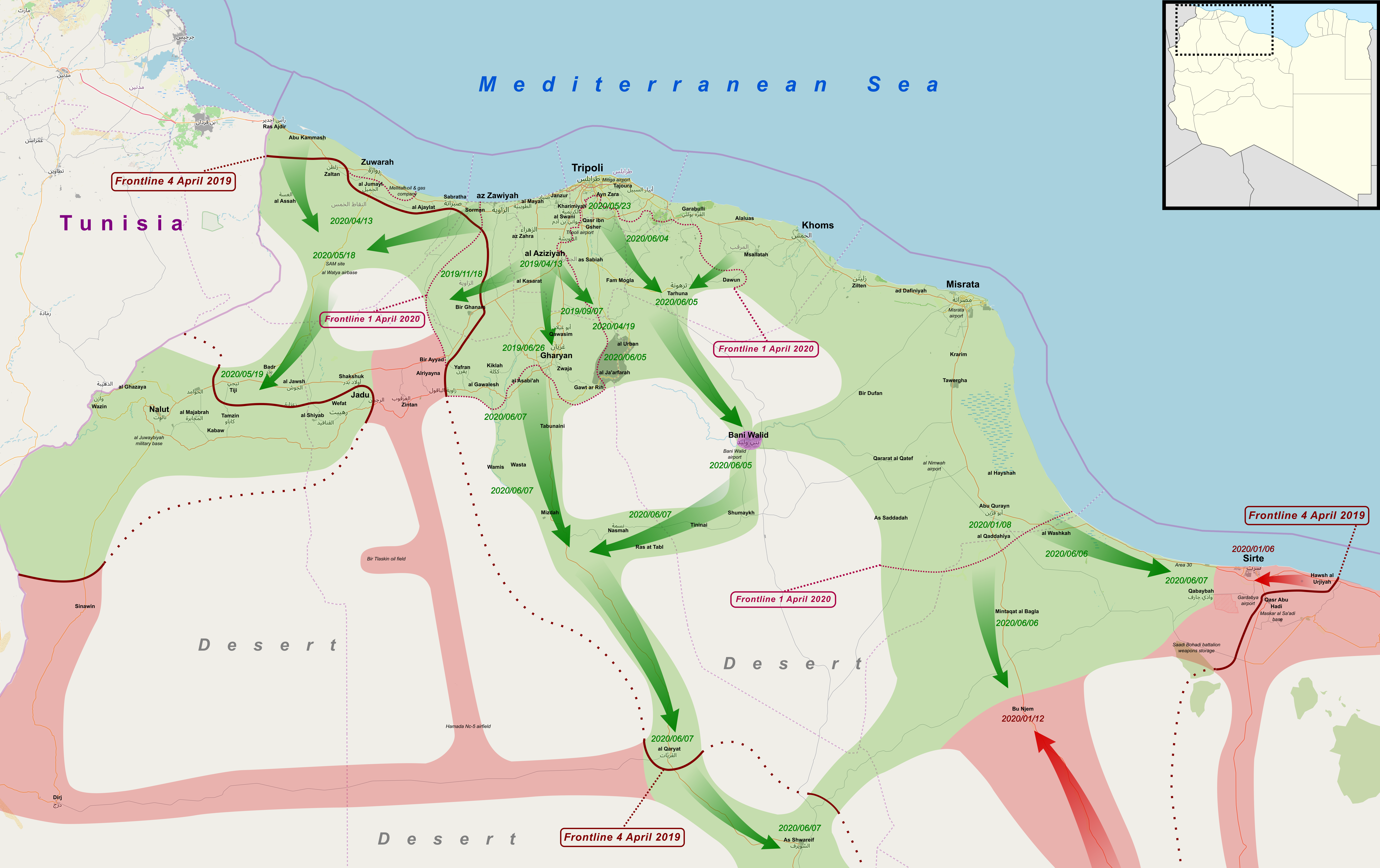
Mapa de la ofensiva del LNA

El 4 de abril de 2019 el LNA entró en la localidad de Gharyan, tras el mencionado pacto con las fuerzas del islamista Adel Daab. En un discurso televisado, el general Haftar comunicó su intención de hacerse con la capital, declarando el inicio de la "Operación Inundación de Dignidad" y urgiendo a los combatientes del GNA a rendirse con banderas blancas. A ello respondió el ministro de Interior, Fathi Bashagha, asegurando no estar dispuestos a "abandonar la democracia, lo que siempre han querido [los libios] desde el inicio" de las protestas y los combates en 2011.
El 5 de abril, el LNA aseguró haber entrado en los barrios periféricos de Qasr ben Ghashir, Wadi al-Rabie y Suq al-Khamis (todos ellos habitados por miembros del clan Tarhuna). Igualmente, lograron hacerse con el control de la localidad de Al Aziziya, aunque el cuartel de la Brigada 4.ª (GNA) en la ciudad no sería tomado hasta siete días más tarde. Además, se hicieron con el control del Aeropuerto Internacional de Trípoli, si bien este no estaba operativo tras años de conflicto.
Ese mismo día, el Secretario General de Naciones Unidas, António Guterres, se reunió con Haftar en Tobruk y expresó su deseo de que el conflicto fuera resuelto pacificamente. Haftar en cambio se desplazó, el 14 de abril, a El Cairo para coordinar la ofensiva con el presidente egipcio Abdelfatah El-Sisi. Por otro lado, el Consejo de Seguridad de Naciones Unidas instó al LNA a cesar sus movimientos (pero no a replegarse), advirtiendo que amenazaba a la estabilidad del país. El Consejo «pide a las fuerzas del LNA a frenar toda actividad militar», indicó el embajador de Alemania ante Naciones Unidas, Christoph Heusgen, quien en ese mes de abril presidía el Consejo. «En Libia no puede haber una solución militar para el conflicto», añadió Heusgen. También hubo un comunicado del G-7 en el mismo sentido.
El 7 de abril, el portavoz militar del GNA, el coronel Mohamed Gununu, anunció el inicio de la contraofensiva para expulsar al LNA de los alrededores de Trípoli, una campaña que fue denominada "Operación Volcán de Ira". Al día siguiente, el LNA, que desde el principio de la ofensiva contó con la supremacía aérea, comenzó a bombardear el Aeropuerto Internacional Mitiga, el único operativo en la capital, de forma que el más cercano pasaba a ser el de Misurata, a 200 kilómetros de distancia. El 15 de abril los combates se habían adentrado en el barrio de Ayn Zara, dentro de la ciudad. Otro foco de combates fue el Campamento militar de Yarmouk, que cambió de manos varias veces entre los meses de abril y mayo. Según algunas fotografías que circularon en las redes sociales, algunos milicianos islamistas como Salah Badi, que desde 2016 habían combatido al GNA en Trípoli, se habían aliado ahora con el Gobierno para expulsar a las fuerzas de Haftar.
En las siguientes semanas el LNA no consiguió hacer ningún avance significativo dentro de los principales barrios de la ciudad. El 26 de junio el LNA sufrió un importante revés cuando fuerzas leales al GNA se hicieron con el control de la localidad de Gharyan, conquistada el primer día de la ofensiva, y con ello de una de las dos carreteras (junto con la de Tarhuna) desde las cuales el Ejército Nacional estaba lanzando la ofensiva. Además, varios soldados del LNA murieron o fueron capturados en el contraataque.

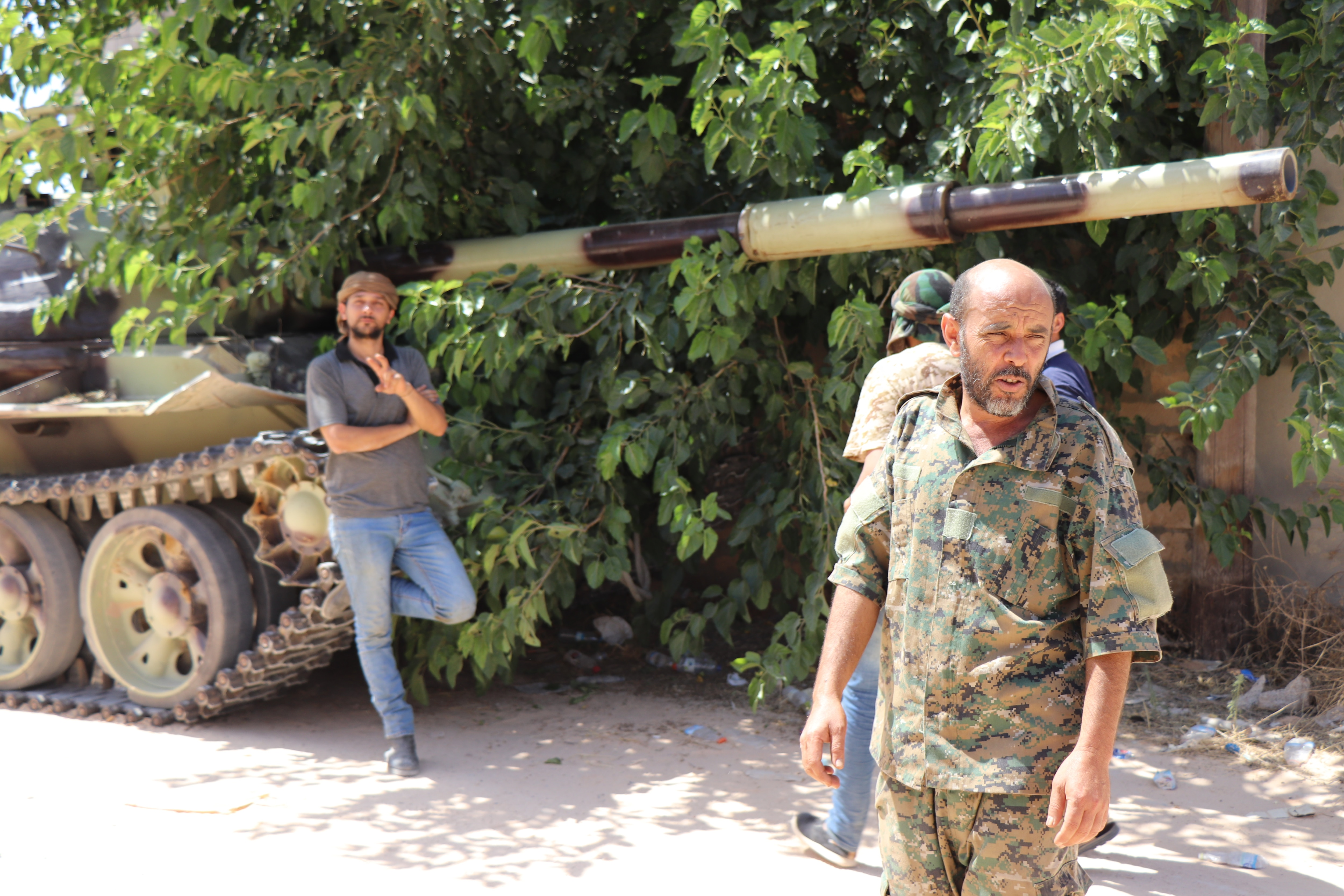
Combatientes del GNA fotografiados en julio de 2019 por reporteros de Voice of America.

El 2 de julio, un bombardeo aéreo del LNA golpeó un centro de detención de inmigrantes en Trípoli, en el cual se refugiaban cientos de civiles de otros países de África que habían intentado sin éxito llegar a Europa. Al menos 53 de ellos perdieron la vida, y 130 resultaron heridos.
Cinco meses después del inicio de la ofensiva, el LNA se mostraba incapaz de penetrar en el núcleo urbano de Trípoli, si bien podía infringir numerosas bajas a los combatientes del GNA con su superioridad aérea, facilitad por el apoyo de Emiratos Árabes Unidos. El 6 de agosto el Ejército Nacional comenzó a bombardear también la Escuela Militar Aérea de Misurata, estableciendo de facto una zona de exclusión aérea en el Oeste del país.
A principios de ese mismo mes se estableció, gracias a la mediación del Enviado Especial de Naciones Unidas, Ghassan Salamé, un alto al fuego durante las fiestas del Eid al-Adha. La semana del 20 de agosto, el LNA lanzó sin éxito un ataque para recuperar el control de Gharyan.
En el mes de septiembre, drones manejados por militares de Turquía empezaron a operar en territorio libio en defensa del GNA. El 14 de septiembre, una de estos vehículos eliminó en Ayn Zara a Abdelwahhab Al-Migri, comandante de la Brigada 22.ª del Ejército Nacional, y a Moshem al-Kani, uno de los líderes de la familia al-Kani en Tarhuna. Al mismo, se redoblaron los bombardeos con drones y aviones controlados por militares emiratíes. Además, el LNA, que desde agosto no conseguía reclutar a más jóvenes combatientes en Cirenaica, logró avanzar en las semanas siguientes gracias a la llegada de nuevos mercenarios rusos de Wagner. Según Jalel Harchahoui (Clingendael Institute), la presencia de las fuerzas rusas debilitaba psicológicamente a los hombres del GNA: "los francotiradores ruson son capaces de minar la moral de las fuerzas alineadas con el GNA matando a comandantes de rango medio entre sus filas. Los rusos también han traído consigo equipamiento de alta precisión, incluidos obuses guíados por láser". Igualmente, desde noviembre empezaron a operar fuerzas egipcias dentro de Trípoli, pero principalmente no para combatir, sino para dar apoyo y mantenimiento al LNA. Con este apoyo, en diciembre de 2019, el LNA y sus aliados lograron tomar los campamentos de Naqliya, Yarmouk y Hamza, dando por fin señales de que podían lograr entrar en el núcleo urbano de la capital. El 12 de diciembre de 2019, el general Haftar anunció en un discurso televisado en Al-Arabiya TV, el inicio de la "batalla final" por Trípoli, a pesar de que ya en abril había prometido que los enfrentamientos durarían unas pocas semanas.
El 4 de enero de 2020, el LNA bombardeó la Escuela Militar de Trípoli, matando a al menos 24 jóvenes cadetes. Como cada noche, los cadetes estaban desfilando por la instalación antes de replegarse a dormir a sus barracones.
Consecuencias civiles de la ofensiva del general Haftar.
Los continuos bombardeos del LNA y sus aliados sobre Trípoli tuvieron letales consecuencias para los civiles de la ciudad. Junto con el ya mencionado bombardeo el 2 de julio en Tajoura que mató a 53 emigrantes, y la muerte de los 24 cadetes en Hadba en enero de 2020, otro episodio especialmente cruento se produjo el 18 de noviembre, cuando un avión del LNA bombardeó una fábrica de galletas en Wadi Rabea, a 21 kilómetros de Trípoli. El ataque, que Naciones unidas describió como un posible crimen de guerra, mató a al menos 10 trabajadores e hirió a otros 35. Un bombardeo en el club ecuestre de Janzour hirió a varios niños, siendo también condenado por la ONU.
La UNSMIL contabilizó al menos 284 muertos civiles y 363 heridos en todo el país al final del año 2019, la mayoría de ellos presumiblemente en Trípoli. En concreto, los bombardeos indiscriminados con aviones fueron la principal causa de las muertes (182), seguida por los combates terrestres, las ejecuciones sumarias, los secuestros, y el uso de artefacto explosivos improvisados. El 24 de mayo, apenas un mes desde el inicio de la ofensiva, el número de desplazados internos, contando sólo la capital, ascendía a 82 300. En noviembre, la cifra ya se había disparado hasta las 140 333 personas. Según el grupo Human Rights Watch, el LNA había usado bombas de racimo internacionalmente prohibidas y cohetes Grad de forma indiscriminada sobre la ciudad.
En el primer de semestre de 2020, a pesar del apoyo aéreo de Turquía en favor del GNA, el balance de cifras seguía claramente apuntando al LNA como el principal responsable de las muertes civiles: el 81 % de los heridos y muertos (57 y 49, respectivamente), habían sido provocados por los partidarios general Haftar. Sólo el 5 % fue atribuido al GNA.
También fuera de Trípoli los hombres de Haftar cometieron violaciones de Derechos Humanos; el 17 de julio, la brigada 106 del LNA, comandada por el propio hijo de Jalifa Haftar, Jaled Haftar, secuestró a la diputada de la Cámara de Representantes Seham Sergiwa por haber denunciado los crímenes de guerra que el Ejército Nacional estaba llevando a cabo en Trípoli. El ataque, que tuvo lugar de madrugada en su propio domicilio en Bengasi, fue precedido de un apagón eléctrico provocado para dificultar cualquier intento de huida. El marido de Sergiwa fue disparado en ambas piernas y su hijo de 14 años, apaleado por los soldados. Su casa apareció con grafitis "no cruces la línea con el Ejército". Sergiwa desapareció ese día y nunca se recuperó su cadáver. En un hecho insólito, la propia Cámara desafió a Haftar y le consideró "legal y moralmente responsable" de "haber puesto en peligro" la vida de Serwiga.

### 2020

#### Cumbre sobre Libia de Berlín. Negociaciones de alto al fuego en Moscú.

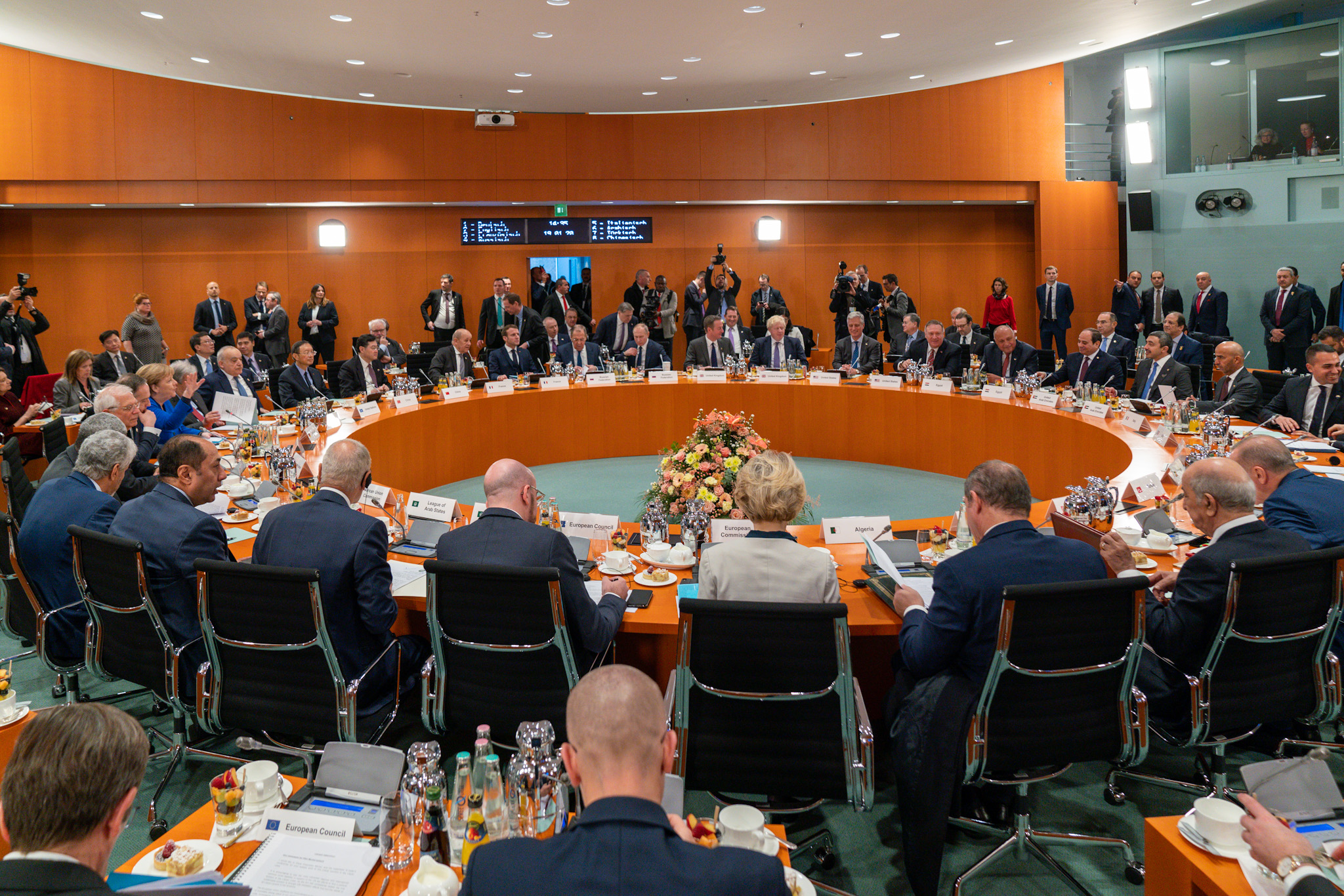
Cumbre sobre Libia en Berlín, el 19 de enero de 2020.

A mediados de septiembre de 2019 y coincidiendo con su presidencia del Comité de Sanciones, el gobierno alemán de Angela Merkel empezó a preparar un encuentro internacional con la intención de resolver el conflicto libio, empresa en la que Francia e Italia habían fracasado. Ese mismo mes tuvo lugar una primera reunión de preparación entre los delegados de Estados Unidos, Reino Unido, Italia, Francia, Rusia, Egipto, Emiratos Árabes Unidos y Turquía, así como la Unión Europea, la Liga Árabe y la Unión Africana. Según el plan inicial, se trataría de una cumbre internacional sin presencia de representantes de ninguno de los dos bandos libios, y no estaba claro si Catar, Argelia y Túnez serían invitados a las negociaciones.
Tras varias reuniones de preparación, a principios de enero, la canciller Merkel señaló finalmente que la reunión tendría lugar en Berlín el 19 de enero, y que serían también incluidos representantes de China, de Argelia y de la República del Congo (no así de Catar ni de Túnez, una exclusión que causó malestar en el país vecino). También fueron invitados el primer ministro libio Fayez al-Sarraj y el general renegado Jalifa Haftar.
La semana del 13 de enero, Rusia llevó a cabo lo que Patrick Wintour (The Guardian) denominó un "golpe diplomático" al organizar, días antes del encuentro en Berlín, una reunión en Moscú entre al-Sarraj y Haftar. El fin de semana anterior, a propuesta del gobierno de Ankara y el Kremlin, ambos bandos se habían comprometido a un alto al fuego. A pesar de que los ejecutivos de Putin y Erdoğan no eran aliados, los dos países trataban de configurar la agenda política internacional en un contexto en el que Estados Unidos seguía su camino hacia el aislacionismo bajo la presidencia de Donald Trump. La reunión entre Haftar y al-Sarraj se llevó a cabo durante 8 horas manera indirecta, y es que ambos se negaron a reunirse en persona. El primer ministro al-Sarraj ratificó por escrito la voluntad del GNA de cesar los enfrentamientos. Haftar, en cambio, rechazó firmar cualquier documento, asegurando que necesitaba tiempo para consultar con sus asesores. Para sorpresa del Kremlin y los demás participantes, decidió, en medio de las conversaciones, abandonar Rusia y volver a Libia vía Jordania. Acto seguido ordenó que el LNA cerrara las instalaciones petrolíferas del país bajo su control, provocando pérdidas millonarias al país. Sin embargo, la poca demanda internacional de crudo en 2020 hizo que ninguna potencia mundial diera especial relevancia a la medida.
Al margen del encuentro en Moscú, el 19 de enero tuvo lugar en Berlín, conforme a lo planeado, la cumbre internacional. De nuevo al-Sarraj y Haftar acudieron a las reuniones, pero no aceptaron dialogar cara a cara. Una manifestación de más de cien personas tuvo lugar frente al Bundestag condenando los crímenes de guerra del militar. La reunión acabó con una hoja de ruta expresando la importancia de un alto al fuego, un embargo militar, reformas políticas y económicas, el respeto a los Derechos Humanos, y la necesidad de retomar las negociaciones internas para la paz, que sin embargo no se tradujo en ningún cambio significativo.
El 12 de febrero, el Consejo de Seguridad de Naciones Unidas emitió una Resolución en la que se llamaba a un alto al fuego, pero no contenía ningún mecanismo efectivo para lograrlo ni para poner fin a las violaciones del embargo de armas. El 3 de marzo de 2020 el Enviado Especial de Naciones Unidas para Libia (UNSMIL), Ghassan Salamé anunció sin previo aviso su renuncia del cargo, tres años después de haberlo asumido, asegurando que "por motivos de salud no podía seguir con el nivel de estrés". En reiteradas ocasiones se había quejado de las duplicidades de los países que aseguraban buscar la resolución del conflicto libio.
A pesar de que las negociaciones no habían producido ningún avance diplomático, el panorama internacional sí que se había ido transformando por diversos factores. Tras un año de la ofensiva sobre Trípoli, Rusia, a diferencia de los Emiratos Árabes Unidos, había perdido la confianza en que Haftar pudiera llegar a controlar militarmente todo el país. Además, su actitud desafiante durante la cumbre de Moscú, ofendió profundamente al Kremlin; "Putin no olvidará esto", expresó Kirill Semyonov (Russian International Affairs Council). También el gobierno de El Cairo mostraba síntomas de estar cansado de Haftar tras años de guerras a expensas de Egipto y sus demás aliados. Sólo el gobierno de Dubái mantenía plena confianza en el general. Respecto al GNA, este seguía contando con el apoyo de Turquía, pero el Segundo Gobierno Conte había abandonado, en cambio, cualquier propósito de respaldar al-Sarraj, cerrando finalmente filas con Francia. En enero de 2020, fuentes consultadas por la agencia Reuters aseguraron que el gobierno de Roma estaba tratando acercarse a Haftar en caso de que de finalmente ganara la guerra.

#### Acuerdo de fronteras marítimas turco-libio. Operación Irini.

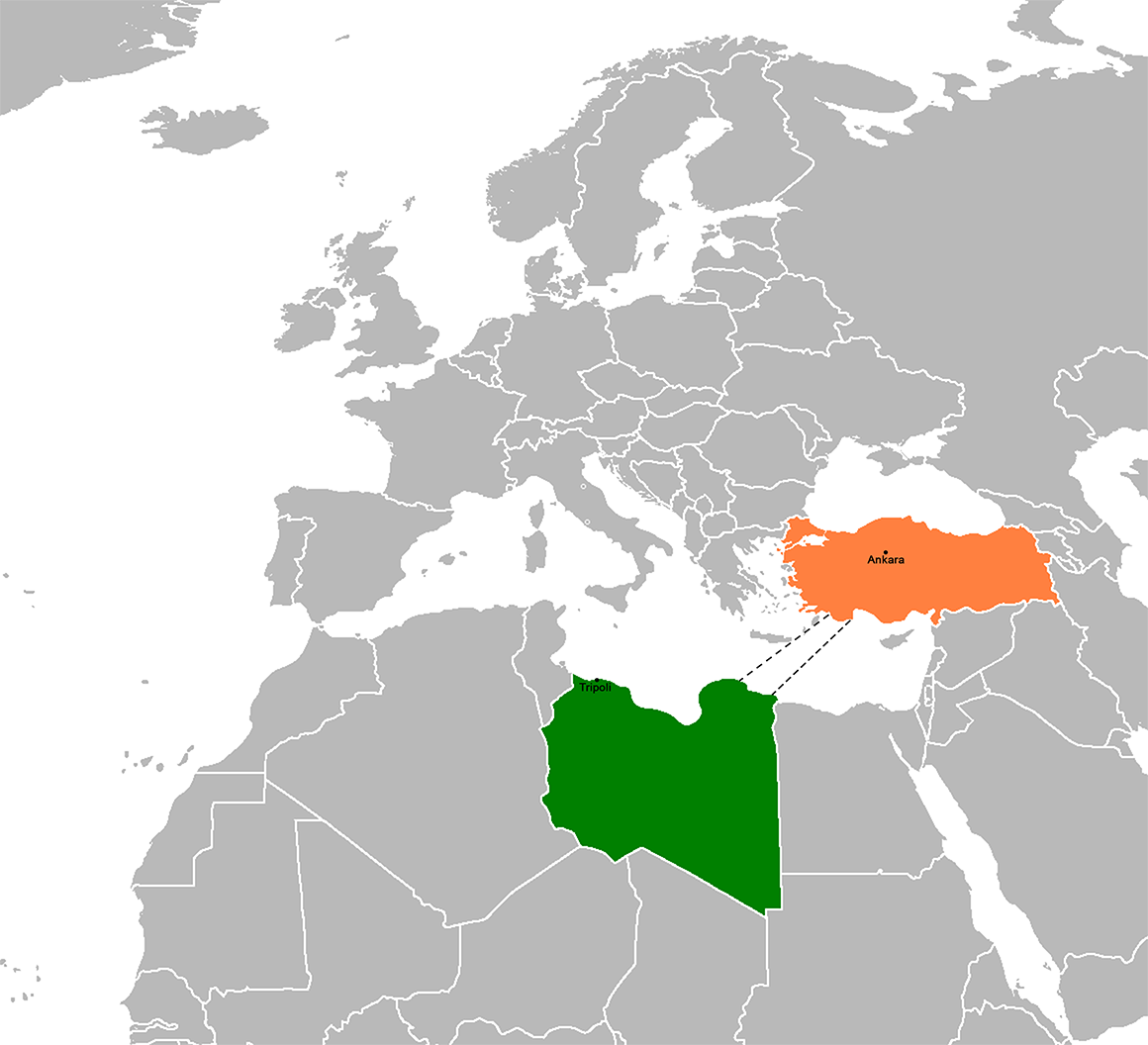
El tratado entre Turquía y Libia creó una zona económica exclusiva para ambos países en el Mar Mediterráneo.

Desde finales de 2019, Turquía hizo evidente su intención de respaldar política y militarmente al GNA frente a los ataques de otros países como Emiratos Árabes Unidos. En un primer acto de colaboración, ambos Gobiernos acordaron, el 27 de noviembre de ese año,
la creación de una zona económica exclusiva (EEZ) para la explotación de recursos marinos en el Mediterráneo. 
Varios países de la región condenaron el acuerdo por considerarlo contrario al Derecho del Mar. Tanto Malta como Egipto denunciaron que el tratado era ilegal, y especialmente Grecia, alegando que Libia y Turquía no tenían frontera marítima compartida por encontrarse entremedias la isla de Creta. A esto se respondió desde Turquía asegurando que las EEZ debían calcularse considerando la plataforma continental y no los territorios insulares. El por entonces recién nombrado Alto representante de la UE para Asuntos Exteriores, Josep Borrell, se posicionó con los gobiernos de Atenas y La Valeta, asegurando que el acuerdo era inválido y que, por tanto, no podía desplegar efectos respecto a terceros Estados.
Tras el acuerdo contrario a sus intereses, el gobierno griego de Kyriakos Mitsotakis decidió tomar partido en la guerra libia. El 6 de diciembre de 2019 el embajador libio del GNA en Atenas fue expulsado del país. El 17 de enero de 2020 Mitsotakis invitó al general Haftar a la capital helena, el cual aseguró que si se hacía con el poder declararía nulo el pacto. Grecia y Turquía ya se habían enfrentado previamente por la explotación económica de los recursos marítimos en las aguas de Chipre. Esa misma semana se anunció la creación del EastMed Gas Forum, del cual Turquía quedaba excluido.
Cuando en enero de 2020 se haría pública la intención de Turquía de enviar soldados a Libia a petición del GNA, Borrell alertó de los peligros de una "escalada de la violencia". Sin embargo, algunos analistas como Jalel Harchaoui (Clingendael Institute) señalaron que el político español no había condenado nunca en los mismos términos la injerencia rusa o la de otros países en favor del general Haftar. En su opinión, su política exterior había sido influenciada por la del gobierno francés de Emmanuel Macron, quien trataba de congraciarse con el gobierno de Putin en las materias energética y de seguridad, también en relación con la guerra civil siria. En marzo de 2020 entró en vigor la nueva operación naval europea Irini, en sustitución de la Operación Sophia. El objetivo de Irini era implementar por mar el embargo armamentístico impuesto sobre Libia por Naciones Unidas desde 2011, dificultando la entrada de material turco en los puertos de Trípoli y Misrata, pero no así la entrega de armas al LNA por aire y por tierra desde la frontera egipcia. El Wall Street Journal describió la operación como "sesgada contra Turquía". El portavoz del GNA, Mohammed al-Qiblawi, condenó en mayo de 2017 la operación naval por "violar las decisiones del Consejo de Seguridad de Naciones Unidas al tiempo que asegura implentarlas". En mayo de 2020, Malta amenazó con bloquear el nombramiento del comandante de la Operación Irini si Francia y otros países de la UE no se comprometían a repartir por todo el territorio de la Unión los inmigrantes que seguían llegando a sus costas por el Mediterráneo.
El 27 de agosto, el parlamento griego ratificó un acuerdo marítimo con Egipto para la explotación de recursos en el Mediterráneo.

#### Toma de Sirte por el LNA.
En el plano militar, 2020 comenzó con un importante triunfo para el LNA cuando, el 6 de enero, logró tomar por sorpresa la ciudad de Sirte en un rápido avance precedido por ataques aéreos. La captura de la ciudad fue posible gracias a la traición de la Brigada 604, que declaró por sorpresa su alianza a Haftar y permitió la entrada a sus combatientes. La brigada era de ideología salafista madjalita, y había participado en la liberación de la ciudad en 2016, en manos del Estado Islámico, junto con las fuerzas de Misurata de las que ahora renegaba. Desde al menos 2018, el LNA mantenía lazos con teólogos salafistas de su aliado Arabia Saudita, a pesar de que la prensa occidental había descrito en muchas ocasiones su grupo como "secular". Para Le Monde, la rápida victoria fue posible también gracias a antiguos gadafistas en la ciudad que esperaban poder llegar a acuerdos con Haftar; un día antes de los acontecimientos, el influyente gadafista Abuzeid Dorda dio un discurso televisado llamando a oponerse a Turquía y a sus aliados en Libia.
En febrero de 2020 se reportó que un templo sufí en la zona fue destruido por los salafistas leales al LNA.

#### Intervención militar turca. Fin de la ofensiva del LNA sobre Trípoli.
Guerra por la supremacía aérea.

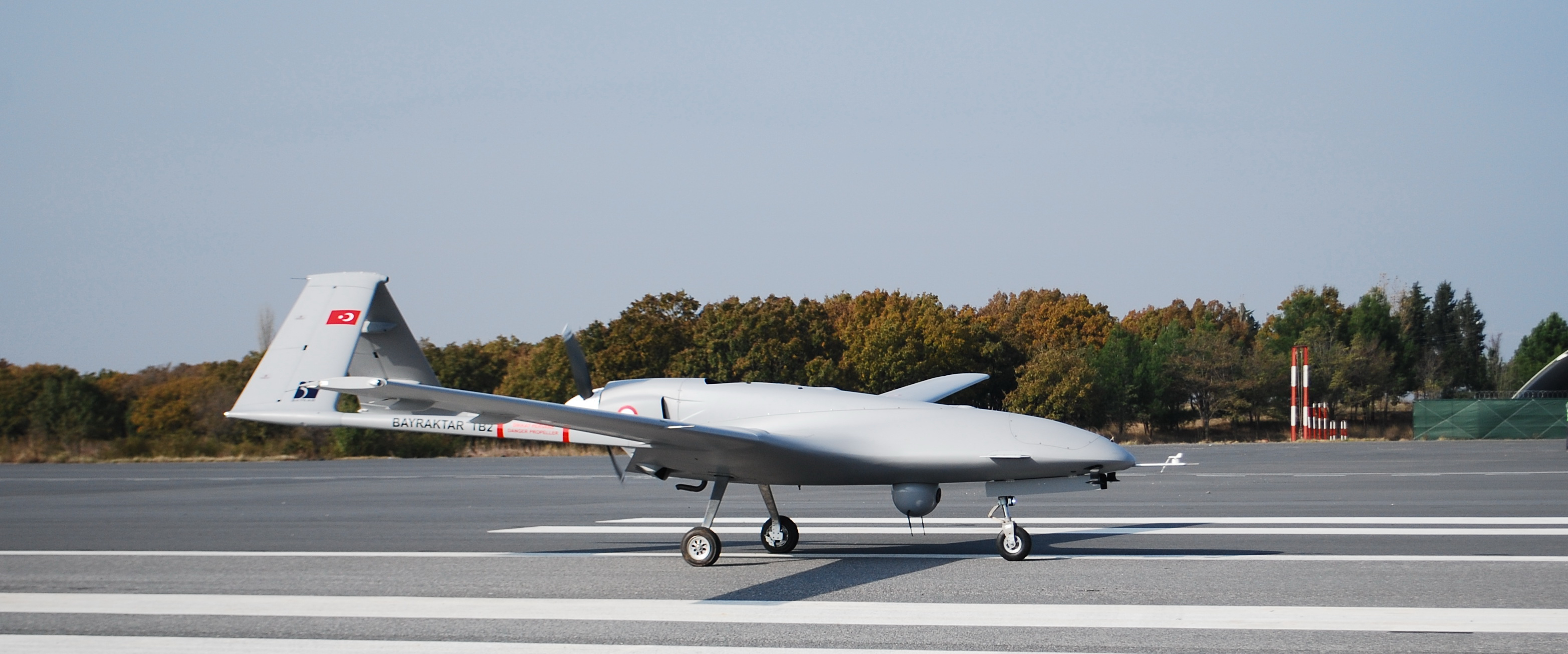
Los drones turcos Bayraktar TB2 jugaron un papel clave en la derrota del LNA. Emiratos Árabes Unidos, por su parte, empleó drones Wing Loong de fabricación china.

Como acabamos de adelantar, el 2 de enero de 2020, la Asamblea Nacional de Turquía aprobó la intervención militar en Libia en apoyo del GNA. A diferencia de los Emiratos Árabes Unidos, que llevaban años operando de forma clandestina en territorio libio en favor de Haftar, el gobierno de Erdoğan decidió llevar a cabo la operación abiertamente, en la medida que el Gobierno de Acuerdo Nacional era la autoridad legítima del país según Naciones Unidas.
El objetivo de la intervención turca era, principalmente, acabar con la supremacía aérea que el LNA poseía tenía desde 2019 sobre Trípoli gracias al apoyo emiratí. Los aliados de Haftar habían empleado, además de aeronaves, drones Wing Loong para golpear a sus enemigos por toda la ciudad. También habían desplegado vehículos SAM (tierra-aire), especialmente Pantsir-S1 de fabricación rusa, para neutralizar cualquier intento del GNA de atacarles por aire. En definitiva, las fuerzas del Gobierno de Acuerdo Nacional no podían usar ningún drone o avión contra el LNA, y sólo podían responder a los bombardeos de sus rivales con artillería y MANPADS.
Para corregir este desequilibrio, el Ejército turco empezó a desplegar en febrero de 2020 sus propios SAM, impidiendo que Haftar y los Emiratos siguieran golpeando Trípoli por el aire. En concreto, se desplegaron MIM-23 Hawk de fabricación estadounidense, HISAR de fabricación turca y baterías antiaéreas KORKUT, todas ellas en el Aeropuerto Internacional Mitiga. Con la ciudad ya protegida, los militares turcos también empezaron a emplear sus propios drones para atacar a sus enemigos, en particular el modelo Bayraktar TB2, igualmente de diseño turco. Se desplegaron dispositivos KORAL para crear interferencias en los Pantsir rusos e impedir que los drones turcos fueran derribados. El 17 de febrero, el LNA bombardeó el puerto de Trípoli para intentar, sin éxito, detener la entrega de armamento.
Por otro lado, el 1 de abril, una fragata turca fue vista en las costas de Sabrata, a 34 kilómetros de Trípoli. Esta derribó varios drones del LNA, convirtiéndose en el primer incidente en el que las Fuerzas Navales intervenían. Las embarcaciones Goksu y Gokova (Clase Oliver Hazard Perry) también fondeaban en los alrededores de Trípoli. Respecto a la Fuerza Aérea Turca, un avión Boeing E-7T proveía al GNA de inteligencia, pero ninguna aeronave tripulada fue usada para atacar al LNA.
Despliegue de combatientes sirios del Ejército Libre de Siria y partidarios de Bashar al-Assad.
Además de todo el apoyo material, Turquía también empezó a organizar el despliegue de combatientes para apoyar al GNA. Según el periódico The Guardian, al menos 2.000 combatientes sirios del denominado Ejército Libre de Siria, grupo opositor al régimen de Bashar al-Assad y apoyado por Ankara, fueron trasladados desde la base militar de Hawar Kilis en la gobernación de Alepo a Trípoli. El primero de los contingentes llegó el 29 de diciembre de 2019, compuesto por 350 combatientes. A cambio de sus servicios recibían 2000 dólares mensuales del GNA, y la posibilidad de obtener la ciudadanía turca. Igualmente, Turquía se comprometió a cubrir sus gastos médicos y a repatriar a los muertos a Siria. También el LNA, que ya contaba desde 2019 con el apoyo de 3.000 milicianos sudaneses y de los 2.500 mercenarios rusos del Grupo Wagner, empezó en 2020 a ver sus filas engrosadas con combatientes sirios, en esta ocasión de partidarios de Bashar al-Assad provenientes de las gobernaciones de Quneitra y Daraa, al Sureste del país. Su salario era de 1000 dólares al mes, y eran pagados direcamente por el gobierno de Moscú.
También en relación con Siria, el ministro Bashagha acusó a Haftar y Assad de estar obteniendo ingresos a través del tráfico ilegal de drogas. Según el Wall Street Journal, Haftar también estaría obteniendo ingresos del comercio de lingotes de oro con el Gobierno venezolano de Nicolás Maduro
Operación Tormenta de Paz. Toma de la Base Aérea al-Watiya y fin de la ofensiva sobre Trípoli.
El 26 de marzo, después de dos meses de apoyo logístico y militar turco, las fuerzas armadas leales al GNA lanzaron la Operación Tormenta de Paz para expulsar al LNA de Trípoli y sus alrededores. El comandante de la operación era Osama al-Juwaili, el militar zintaní nombrado por al-Sarraj en 2017 como jefe militar de la región Oeste. Por primera vez, el Ejército Nacional no contaba con la supremacía aérea; sólo el 4 de abril, las fuerzas leales al GNA habían derribado 3 aviones Sukhoi.
El 13 de abril, la Operación Tormenta de Paz logró su primera victoria al hacerse con las ciudades costeras de Sabrata, Surman y Ajaylat. Con estas localidades bajo su control, los combatientes pudieron fácilmente expandirse por la zona hasta alcanzar la frontera con Túnez, a 175 kilómetros de Trípoli. Asimismo, la victoria del GNA permitió al traficante Ahmed "Abu" Dabbashi (al-Ammu) volver a la ciudad de Sabrata, de la que fue expulsado por militares afines al LNA en octubre de 2017. Según Middle East Eye, también el traficante Abd al-Rahman al-Milad de Zawiya habría participado en la ofensiva. Naciones Unidas expresó su preocupación sobre posibles crímenes de guerra llevados a cabo por los combatientes del GNA.
La mañana del 18 de mayo, tras semanas de bombardeos con drones (al menos 60 incursiones), las fuerzas del GNA lograron hacerse con el control de la estratégica base de al-Watiya, a unos 150 kilómetros de Trípoli. Como ya se ha mencionado, la base, controlada por los zintaníes desde 2011, era una pieza clave para la ofensiva del LNA sobre la capital. Sin ella, el aeropuerto más cercano en manos de las fuerzas leales a Haftar pasaba a ser el de Al Jufra, a 500 kilómetros de Trípoli. La base fue tomada, tras varios intentos fallidos, gracias a un acuerdo entre al-Juwaili, también zintaní, y varios combatientes de esa misma ciudad, que fueron convencidos de retirarse. Días antes de la conquista por los combatientes del GNA, las fuerzas del LNA intentaron sin éxito llevar a la base Pantsir-S1 (baterías antiaéreas) de fabricación rusa e importados a Libia por Emiratos Árabes Unidos. El 17 de mayo, el día antes del ataque, los drones turcos lograron destruir dos de estos dispositivos, y, según el portavoz del GNA, Mohammed Gununu, otros 7 Pantsir fueron neutralizados entre los días 19 y 20 de mayo en todo el Oeste de Libia. En la propia base de al-Watiya se encontró un décimo Pantsir, con instrucciones en ruso sobre cómo manejarlo. El vehículo fue llevado hasta Trípoli en un desfile militar, finalmente siendo expuesto como trofeo de guerra en la Plaza de los Mártires. Según fuentes militares egipcias consultadas por el periódico Mada Masr, el gobierno de Rusia se molestó por esta exhibición del Pantsir, un modelo cuya funcionalidad ya había sido cuestionada en otras guerras.
Después de haberse hecho con el control de Watiya, los combatientes del GNA pudieron avanzar por la zona, haciéndose con el control de las localidades de Tiji y Badr en las montañas Nefusa el 19 de mayo. El 21 de mayo lograron entrar en Jandouba y al-Asaba, donde el propio consejo municipal declaró su propia lealtad al Gobierno de Acuerdo Nacional antes incluso de que el LNA se retirara. Con al-Asaba bajo su control, Zintan quedaba incomunicada con el territorio del LNA. La ciudad, hogar de importantes milicias y que ya antes estaba dividida entre detractatores y partidarios de Haftar, se decantó del lado del GNA cuando, el 21 de mayo, el Consejo de Sabios y Notables declaraba su apoyo a Osama al-Juweili, aunque algunos grupos armados siguieran siendo fieles a Haftar. También el Consejo de la ciudad de Mizda declaró su alianza al GNA, pero aun así los combatientes del LNA se resistieron a abandonarla. Su estratégica carretera se bifurcaba dando acceso a Trípoli por dos vías: a través de Gharyan —ciudad ya tomada por el GNA el año anterior— y a través de la ruta Bani Walid-Tarhuna. Sin Mizda, la única forma de llegar a Bani Walid era a través del desierto. El 2 de junio, el LNA recuperó temporalmente al-Asaba e intentó sin éxito avanzar hacia Gharyan. SIn embargo, tanto esta localidad como Mizda serían finalmente abandonadas por las milicias de Haftar a los pocos días.

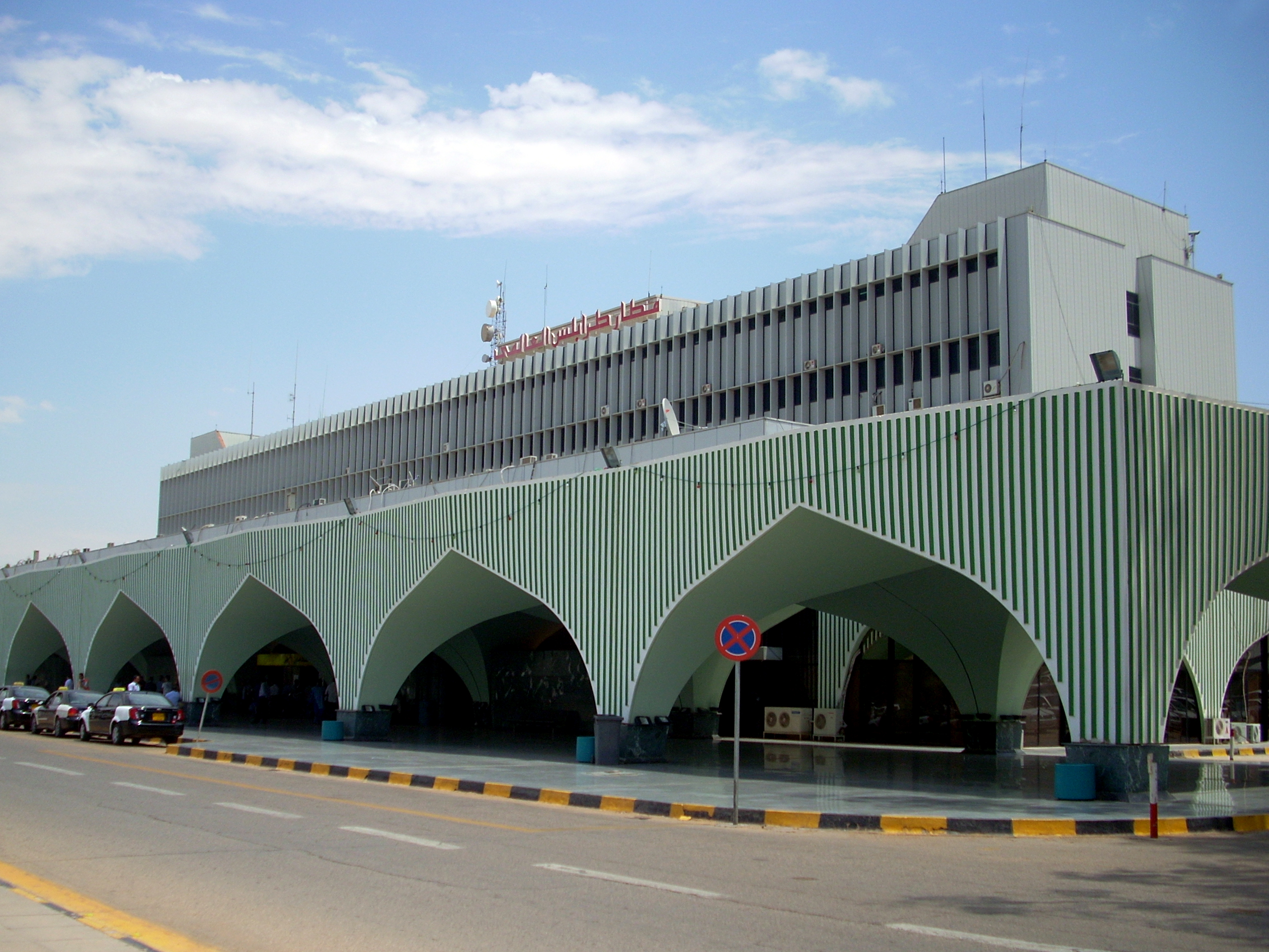
El Aeropuerto Internacional de Trípoli, recuperado por los combatientes del GNA el 3 de junio de 2020.

Con sus líneas de suministros en riesgo de colapsar, el LNA empezó a sufrir también derrotas dentro de Trípoli. El 23 de mayo, los combatientes del GNA se hicieron con los campamentos de Hamza y Yarmouk, revirtiendo en horas los mayores avances del Ejército Nacional durante la segunda mitad de 2019. La línea de combates retrocedía así hasta el Aeropuerto Internacional de Trípoli, lugar de los primeros combates en abril del año anterior. Este fue finalmente tomado por los combatientes del GNA el 3 de junio, tras varios días de intensos enfrentamientos. A las pocas horas, los hombres del LNA abandonaron sus últimas posiciones en la capital, en los barrios de Ayn Zara, Wadi Rabea, marcando el colapso definitivo de su ofensiva sobre Trípoli. Ese mismo día abandonaban también la localidad de Qasr Bin Gashir, 20 kilómetros al sur, la cual había servido como centro de operaciones en la ofensiva. Allí los partidarios del GNA aseguraron encontrar cientos de armas y munición abandonadas, entre ellas, supuestamente, MANPADS FN-6 de fabricación china. Antes de salir de la capital, los milicianos de Haftar y las tropas rusas dejaron varias minas dentro de viviendas familiares, incluida una escondida detrás de un oso de peluche.
En un comunicado, el portavoz militar del Gobierno de Acuerdo Nacional, Mohamed Gununu, declaró el 4 de junio "en este momento histórico, la liberación de todos los límites municipales de Trípoli". El ministro de Interior, Fathi Bashagha, felicitó a los ciudadanos de Trípoli y anunció el "principio de fin del proyecto de dictadura" de Haftar. También el primer ministro al-Sarraj comunicó, en una rueda de prensa conjunta con Erdoğan en Ankara, su intención de "continuar con la lucha hasta eliminar a los enemigos en toda Libia". El mandatario turco expresó que "la historia juzgará a aquellos que causen derramiento de sangre y lágrimas en Libia ayudando al golpista Haftar". Por su parte, el portavoz militar del LNA, Ahmed al-Mismari, reconocía la retirada, pero aseguraba que esta se debía no a una derrota sino a un intento de retomar el diálogo político.
El 4 de junio, las tropas de Haftar, ya fuera de Trípoli, intentaron establecer una nueva línea defensiva en el municipio de Fam Molga, que también fue tomado por el GNA en menos de 24 horas. La madrugada del 5 de junio, los miembros de la familia al-Kani y sus hombres escaparon de Tarhuna, que amanecía en manos del GNA. Allí los soldados del Gobierno de Acuerdo Nacional aseguraron encontrar más de 106 cuerpos de civiles, incluidas mujeres y niños, en la morgue de la ciudad, supuestamente asesinados por la familia al-Kani. También Bani Walid y la ciudad de al 'Urban, en las proximidades de Gharyan, fueron abandonadas por el LNA. Así, tras un año y dos meses de intesos combates, todo Trípoli y sus alrededores, y en general el oeste de Libia, estaba bajo el control del Gobierno de Acuerdo Nacional y sus aliados.

#### Despliegue militar ruso. ¿Hacia un nuevo bloque de alianzas?

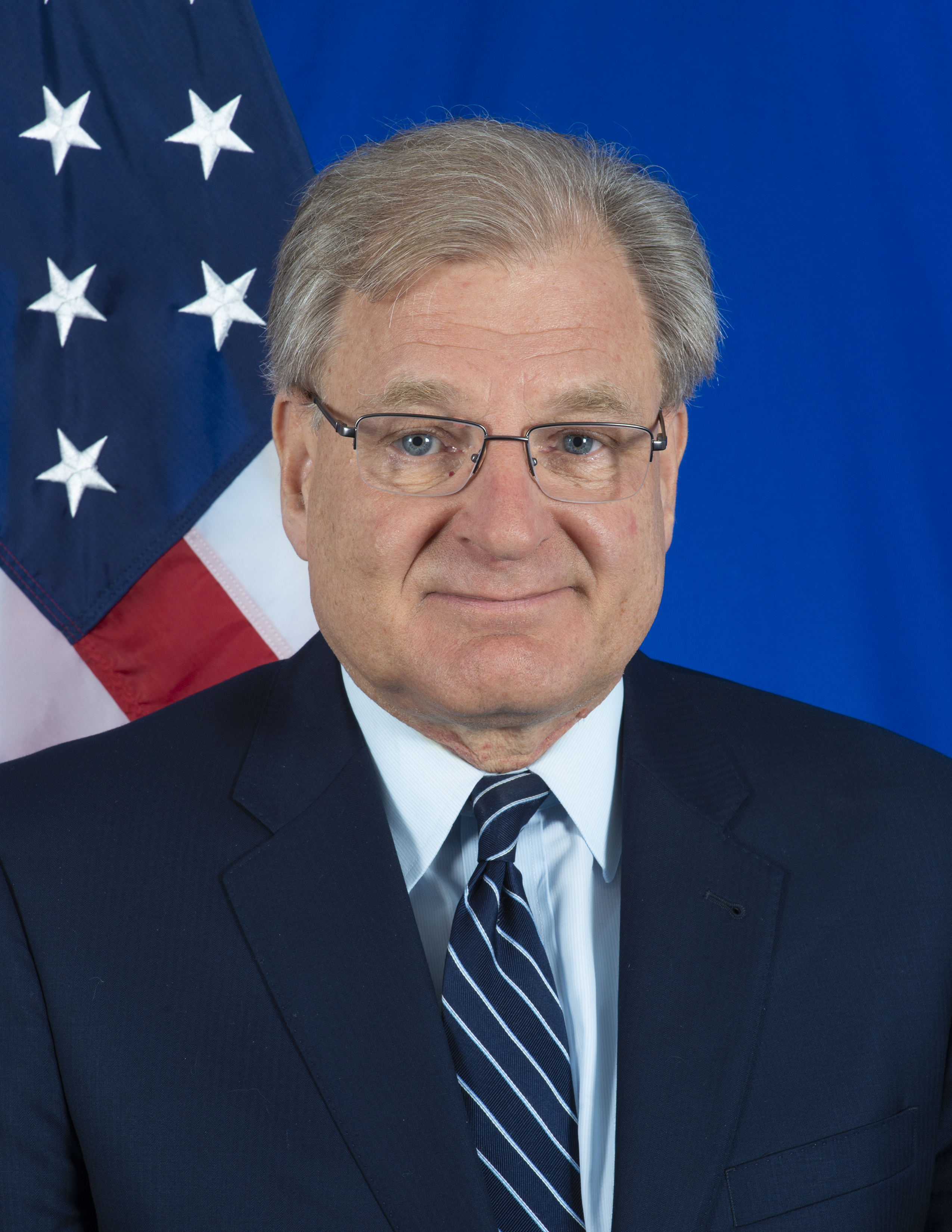
El Embajador americano en Libia, Richard Norland, expresó el 26 de mayo, el "orgullo de Estados Unidos de tomar partido por el gobierno legítimo y reconocido por Naciones Unidas, el GNA".

Con la pérdida de la base de al-Watiya, los actores internacionales que anteriormente habían apoyado al general Haftar empezaron a cuestionar la utilidad de su alianza. Las primeras señales de distanciamento vinieron de Estados Unidos, a pesar de que el consejero John Bolton, ya cesado por Donald Trump, había bendecido en 2019 la operación sobre Trípoli en nombre de la Casa Blanca. El 20 de mayo, en una conversación telefónica con Emmanuel Macron, el presidente americano expresó la "urgente necesidad de una desescalada" en el conflicto libio. El 22 de mayo, el embajador americano en Libia, Richard Norland, llamó al primer ministro Fayez al-Sarraj para felicitarle por "las importantes contribuciones del GNA en derrotar al terrorismo y lograr la paz". Norland condenó la "ofensiva innecesaria" sobre Trípoli y llamó a todos los combatientes internacionales en el terreno a abandonar la nación africana. El 25 de mayo, Norland alabó, con ocasión en el Día de los Caídos, "a los americanos caídos en el norte de África en la Segunda Guerra Mundial en la lucha contra la tiranía", y señaló al LNA del general Haftar como una nueva fuerza tiránica: "Incluso hoy, en Libia, hay fuerzas que tratan de imponer un nuevo orden político a través de medios militares o el terrorismo. Estados Unidos está orgulloso de tomar partido por el gobierno legítimo y reconocido por Naciones Unidas, el GNA, y con todos aquellos que estén preparados para defender la libertad y la paz". El 27 de mayo, Norland llamó a Mustafa al-Baroni, el alcalde de Zintan, con algunas facciones aún aliadas a Haftar, en una conversación en la que ambos expresaron su deseo de que la ofensiva sobre Trípoli llegara a su fin. También el secretario de Estado, Mike Pompeo, habló por primera vez en dos años con al-Sarraj, para "expresar la importancia de un inmediato alto al fuego y la vuelta al diálogo político". Finalmente, el propio Trump llamó a Erdoğan, una llamada en la que ambos líderes acordaron la necesidad de una "rápida desescalada" en la guerra. El 29 de mayo, el Departamento de Estado celebró la incautación por parte de las autoridades maltesas de divisas falsas enviadas por Rusia al Gobierno paralelo del Este de Libia, impresas sin autorización del Banco Central, a pesar de que esta había ocurrido meses atrás, en 2019.
Mucho más ambivalente fue la posición rusa ante las señales de que Haftar estaba perdiendo la batalla sobre Trípoli. En unos documentos del Kremlin filtrados por el grupo "Dossier Centre" ya en septiembre de 2019 se describía como "nula" la probabilidad de Haftar de tomar Trípoli: "La comandancia del Ejército ruso ha pedido en repetidas ocasiones que se la explique el plan para tomar Trípoli, pero nunca se lo han presentado. Lo más probable es que simplemente no exista". En abril de 2020, cuando Turquía ya había intervenido en favor del GNA, pero antes de que cayera al-Watiya, Rusia envió una delegación diplomática para reunirse con Aguilah Issa, el presidente de la Cámara de Representantes, quien anunció su intención de poner fin al conflicto y volver a la mesa de negociaciones. Para ello, proponía la creación de un nuevo Consejo Presidencial aprobado entre el órgano parlamentario y el GNA. Según fuentes consultadas por Mada Masr, Egipto también había dado señales de respaldar este nuevo proceso político, pidiendo a Reino Unido que aceptara intervenir como mediador. De acuerdo con los oficiales consultados, el gobierno de Sisi no se enfrentaría a Turquía si sus operaciones se limitaban al oeste de Libia. Además, según las mismas fuentes, El Cairo había establecido contactos con el militar Abdulrazek al-Nadoori para que mediara entre el militar e Issa, y, en última instancia, para que sucediera a Haftar. El plan también habría contado con el respaldo de la tribu Awaquir, una de las más importantes en el Este de Libia. También Italia pareció apoyar este nuevo proyecto político, y el ministro de Exteriores Luigi Di Maio expresó su intención de solicitar a la UE que levantaran las sanciones que pesaban sobre Aguilah Issa precisamente por haber saboteado las negociaciones de paz en 2016.
La debilidad de Haftar había sido percibida no sólo en el extranjero, sino también a nivel interno, y a finales de 2019 el general sobrevivió a un intento de derrocamiento que precisamente se abortó gracias a la intervención egipicia, enviando soldados al cuartel del militar en al-Rajma para protegerle. Sólo Emiratos Árabes Unidos parecía seguir dispuesto a seguir apoyando al general, quien el 27 de abril, ante la creciente debilidad interna, declaró nulo por enésima vez el acuerdo para la transición política y manifestó en un gran discurso televisado su intención de "aceptar el mandato popular" para gobernar Libia. En un primer momento, su plan, finalmente abortado, parecía ser el de deponer al primer ministro en el Este de Libia, Abdulah al Zani, el cual desde hacía años era una figura meramente formal, y declarar un nuevo Ejecutivo con él mismo a la cabeza. No quedó esclarecido si su intención era también la de disolver la propia Cámara de Representantes. En cualquier caso, la iniciativa fue frustrada con la oposición de la notable tribu Abaidat, a la que Issa pertenecía.

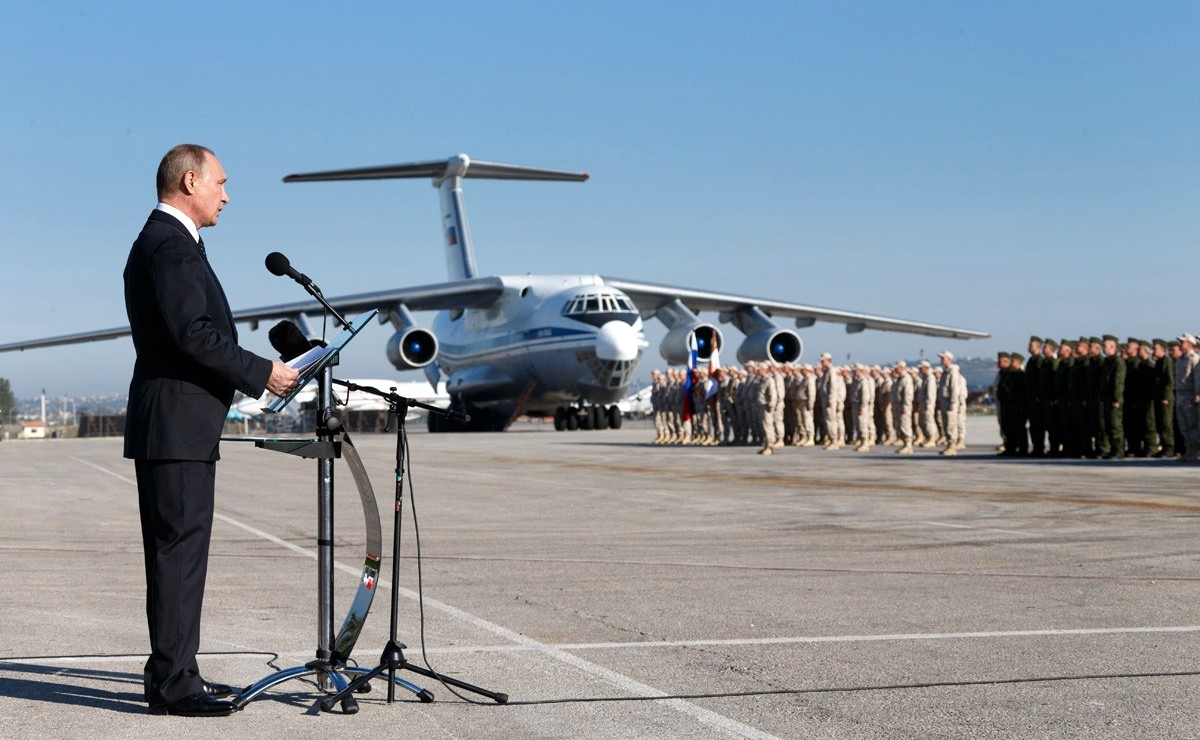
Al menos 14 aviones de combate rusos llegaron a Al Jufra (Libia) desde la base rusa de Hmeimim, en territorio sirio.

Sin embargo, a pesar de estar planeando, supuestamente, abandonar al general y su ofensiva sobre Trípoli, Rusia no tenía ninguna intención de abandonar Libia. Así, después de la pérdida de al-Watiya, Moscú decidió enviar 4 aviones Mikoyan MiG-29 y dos Sukhoi Su-35 a la base de al-Jufra, que pasaba a ser el aeropuerto más cercano a Trípoli en control del Ejército Nacional. Los aviones salieron el 14 de mayo de Astracán, en el Norte del Cáucaso, e hicieron paradas en Hamadán (Irán) y Hmeimim, la base aérea operada por Rusia dentro de Siria. Allí fueron camuflados para hacerse pasar por aeronaves sirias, y finalmente llegaron a Libia varios días después. Tras la llegada de las aeronaves, el general de brigada Saqr Geroushi, comandante de la fuerza aérea del LNA, amenazaba con "la mayor ofensiva aérea en la historia de Libia". Además, según la agencia Reuters, el grupo Wagner aceleró, en el mes de mayo, su proceso de contratación de mercenarios sirios leales a Bashar al-Assad para combatir por Haftar. La presencia de las aeronaves rusas en la base fue suficiente para obligar a Turquía a detener temporlamente sus bombardeos con drones, después de varias semanas de intensa actividad. Para el analista Jalel Harchaoui, esta "moratoria de drones" comenzó el 21 de mayo con una llamada entre el ministro turco Çavusoglu y Serguéi Lavrov y se extendió hasta el 1 de junio cuando el GNA lanzó la ofensiva por el Aeropuerto de Trípoli.
Sin embargo, en lo que respecta a Trípoli, el portavoz militar Ahmed Mismari anunciaba una "retirada estratégica" de parte de sus fuerzasde la capital. En los próximos días, más de mil de mercenarios del grupo Wagner abandonaron los combates en la localidad y en los alrededores de Tarhuna para alcanzar la localidad de Bani Walid. Tras varios días en dicha localidad, el alcalde, Salem Alaywan, anunció el 24 de mayo que finalmente los soldados de fortuna fueron transportados en aviones a Jufra, que, junto con los aviones, se convertía de facto en una base rusa. Según Harchaoui, Turquía había aceptado esta operación, que suponía una renuncia por parte rusa de la región de Tripolitania, pero al mismo tiempo la voluntad de reafirmarse en el Centro y en el Este de Libia. También para Wolfram Lacher (Chatham House) el objetivo era impedir cualquier injerencia turca en el Este de Libia, partiendo de facto el país en dos esferas de influencia, al margen de la ONU y de la Unión Europea. Para Frederic Wehrey (Carnegie Endowment) la presencia rusa "no representaba la caballería acudiendo al rescate", pero sí un intento de frenar la expansión turca en el Oeste. En los próximos meses Wagner construyó una línea de trincheras de cerca de 20 kilómetros alrededor de Jufra y Sirte, marcando la frontera entre las dos nuevas mitades de Libia.
La presencia abierta de aeronaves rusas pareció ser por fin suficiente para que El Pentágono se animara a condenar el apoyo de Putin al LNA, a pesar de haber tolerado durante dos años el despliegue de los combatientes de Wagner. En un comunicado, el jefe del AFRICOM, Stephen Townsend, denunció que "Rusia está claramente tratando de cambiar las tornas en su favor en Libia. Tal y como hicieron en Siria, están expandiendo su huella militar por África usando mercenarios apoyados por el Gobierno como Wagner [...] Durante mucho tiempo, Rusia ha ocultado la intensidad de su participación en el actual conflicto libio. Bien, no hay posibilidad de ocultarlo ahora". Para el general Jeff Harrigian, el siguiente paso lógico de Rusia sería desplegar permanentemente tecnología antiaérea de largo alcance, de facto dotando a Rusia sobre el control del espacio aéreo en el Mediterráneo. A pesar de estos acontecimientos, algunos analistas como Wehrey eran escépticos de que Trump, con intensos lazos de amistad e intereses con Dubái, fuera a ordenar intervenir activamente en Libia en contra de Haftar. El 26 de mayo, AFRICOM elevó a 14 el número de aeronaves rusas avistadas en suelo libio. El gobierno francés de Macron, que había sido uno de los principales aliados diplomáticos de Haftar, en connivencia con Rusia, expresaba ahora, al menos oficialmente, su preocupación porque el escenario de la guerra civil siria se replicara en Libia por culpa de la intervención rusa. En palabras del ministro Le Drian, la situación era muy "preocupante" y "la crisis se estaba profundizando". También Le Drian, al igual que Pompeo, habló con teléfono por primera vez en meses con Sarraj, una llamada que tuvo lugar el 31 de mayo.

##### Batalla de Sirte. Propuesta egipcia de alto al fuego.
A pesar de que tras la toma del Aeropuerto Internacional de Trípoli por parte del GNA el 3 de junio las fuerzas del LNA se retiraron rápidamente de todo el Oeste de Libia, cuando los combatientes leales al Gobierno de Acuerdo Nacional intentaron entrar en Sirte los milicianos de Haftar por fin opusieron resistencia. Los combates comenzaron el 6 de junio, cuando los soldados del GNA se adentraron en la ciudad, esperando no encontrar ninguna fuerza enemiga. No obstante, fueron recibidos con disparos de la Brigada 604, de ideología salafista y leal al LNA, obligándoles a retirarse. A diferencia de lo ocurrido en Trípoli y sus alrededores en las últimas semanas de la ofensiva, donde Turquía tenía la supremacía aérea, en esta ocasión Emiratos Árabes Unidos sí intervino con drones Wing Loong para frenar el avance de las tropas gubernamentales.
Por su parte, los gobiernos de Egipto y Francia, que durante más de un año habían respaldado la ofensiva de Haftar sobre Trípoli, pedían ahora unas negociaciones de paz para rescatar al LNA en el plano diplomático. Así, el 6 de junio, el presidente Abdelfatah El-Sisi anunció en El Cairo que Haftar se había comprometido a apoyar la propuesta de Aguilah Issa de una reforma política y a un alto al fuego. El 8 de junio, Egipto empezó a desplegar material militar en la frontera con Libia, pareciendo amenazar a Turquía y al GNA con una intervención militar directa si éstos intentaban seguir avanzando hacia el Este de Libia. En lo que respecta a Francia, el ministro de Exteriores galo, Jean-Yves Le Drian, telefoneó a su homólogo egipicio, Sameh Shoukry, para respaldar la propuesta de alto al fuego.
Rusia, al igual que durante la guerra civil siria, intentaba encontrar un equilibrio entre defender sus intereses geoestratégicos y seguir estrechando lazos con Turquía, al tiempo que así fracturaba internamente a la OTAN. Según Tarek Megerisi (European Council on Foreign Relations) la línea roja para el Kremlin no era Sirte, pero sí la base de Jufra, que ahora estaba ya bajo su absoluto control. Sin embargo, la propuesta de Putin no pareció satisfacer a Erdoğan, que esperaba ganar para sí y para sus aliados todo el Oeste, el Centro y el Sur de Libia. Así, el mandatario turco llamó por teléfono al presidente Trump, con la intención de convencerle de que no permitiera que Jufra se convirtiera en una base rusa en el Mediterráneo. No obstante, la postura de Estados Unidos, que en las semanas anteriores había dado muestras de decantarse por el GNA, era ahora más ambivalente: la Embajada Americana en Libia aseguró "ver con interés cómo voces políticas en el Este de Libia se expresaban", en referencia a la propuesta de Issa, y llamó a evitar "una crisis humanitaria" en Sirte.
Finalmente, en lo que respecta al GNA, su portavoz militar, Mohamed Gununu, aseguró "no tener tiempo para los sinsentidos de Haftar en televisión" Sin embargo, el vice primer ministro del GNA, Ahmad Mitig, se desplazaba a Moscú para intentar negociar con el Kremlin, quizá a título personal, a cambio de que el gobierno ruso retirara su apoyo al general. Tras su regreso de la capital rusa, Mitig ordenó que se detuviera cualquier intento de avanzar sobre Sirte. El primer ministro al-Sarraj daba, en cambio, señales más confusas, asegurando su intención de liberar todo el país, pero intentando, sin éxito, viajar a Moscú para negociar con el gobierno de Putin.
A finales de junio, Francia, Egipto y Rusia decidieron clarificar, tras semanas con una posición vacilante en torno a la figura de Haftar, su apoyo por el LNA. El 20 de ese mes, en un discurso televisado desde un base militar, el presidente egipcio al-Sisi amenazaba con declarar formalmente la guerra al GNA: "cualquier intervención directa por el Estado egipcio ha adquirido ahora legitimidad internacional". El presidente francés Macron acusó a Turquía de estar llevando actividades "criminales" en Libia, una retórica nunca usada contra otro miembro de la OTAN. Por su parte Rusia redobló el despliegue de mercenarios de Wagner, desplegándolos no sólo en la zona de Jufra y Sirte sino también en los campos petrolíferos del Sur del país, como denunció la propia compañía nacional de petróleo. La presencia de los combatientes rusos en las instalaciones de petróleo suponía que Putin pasaba a tener el control de actividades dirigidas por empresas europeas como Repsol y Eni Otra de las iniciativas planeadas por El Cairo era la de armar fuerzas tribales del Este de Libia y del Oeste de Egipto, así como a antiguos combatientes leales a Gadafi, entre ellos, supuestamente, el propio hijo del coronel, Saif al Islam Gadafi. El 3 de julio, la tensión se disparó cuando un avión identificado (probablemente de procedencia emiratí o egipcia) despegó desde Egipto y golpeó posiciones turcas y/o del GNA en la recién liberada base de al-Watiya.
El jueves 16 de julio, el presidente egipcio al-Sisi se reunió en El Cairo con unos líderes tribales de Libia, los cuales solicitaron al político y militar que invadiera el país. Con este pretexto, la Asamblea del Pueblo Egipcio votó, el 20 de ese mismo mes, una resolución que autorizaba al Ejército egipcio a entrar en el país vecino. Anteriormente, el 11 de julio, el GNA intentó retomar la exportación internacional de petróleo en el Oeste del país, paralizada desde enero de 2020 por el LNA, pero sin embargo esta operación fue interrumpida por los milicianos leales a Haftar. En un duro comunicado, la Embajada de Estados Unidos acusó al "así llamado Ejército Nacional de Libia" de estar debilitando la economía y aferrándose a la vía militar, amenazando con aislamiento internacional y sanciones. Sin embargo, Trump distaba aún de tener una política clara, hablando por teléfono tanto con Erdoğan como con Macron.
El 21 de agosto de 2020, Sarraj ordenó "a todas las fuerzas armadas el cese el fuego inmediato y de todas las operaciones de combate en todo el territorio libio", a lo que Águila Issa respondía pidiendo a "todas las partes" respetar "un alto el fuego inmediato y a poner fin a todos los combates en el territorio libio, al tiempo que anunciaba su intención de convocar unas elecciones, sin adelantar una fecha, y pidió a "todas las partes" respetar "un alto el fuego inmediato y a poner fin a todos los combates en el territorio libio". Se ponía así fin a los combates tras un año de intensos enfrentamientos, si bien el LNA siguió realizando maniobras en la zona. La noticia del alto al fuego fue celebrada tanto por Naciones Unidas como por la Embajada de Estados Unidos.
El mismo día que se anunciaba el alto al fuego, Sarraj llamó al Presidente egipcio el-Sisi, evidenciando una mejora en las relaciones entre ambos mandatarios. El 23 de agosto, Macron invitó a Sarraj a París, un ofrecimiento que fue rechazado. Para Harchaoui, el gesto buscaba presentar al presidente francés como conciliador ("demonizando" a Turquía), y debilitar internamente al primer ministro libio.

#### Protestas de 2020. Reapertura de los pozos petrolíferos

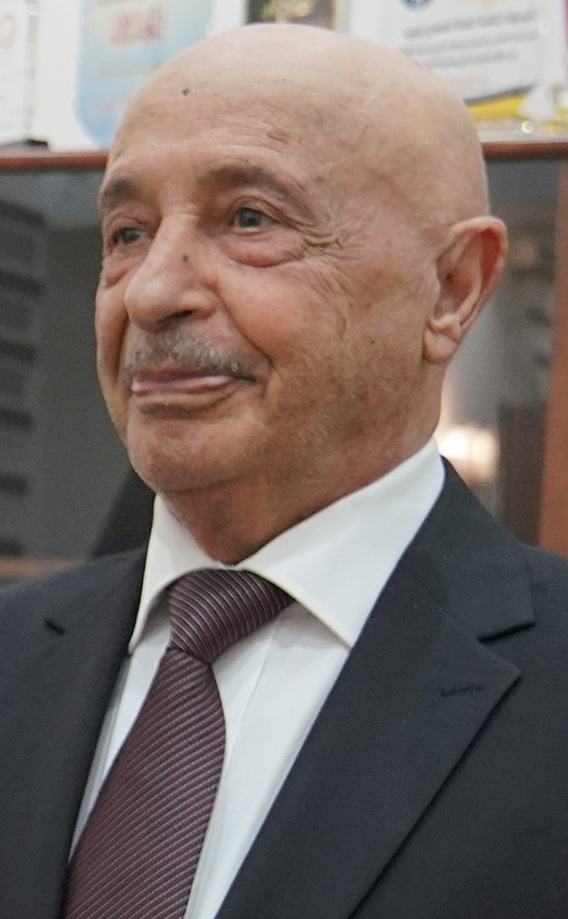
A mediados de 2020 y tras el fracaso de la ofensiva del LNA sobre Trípoli, Rusia, Egipto, EE.UU y la UE intentaron consagrar al político Aguilah Issa como nuevo líder en el Este de Libia. Haftar utilizó su control sobre los puertos petrolíferos para mantenerse en escena.

A finales de agosto y durante septiembre, la aparente tranquilidad fue aprovechada por los ciudadanos del Este y Oeste de Libia para protestar contra los dirigentes políticos de ambos bandos en el país. En Bengasi, las manifestaciones por el empeoramiento de las condiciones de vida motivaron a Abdulah al Zani, primer ministro en al-Baida (no reconocido internacionalmente), a presentar su dimisión. El órgano que Zani encazaba se había convertido en meramente simbólico, en una parte del país donde todo el poder estaba bajo el Ejército Nacional. El Presidente de la Cámara de Representantes, Aguilah Issa, dijo que estudiaría la petición en sede parlamentaria, algo que nunca llegó a ocurrir.
En lo que respecta al Oeste de Libia, las protestas se centraron en la capital, Trípoli. Entre los problemas destacados por los ciudadanos destacaban los cortes eléctricos y de agua y la inseguridad que provocaba la presencia de fuerzas milicianas en la ciudad. Ante las consignas contra las milicias, éstas respondieron atacando a los manifestantes. La crisis motivó al primer ministro al-Sarraj a suspender temporalmente a su ministro de Interior, Fathi Bashagha, por lo que consideró una mala gestión de la crisis. Sin embargo, varios analistas vincularon la suspensión de Bashagha a otros motivos. Para el periodista Samer al-Atrush, Bashagha, que como ministro de Interior había intentado precisamente disolver las fuerzas armadas en la localidad, era responsable de animar las protestas contra el Gobierno, lo que motivó a Sarraj a suspenderle. Igualmente Tim Eaton (Chatham House) apuntaba que la expulsión de Bashagha era probablemente un triunfo para los que habían atacado a los manifestantes, y no para estos últimos. Harchaoui especuló que Rusia podría haber presionado a Turquía para que convenciera a Sarraj de librarse de Bashagha, un crítico de la intervención de Moscú en el país. La suspensión de Bashagha fue seguida una investigación pública sobre su gestión que el ministro aceptó abiertamente, llamando incluso a que fuera "televisada para asegurar su transparencia". Finalmente, Bashagha fue declarado libre de culpa y devuelto a su cargo.
Las protestas continuaron en los siguientes días; el GNA declaró un toque de queda para frenar la expansión del COVID-19, un movimiento que sin embargo fue entendido por algunos como una forma de poner fin al movimiento ciudadano. El 29 de agosto, Sarraj anunció reformas en el Gobierno, nombrando a Salah Eddine al-Namrush como ministro de Defensa y a Mohammad al-Haddad como Jefe del Ejército. Más adelante, él mismo anunció su intención de abandonar el cargo en octubre si las negociaciones de paz resultaban en un nuevo Ejecutivo de transición, algo que finalmente no ocurrió. En cualquier caso, la noticia de su retirado provocó, supuestamente, el enfado de Erdoğan, el cual no había sido avisado con antelación. Para Jason Pack (Middle East Institute) la medida era un "teatro kabuki" que permitía a Sarraj permanecer en el poder y tener un pretexto para no reunirse con Haftar, como pretendía forzar Francia.
En septiembre, el Alto Representante de Política Exterior y Seguridad de la Unión Europea, Josep Borrell, viajó a Libia para reunirse con Sarraj en Trípoli y con Águila Issah en el Oeste del país. Días más tarde acuduría el ministro de Asuntos Exteriores italiano, Luigi Di Maio, el cual también eligió reunirse con Issah, en vez de con Haftar. Se puso así de nuevo en evidencia un intento de dejar al margen al líder militar de la escena política, una estrategia iniciada meses atrás por los propios gobiernos de Rusia y Egipto. Este proceso de rehabilitación de Issah culminaría el 2 de octubre con la decisión de la UE de eliminarlo de la lista de sanciones, incluida la prohibición de viajar a territorio europeo. Otro señal de posible acercamiento entre ambos andos fue la orden del GNA de liberar, a finales de octubre, unos agentes secretos del Kremlin detenidos en Libia el año anterior.
Por su parte, el militar, que veía su papel menguando, entraba en negociaciones con Estados Unidos para dejar de bloquear la exportación de petróleo, lo cual estaba provocando la ruina al país. Sin embargo, el acuerdo para el reinicio de la exportación de crudo aprobado no fue el originalmente negociado por Estados Unidos sino uno desvelado a última hora y auspiciado por Rusia. Este se había negociado en secreto durante el mes de septiembre en Sochi entre el hijo del militar, Jaled Haftar, y el vice primer ministro del GNA, Ahmad Mitig, actuando por cuenta propia y sin respaldo del Gobierno ni de su primer ministro. El documento ruso concedía beneficios bancarios y financieros al LNA. Concretamente, estipulaba la creación de un mecanismo al margen y superior al Banco Nacional para la distribución a partes iguales de los ingresos del petróleo,pero no se exigía ninguna concesión al Ejército Nacional. Notablemente, el texto no contemplaba la retirada de los mercenarios rusos de Wagner de las instalaciones de petróleo. Wolfram Lacher lo describió como "una capitulación total" a las demandas de Haftar. En lo que respecta a Mitig, algunos analistas señalaron que el beneficio de éste sería el del capital político, pasando a la primera línea con la esperanza de ser nombrado primer ministro en el futuro.
Las reacciones a esta maniobra diplomática rusa no tardaron en llegar y, como era de esperar, fueron muy críticas. Estados Unidos aseguró que el nuevo texto perseguía "intereses particulares". La compañía nacional de petróleo, el NOC, criticó que éste se fraguó sin su participación y que se negaría a acatarlo si no se retiraban los mercenarios rusos. Turquía, por su parte, intentó presionar para que la firma definitiva del documento no se llevara a cabo. Cuando el propio Mitig se dispuso a anunciarlo públicamente en la localidad de Misurata fue recibido por hombres armados que le obligaron a cancelar el evento. Haftar, en cambio, daba un discurso paternalista en televisión levantando el bloqueo "con la condición de que no se usara para financiar el terrorismo". Además, el portavoz del LNA, Ahmed al-Mismari, profundizó en las divisiones que el acuerdo estaba creando en el bando contrario emitiendo un comunicado en el que se aclaraba que el acuerdo era con Mitig y no "con la milicia bajo el control de los Hermanos Musulmanes" (en referencia al Consejo de Estado Superior). En cualquier caso, el acuerdo lograba traspasar la culpa al GNA; de rechazarlo, sería ahora el gobierno de Trípoli el responsable de la prolongación de la ruina en el país. Ante esta situación, el NOC aceptó resumir la producción de petróleo en los pozos en los que no había hombres armados leales a Haftar y, gradualmente, en todo el país. En concreto, el campo del-Sharara, la operación más rentable de la compañía Repsol en todo el mundo, reinició la producción el 11 de octubre.
Al margen del petróleo, otra maniobra de Haftar para tratar de recuperar protagonismo político fue la de secuestrar, el 1 de septiembre, 18 pescadores procedentes de Italia en aguas vecinas a Sicilia. Tarek Megerisi lo definió como "un intento de forzar a Italia a dejar de centrar la diplomacia europea en Aguila". Ante la notable tensión entre estas dos figuras, Egipto intentó acercar posturas reuniéndolos en El Cairo el 23 de septiembre. Por su parte, el GNA seguía buscando nuevos aliados, y el 27 de octubre firmó un acuerdo de cooperación con Catar.
En septiembre y octubre, la Unión Europea impuso sanciones a personas y grupos acusados de violar el embargo de armas, entre ellas, una compañía turca y el magnate ruso Yevgeny Prigozhin (asociado con el grupo Wagner). Prigozhin había sido visto con Haftar en Moscú durante su visita a Rusia en noviembre de 2018.

#### Comisión Militar 5+5 y Foro de Diálogo Político Libio. Acuerdo de alto al fuego permanente
El alto al fuego provisional de agosto sirvió a la UNSMIL para relanzar las negociaciones de paz entre ambos bandos. Puesto que Salamé había abandonado el cargo meses atrás, esta nueva ronda de contactos fue organizada por su Adjunta, la diplomática americana Stephanie Williams. Para ello, se retomó una iniciativa propuesta originalmente por Salamé durante la Conferencia de Berlín de enero, y que consistía en la creación de la llamada Comisión Militar 5+5, a través del cual se pretendía juntar a cinco militares representando al GNA y a otros cinco representando a Haftar. Ni la primera reunión, celebrada en Ginebra, ni las dos siguientes fueron exitosas, y es que por entonces el Ejército Nacional aún aspiraba a conquistar Trípoli y dominar por la fuerza todo el país. No obstante, la cuarta sesión, celebrada ya en octubre (días 19 a 24), resultó ser un triunfo, y es que ambos bandos acordaron la firma de un alto al fuego definitivo y un plazo de tres meses para que todos los combatientes extranjeros abandonaran el país. Igualmente, se pactó estudiar la reestructuración de la Guardia de Instalaciones Petrolíferas como fuerza neutral para garantizar la exportación de crudo. A partir de entonces, las reuniones tendrían lugar dentro del propio territorio libio, con un primer encuentro en Gadamés los días 2 y 3 de noviembre y otra reunión en la ciudad de Sirte, que hace tan sólo unos meses era lugar de intensos combates. En la reunión de Sirte se anunció la inauguración de una sede permanente para la Comisión, y que la primera fase de la desmilitarización comenzaría en la propia localidad y la carretera costera que la atraviesa, acordándose la retirada de los combatientes extranjeros de ambos bandos a Trípoli y Bengasi, respectivamente. El General de Brigada Al-Fitouri Gharibel confirmaba a los medios: "La ciudad de Sirte está actualmente vacía de tropas militares y sólo quedan cuerpos de seguridad (policía) en la ciudad". Williams anunció que la Comisión 5+5 pasaría a llamarse "Comisión de 10".
Paralelamente a la vía militar, en septiembre y en los meses siguientes comenzaron a celebrarse reuniones para dar una solución política al conflicto. Una primera reunión del llamado Diálogo Libio tuvo lugar en Bouznika (Marruecos), seguida de otra en Montreux. El 12 de octubre, miembros del Consejo Superior de Estado y de la Cámara de Representantes se reunieron en El Cairo para intentar negociar una constitución transicional. Además, Naciones Unidas anunció una nueva cumbre, llamada Foro de Diálogo Político Libio, la cual tendría lugar en noviembre en Túnez. Por último, entre octubre y noviembre se desplazaron a El Cairo las tres principales figuras políticas del GNA: Sarraj, Ahmad Mitig y el ministro de Interior Fathi Bashagha. Las negociaciones fluidas entre Egipto y el Gobierno de Acuerdo Nacional ponían una vez más en evidencia la intención del Presidente El-Sisi de distanciarse de Haftar y su vía militar. El periódico Mada Masr notó que las negociaciones coincidían con la derrota electoral de Donald Trump y que Egipto preveía que Joe Biden se posicionara con el GNA (legítimamente reconocido por Naciones Unidas), a diferencia de su predecesor en la Casa Blanca. El periódico egipcio también notó que tanto Sarraj y Mitig como Bashagha acudían al país vecino con la esperanza personal de garantizarse un puesto político relevante para sí mismos en un nuevo posible Ejecutivo de transición. En esta línea, Bashagha se desplazaría a París el 18 de noviembre.
El 9 de noviembre inició en Túnez el anticipado Foro de Diálogo Político, que culminó con la promesa de celebrar elecciones el 24 de diciembre de 2021. Al día siguiente, el 10 de noviembre, la destacada abogada Hanan al-Barassi fue asesinada por hombres encapuchados en Bengasi, ciudad controlada por el LNA. Barassi era crítica con el Ejército Nacional y con el propio Haftar. Un día antes de ser asesinada, Barassi había denunciado en un conferencia en línea cómo el militar había colocado a todos sus hijos en posiciones de poder y les acusó de corrupción y otros abusos.

### 2021

#### Formación de nuevo gobierno de transición y llamado a elecciones
A inicios de 2021, la ONU celebró la formación de un nuevo gobierno de transición que contempló un acuerdo de elecciones de ambos gobiernos enfrentados en Libia (este y oeste). Este nuevo gobierno de transición está formado por el activista y empresario Abdul Hamid Mohamed Dbeibé y el exembajador en Grecia Mohamed Menfi, el primero como primer ministro de Libia y el segundo como presidente del Consejo Presidencial. Además se acordó un llamado a elecciones para fines de diciembre de 2021.

## Dinámica del conflicto en el Sur de Libia

Mapa étnico de Libia.

A pesar de que la narrativa de los principales medios de información se centra en la dinámica secular-islamista entre Trípoli, Misurata, Zintan y Bengasi, la guerra de Libia se extiende igualmente a las principales ciudades del Sur de Libia. Pero en ellas, a diferencias del resto, el conflicto responde puramente a la composición étnica y tribal de la nación africana.
En la ciudad de Kufra, Haftar pactó en 2014 una alianza con la tribu Tebu, presente en todo el sur de Libia, para que arrebataran el control de las principales rutas de contrabando a la tribu Zuwaya, que a su vez estaba aliada con la coalición Amanecer Libio. Los Tebu están históricamente enemistados con los Zuwaya ya que, en el siglo XIX, éstos invadieron la mayor parte de sus tierras. Hubo varios indicios de que la guerrilla rebelde sudanesa Movimiento Justicia e Igualdad se desplegó igualmente en la zona para ayudar a Haftar. En 2016, no obstante, se invirtió temporalmente el sistema de alianzas: la tribu Zuwaya pactó ayudar a Haftar contra los rebeldes cirenaicos de Ibrahim Jadhran (que eran en parte de la tribu Maghariba, con la cual los Zuwaya también estaban enemistados). A cambio, el general bombardeó las posiciones de los Tebu en la zona.
En la franja Suroeste de Libia, fronteriza con Níger y Argelia, habitan gentes del pueblo Tuareg, una etnia seminómada procedente del Sáhara. Residen principalmente en la ciudad fronteriza de Ghat y en Ubari. Aunque en el pasado fueron leales a Gadafi, muchos de ellos se unieron a la coalición del Amanecer Libio y durante 2014 se enfrentaron con los Tebu —aliados con el LNA— por el control de la instalación petrolífera de El Sharara.
En la ciudad de Sebha se asientan miembros de la tribu Awlad Sulaiman y de la tribu Qadhadhfa (que se instaló allí durante el régimen de Gadafi). Desde la revolución de 2011, Awlad Sulaiman solicitó la ayuda militar de las brigadas de Misurata para recuperar el control efectivo de la localidad. Los mayores choques se registraron en noviembre de 2016 y se saldaron con decenas de muertos.

## Consecuencias del conflicto

### Consecuencias demográficas y económicas
La guerra de Libia cumple los criterios del Uppsala Conflict Data Program para ser categorizada como conflicto de alta intensidad. Desde su inicio en 2014, ha causado en total de 5.000 muertes civiles y militares, según un observatorio local. El año más letal fue 2014, con 2825 muertes. De acuerdo con la Organización Internacional para las Migraciones de Naciones Unidas, más de 417 000 personas han sido desplazadas internamente, y 234 000 han emigrado al extranjero.
Debido a la ineficacia de los diferentes gobiernos del país, la economía entró en recesión. El PIB cayó dos tercios en comparación con los niveles anteriores de la revolución de 2011. En concreto, disminuyó un 8.3 % en 2016. La cuenta corriente tenía un déficit del 61 % del PIB en 2016 (las importaciones era mayores que las exportaciones). Para financiar las importaciones, las reservas de capital del Banco Central estaban siendo vaciadas. En 2013 eran de 107 billones de dólares estadounidenses, mientras que en 2016 sólo quedaban 43 billones de dólares.
El presupuesto del Gobierno también era deficitario, un 69 % del PIB. Este era financiado con préstamos del Banco Central y, en menor medida, con préstamos de bancos comerciales. Mientras que el gobierno central era un prestamista neto antes de la revolución, la deuda pública incrementó hasta representar un 110 % del PIB. Ello se debe en mayor medida a que la producción de petróleo, tradicionalmente la principal fuente de ingresos, sólo alcanzaba un quinto de su potencial. En 2016, su producción era de 0.335 millones de barriles de Brent por día.
Los precios sufrieron un proceso de inflación (del 20 % en 2016), mientras que los sueldos bajaron un 8,7 % en 2016. Ello resultó en una pérdida de poder adquisitivo de la población. Los subsidios a la alimentación fueron eliminados, lo que llevó a un aumento aún mayor de sus precios. El tipo de cambio oficial era muy alto (1 USD = 1,43 LYD en 2016) pero el Banco Central no llevó a cabo una devaluación de la moneda para no dañar las importaciones, de las que parte de la población dependía. Por ello tampoco se inyectó liquidez a los bancos comerciales. En el mercado negro el cambio era de 1 USD = 5 LYD.

### Consecuencias sociales y geopolíticas
La guerra de Libia también ha sido uno de los más claros ejemplos del llamado Invierno Árabe, en el cual el autoritarismo y la ultraortodoxia religiosa han sustituido en buena parte los valores democráticos de la Primavera Árabe. Todo ello, unido a la incapacidad de crear un Gobierno central que represente los intereses del conjunto de la población, ha dado lugar a una grave situación de malestar social.
Así, gran parte de la ciudadanía, la principal víctima la pobreza económica y la inseguridad, ve sin esperanza el escenario político, y las protestas populares son frecuentes. Por ejemplo, en diciembre de 2016, la violación en Trípoli de una mujer por dos milicianos resultó en movilizaciones callejeras en las que se demandaba la vuelta de la seguridad a la ciudad.
La imagen del Estado está dañada hasta tal punto que la sociedad tribal, que se había erosionado en las últimas décadas, ha reaparecido en muchas ciudades como principal fuente de identidad. La vecina Túnez, donde la Primavera Árabe si resultó exitosa, provee de numerosos servicios a la población libia: sanidad, emisión de visados, etc. En Libia, la mayor parte de centros educativos y universidades aún siguen sin abrir sus puertas.
El conservadurismo religioso y las ideologías extremistas han florecido, tanto en aquellas zonas controladas por brigadas consideradas islamistas como en las controladas por el LNA. De hecho, la influencia salafista de Arabia Saudí sobre los militares llevó a que éstos declararan la prohibición de las mujeres a viajar sin acompañante masculino.
Otro ejemplo más de libertades que fueron recortadas en el Este de Libia es la sustitución de alcaldes democráticamente electos por representantes castrenses elegidos por el LNA.
A nivel político internacional, la imposibilidad de pacificar la nación africana ha sido considerada uno de los mayores fracasos de la Administración Obama, llevando a algunos incluso a replantearse la idoneidad del derrocamiento del régimen de Gadafi —si bien en aquel momento, en el cual los civiles eran asesinados diariamente, no parecía una opción—.
Por otro lado, la figura del Mariscal Haftar pone de manifiesto la creciente tendencia en el siglo XXI al resurgimiento de líderes de corte autoritario y personalista, como el General egipcio Abdelfatah Al-Sisi, o el mandatario ruso de Vladímir Putin. En este mismo sentido también podemos considerar a Recep Tayyip Erdoğan presidente de Turquía.